# A Dal (2019)
Ha az aktuális Eurovíziós Dalfesztiválról szeretnél többet tudni, lásd: 2019-es Eurovíziós Dalfesztivál
A Dal 2019 egy többrészes show-műsor volt, melynek keretén belül a nézők és a szakmai zsűri kiválasztotta, hogy ki képviselje Magyarországot a 2019-es Eurovíziós Dalfesztiválon, Izraelben, Tel-Avivban. Az MTVA és a Duna Média 2018. október 1-jén reggel tette közzé a pályázati feltételeket és a hivatalos versenyszabályzatot, miután már 2018. szeptember 27-én olvasható volt oldalukon a műsor adatkezelési tájékoztatója. A dalok leadásának meghosszabbított határideje 2018. november 15-e volt. Az élő show-műsorba beválogatott dalok végleges verzióit 2018. december 14-ig küldhették el a résztvevők az MTVA részére.
A verseny győztese 2017 után újra Pápai Joci lett, aki Az én apám című dalával képviselhette Magyarországot a 2019-es Eurovíziós Dalfesztiválon.
Pápai Joci az Eurovíziós Dalfesztivál első elődöntőjében 97 ponttal a tizenkettedik helyet érte el, így nyolc év után először nem jutott Magyarország a verseny döntőjébe. A nemzetközi dalfesztivál győztese a Hollandiát képviselő Duncan Laurence lett, aki 498 pontot összegyűjtve nyerte meg a döntőt. Az Arcade című dal a szakmai zsűrinél a harmadik helyen, míg a közönségnél a második helyen végzett.
A közmédia 2015-ös újrastrukturálásának részeként A Dal című műsor már 2016-tól a Dunán volt adáson, valamivel fél nyolc után. 2018-ban a műsor fél kilenckor kezdődött, mivel a dalválasztó show előtt megismételték a Csak színház és más semmi című magyar sorozat második évadát. Ezúttal viszont újra fél nyolctól volt látható A Dal a Dunán. A válogatókat, az elődöntőket és a döntőt is élőben közvetítette a főadó mellett a Duna World, valamint az egyes adásokat követő héten péntek esténként 23:30-tól az M2 Petőfi is a műsorára tűzte a dalválasztó show-t.
A Dal 2019 volt az utolsó évada a versenynek, mely eurovíziós nemzeti dalválsztó műsorként funkcionált. A következő évtől már egy tehetségkutató műsorként rendezik meg a produkciót, melynek nem fődíja az eurovíziós szereplés, továbbá Magyarország nem nevezett több versenyzőt a dalfesztiválra.

## A helyszín
A műsor helyszínéül az előző évekhez hasonlóan az MTVA Kunigunda útjai székházának 600 m2-es egyes stúdiója szolgál, Budapesten.

## A műsorvezetők és a zsűritagok
A nyolcadik évadban a műsor házigazdái Dallos Bogi és Freddie lettek. Bogi 2013-ban, 2014-ben és 2015-ben mint versenyző vett részt a műsorban, míg Freddie 2016-ban megnyerte A Dalt, és az Eurovíziós Dalfesztivál döntőjébe bejutva a 19. helyen végzett 108 ponttal. 2017-ben és 2018-ban Rátonyi Krisztával közösen ő volt a magyar kommentátora az Eurovíziós Dalfesztiválnak. Ezúttal a műsorvezetők munkáját A Dal Kulissza című műsorban Lola és Forró Bence segítette.
A szakmai zsűrit képviselte:
- Mező Misi: a Magna Cum Laude énekes-gitárosa
- Vincze Lilla: EMeRTon-díjas énekesnő, szövegíró, a Napoleon Boulevard frontembere, a 2018-as Eurovíziós Dalfesztivál egyik magyar zsűritagja
- Nagy Feró: énekes, dalszövegíró, a Beatrice és az Ős-Bikini frontembere
- Both Miklós: kétszeres Fonogram díjas előadóművész, zeneszerző.

## A résztvevők
Az MTVA 2018. december 3-án jelentette be az élő műsorsorozatba jutottak névsorát egy sajtótájékoztató során, melyet a budapesti Akvárium Klubban tartottak.
| Előadó                        | Dal                         | Nyelv        | Zene / Szöveg                                                                                        |
| ----------------------------- | --------------------------- | ------------ | --- |
| Acoustic Planet               | Nyári zápor                 | magyar       | Kölcsey Szabolcs                                                                                     |
| Antal Tímea feat. Demko Gergő | Kedves Világ!               | magyar       | Antal Tímea / Szigyártó Johanna                                                                      |
| Berkes Olivér                 | Világítótorony              | magyar       | Berkes Olivér, Vígh Arnold / Berkes Olivér, Molnár Tamás                                             |
| DENIZ                         | Ide várnak vissza           | magyar       | Vámos András / Rizner Dénes                                                                          |
| Diana                         | Little Bird                 | angol        | Rakonczai Viktor / Tamara Olorga                                                                     |
| Fatal Error                   | Kulcs                       | magyar       | Balázs Mihály, Balázs Miklós, Rimóczi Zsolt, Rónai Dávid, Kornyik Botond, Joós Bence / Rimóczi Zsolt |
| Gotthy                        | Csak 1 perc                 | magyar       | Kovács Norbert / Gotthard Ádám                                                                       |
| Hajdu Klára                   | You're Gonna Rise           | angol        | Hajdu Klára, Szakonyi Milán / Hajdu Klára                                                            |
| Hamar Barni                   | Wasted                      | angol        | Hamar Barni                                                                                          |
| Heatlie Dávid                 | La Mama Hotel               | magyar       | Turóczi Péter / Heatlie Dávid                                                                        |
| Konyha                        | Százszor visszajátszott     | magyar       | Szepesi Mátyás, Toldi Miklós, Haller Dániel, Badics Márk / Szepesi Mátyás                            |
| Kyra                          | Maradj még                  | magyar       | Fedor Kyra                                                                                           |
| Leander Kills                 | Hazavágyom                  | magyar       | Köteles Leander                                                                                      |
| Mocsok 1 Kölykök              | Egyszer                     | magyar       | Pulius Tamás, Horváth Ádám, Molnár Kristóf, Csekő Ádám / Pulius Tamás                                |
| Monyo Project                 | Run Baby Run                | angol        | Molnár Endre / Molnár Edit                                                                           |
| Nagy Bogi                     | Holnap                      | magyar       | Molnár Ferenc Caramel                                                                                |
| Nomad                         | A remény hídjai             | magyar       | Jánosi Szabolcs, Juhász Marcell, Mihalik Ábel, Nagy Levente / Jánosi Szabolcs, Juhász Marcell        |
| Oláh Gergő                    | Hozzád bújnék               | magyar       | Mészáros Murphy Gábor / Osztás Mária                                                                 |
| Pápai Joci                    | Az én apám                  | magyar       | Pápai Joci, Molnár Ferenc Caramel / Molnár Ferenc Caramel                                            |
| Pátkai Rozina                 | Frida                       | angol        | Pátkai Rozina, Fenyvesi Márton / Bán Zsófia                                                          |
| Petruska                      | Help Me Out of Here         | angol        | Petruska András                                                                                      |
| Ruby Harlem                   | Forró                       | magyar       | Heilig Tamás, Iván Szandra / Iván Szandra                                                            |
| Salvus                        | Barát                       | magyar       | Pötörke Zoltán, Erdélyi Péter, Kiss Gergely, Szabó Dániel / Pötörke Zoltán                           |
| Szekér Gergő                  | Madár, repülj!              | magyar       | Szekér Gergő                                                                                         |
| The Middletonz                | Roses                       | angol, orosz | Farshad Alebatool, Fehér Holló Attila, Kállay-Saunders András                                        |
| The Sign                      | Ő                           | magyar       | Czinke Máté Gábor                                                                                    |
| USNK                          | Posztolj                    | magyar       | Somogyvári Dániel / Márta Alex                                                                       |
| Váray László                  | Someone Who Lives Like This | angol        | Váray László                                                                                         |
| Vavra Bence                   | Szótlanság                  | magyar       | Csöndör László Diaz, Kozma Kata, Vavra Bence / Fodor Máté, Csöndör László Diaz                       |
| yesyes                        | Incomplete                  | angol        | Szabó Ádám, Danka Dávid Walston / Halász Péter                                                       |

## A versenyszabályok változása

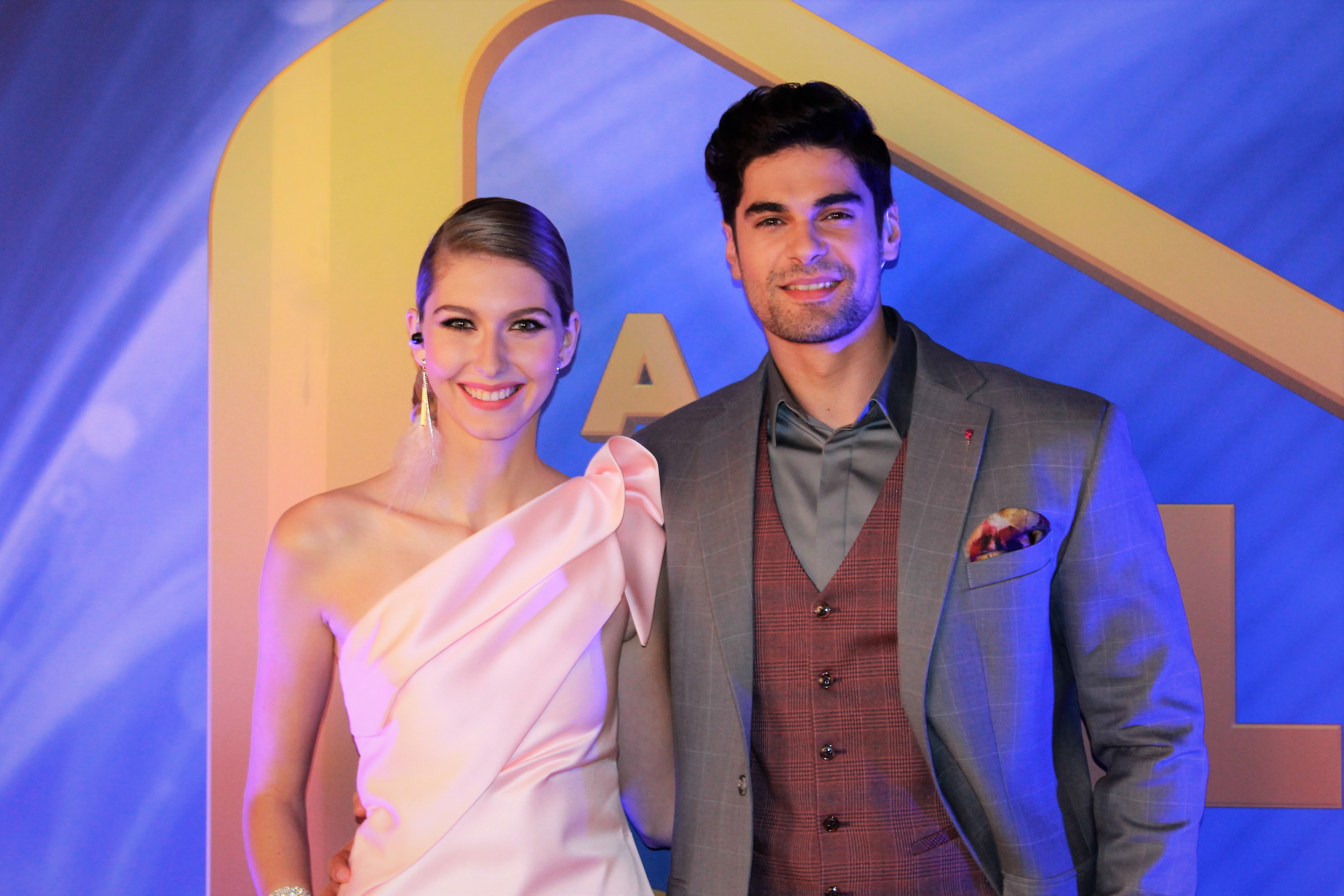
Dallos Bogi és Freddie, A Dal 2019 házigazdái

A Médiaszolgáltatás-támogató és Vagyonkezelő Alap 2018. október 1-jén hozta nyilvánosságra a pályázati feltételeket. Nagyobb változtatás az előző évadhoz képest nem történt. Már 2015-ben is csak olyan előadók jelentkezését várták, akiknek már elindult a zenei karrierje, jelent meg legalább egy dala, országosan játszott felvétele, és olyan új dallal tudnak pályázni, amelyik méltó akár a nemzetközi megmérettetésre is. Ezen a szabályon 2019-re sem változtattak. A színpadon lévő emberek számát újra hat főben maximálták, mely szabály a műsorban legutóbb 2015 előtt volt érvényben.
Az előző három évadhoz hasonlóan kiosztották A Dal felfedezettje, illetve A legjobb dalszöveg díját is.

## A verseny

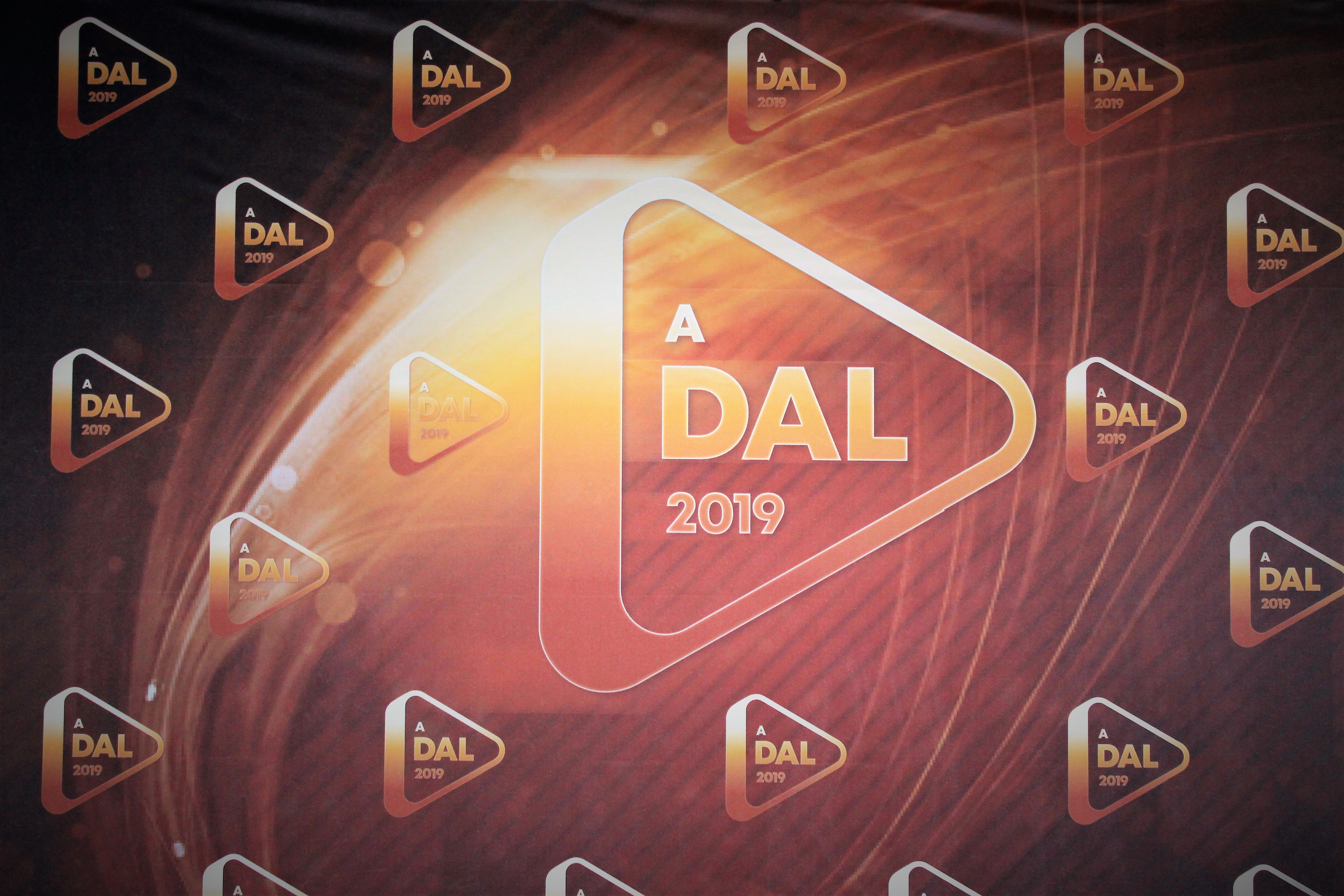
A Dal 2019 új logója az Akvárium Klubban 2018. december 3-án

A beérkezett 416 dal közül egy tíz tagú előzsűri választotta ki a magyar válogató résztvevőit. 2018 december 3-án ismertették a közönséggel, hogy melyik az a harminc dal, amelyik bejutott az élő műsorba. Ekkor mutatták be a produkció új logóját is, mely egy lejátszás gombot vagy plektrumot szimbolizál, benne A DAL 2019 felirattal. A korábbi magenta alapú embléma 2012-től, a műsor első évadától 2018-ig volt érvényben – mindig az adott évszámmal kiegészülve. A magyar nyelvű dalszövegek mellett angolul, valamint a Magyarország területén élő kisebbségek nyelvén írt pályaműveket várt a zsűri, azonban minden dalhoz csatolni kellett egy magyar nyelvű szöveget vagy fordítást is. Így összesen tizenöt különböző nyelven is megszólalhattak volna a műsor dalai, melyek az alábbiak: angol, bolgár, cigány, görög, horvát, lengyel, magyar, német, örmény, román, ruszin, szerb, szlovák, szlovén és ukrán. Az élő show-műsorba beválogatott dalok végleges verzióit 2018. december 14-ig küldhették el a résztvevők az MTVA részére. A nemzeti döntő zsűrije ismét négyfős lett, melynek tagjai Nagy Feró, Vincze Lilla, Mező Misi és Both Miklós voltak. Az első válogatóra 2019. január 19-én került sor, a döntő pedig 2019. február 23-án volt látható a Dunán és a Duna Worldön.
Januárban és februárban összesen hat show-műsort adtak le. A műsorok során a szakmai zsűri, illetve a közönség szavazata döntött arról, hogy ki képviselje Magyarországot Tel-Avivban a 64. Eurovíziós Dalfesztiválon. A dalfesztivál elődöntőit és a döntőjét is a Duna közvetítette élőben. Ez volt az utolsó alkalom, hogy magyar televízióadó műsorra tűzte a nemzetközi dalfesztivál adásait.
Hatodszor indult el az online akusztik szavazás, ahol a dalok akusztikus verzióira lehetett szavazni adal.hu hivatalos honlapon. Az Akusztikus verziók versenyének nyertese Akusztik koncertlehetőséget kapott a Petőfi Rádió felajánlásában.
A Dal győztes száma lett a 2019-es Petőfi Zenei Díj Az év dala kategória nyertese – a díjat a nemzeti válogató döntőjében Lobenwein Norbert adta át.
Az egyes adásokat követően a Dunán A Dal Kulissza címmel indult kísérőműsor.

## Incidensek

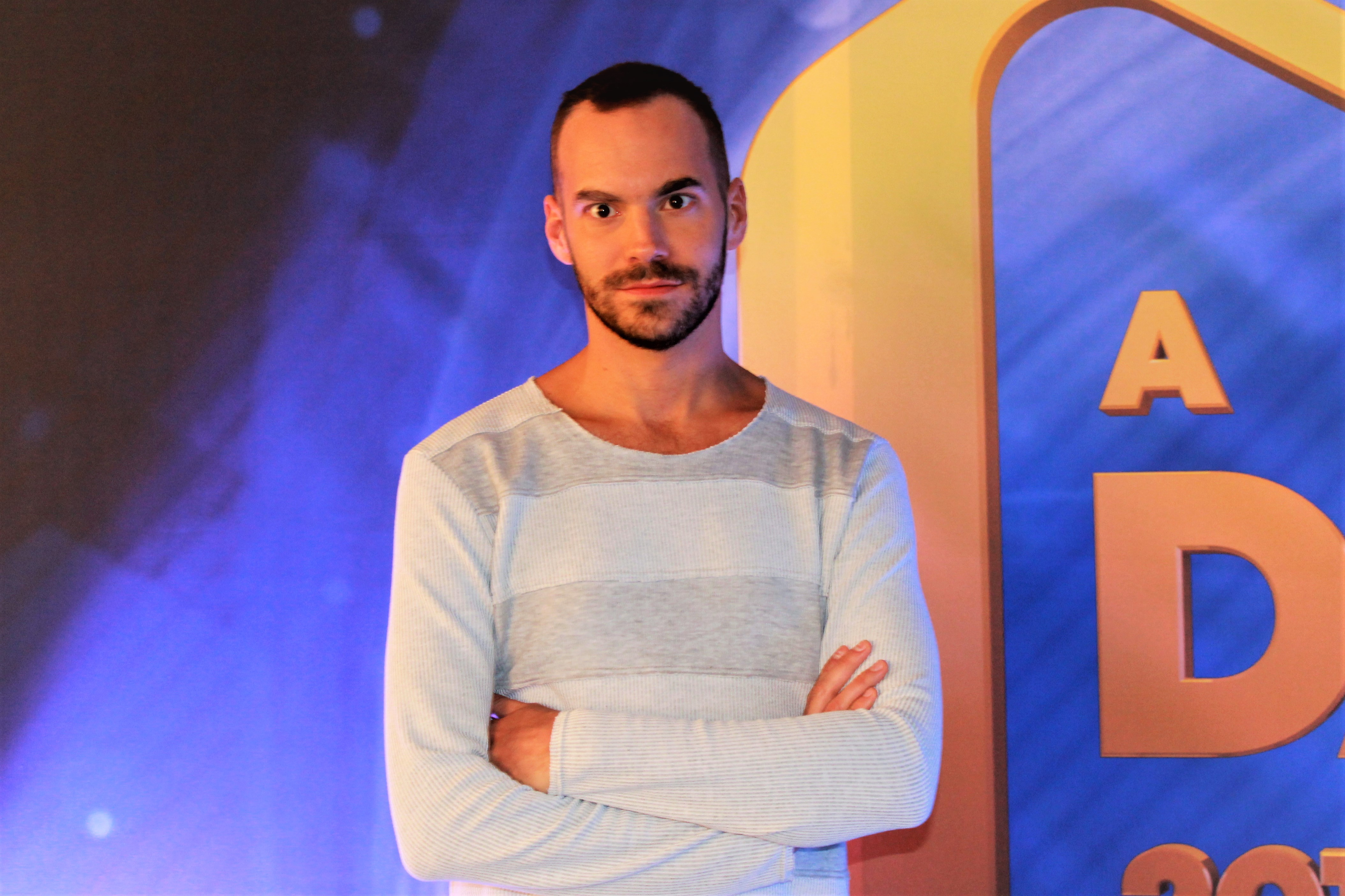
Petruska, a versenyből kizárt előadó, az első elődöntőt megelőzően

### Plágiumvád
A második elődöntőben elhangzott, hogy a fináléba jutott dalok közül az egyiket plágiumvád érte. Mivel a szervezők számára a verseny tisztasága a legfontosabb, az esetet elkezdték kivizsgáltatni, de a hivatalos szakvélemény nem érkezett meg az adás végéig. Amennyiben beigazolódik a gyanú, akkor az – addig meg nem nevezett – érintettet kizárják, helyére az elődöntőkből a döntő mezőnyébe be nem jutott, de a zsűri és a nézők által összesítve a legtöbb pontot kapott versenyző lép, vagyis Oláh Gergő és a Hozzád bújnék című dal. Február 18-án Petruskát kizárták a versenyből.

### Izrael-ellenes tüntetés az MTVA-nál
Február 9-én és 23-án, A Dal 2019 első elődöntőjének és a döntőjének a napján palesztinbarát aktivisták egy csoportja tüntetett Izrael ellen az MTVA székháza előtt, azt követelve, hogy a magyarországi közszolgálati média bojkottálja a Tel-Avivban megrendezésre kerülő Eurovíziós Dalfesztivált.

## Élő adások

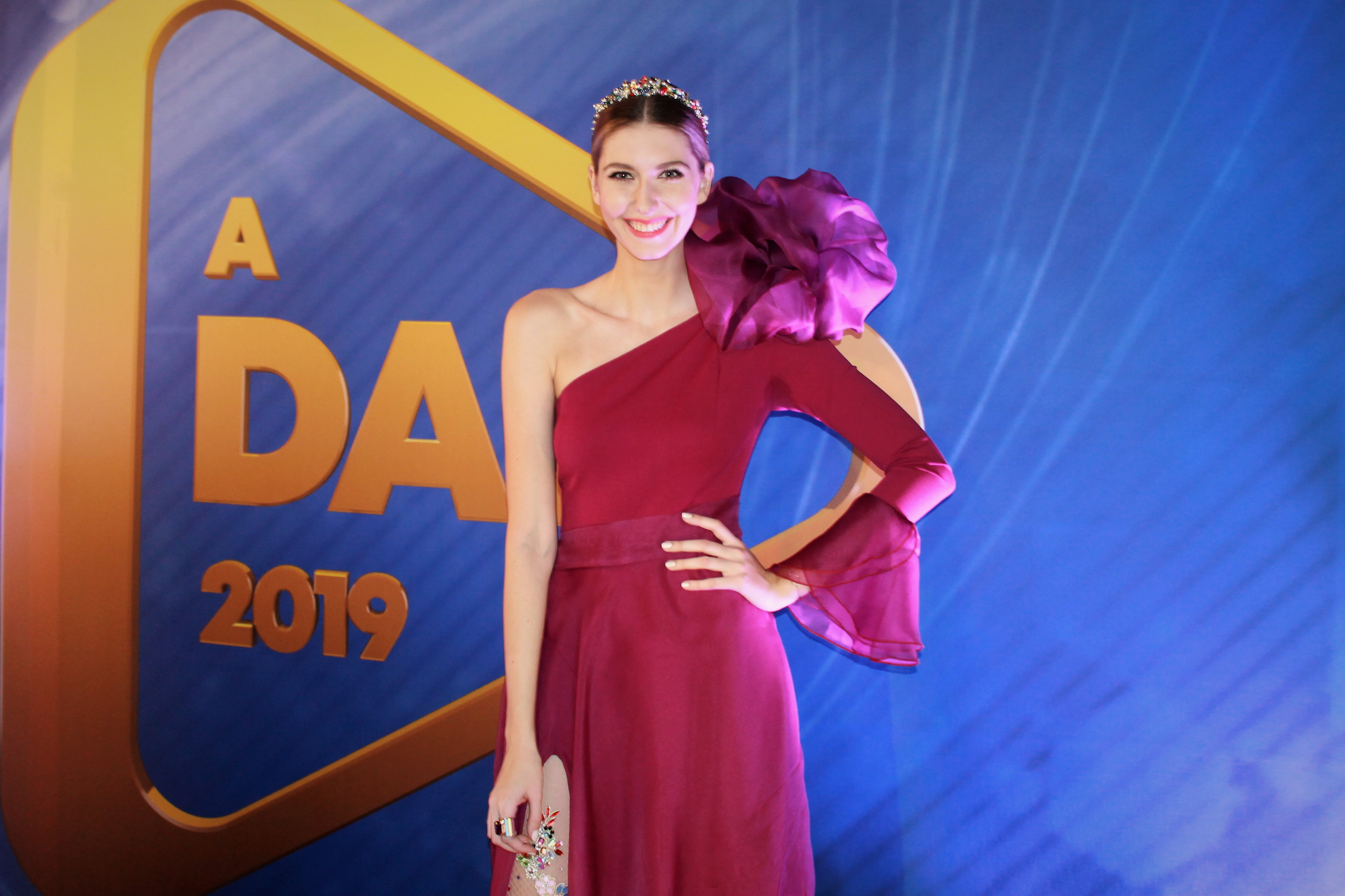
Dallos Bogi, A Dal 2019 második elődöntője után

Minden élő műsorban a négytagú zsűri közvetlenül a produkciók elhangzása után pontozza az egyes dalokat 1-től 10-ig. A versenydalok sugárzása alatt a nézők ötödik zsűritagként 1-től 10-ig pontszámot küldhetnek az adott produkcióra szöveges üzenetben (SMS). Egy regisztrációval illetve egy telefonszámról minden dalra lehet pontszámot küldeni, de egy adott produkciót csak egyszer lehet pontozni. Érvényes pontozásnak kizárólag az adott dal elhangzása alatt beérkező pontszám számít. A további pontszámokat a rendszer fogadja ugyan, de érvénytelennek tekinti. A nézői pontszámok átlagát kerekítve hozzáadják a versenydal pontszámaihoz, így alakul ki produkció végleges pontszáma. A kialakult sorrend alapján mind a három válogatóból 5 dal automatikusan az elődöntőbe kerül. Ha a pontozás során holtverseny alakul ki, a zsűri egyszerű szótöbbséggel dönt a továbbjutó dal(ok)ról.
A válogatókban és elődöntőkben a pontszámok alapján nem továbbjutó versenydalokra, – válogatónként 5, elődöntőnként 6 produkcióra a korábban említett három módon lehet szavazatot küldeni. Az SMS-en keresztül zajló szavazás csak az összes dal elhangzása után indul el minden élő adásban. A pontszámok alapján nem továbbjutó produkciók közül az az 1 dal jut tovább, amelyik a legtöbb SMS-en keresztül küldött szavazatot kapja a nézőktől.
A műsort élőben feliratozzák, mely elérhető a Dunán a teletext 333., míg a Duna World-ön a teletext 555. oldalán.

### Válogatók

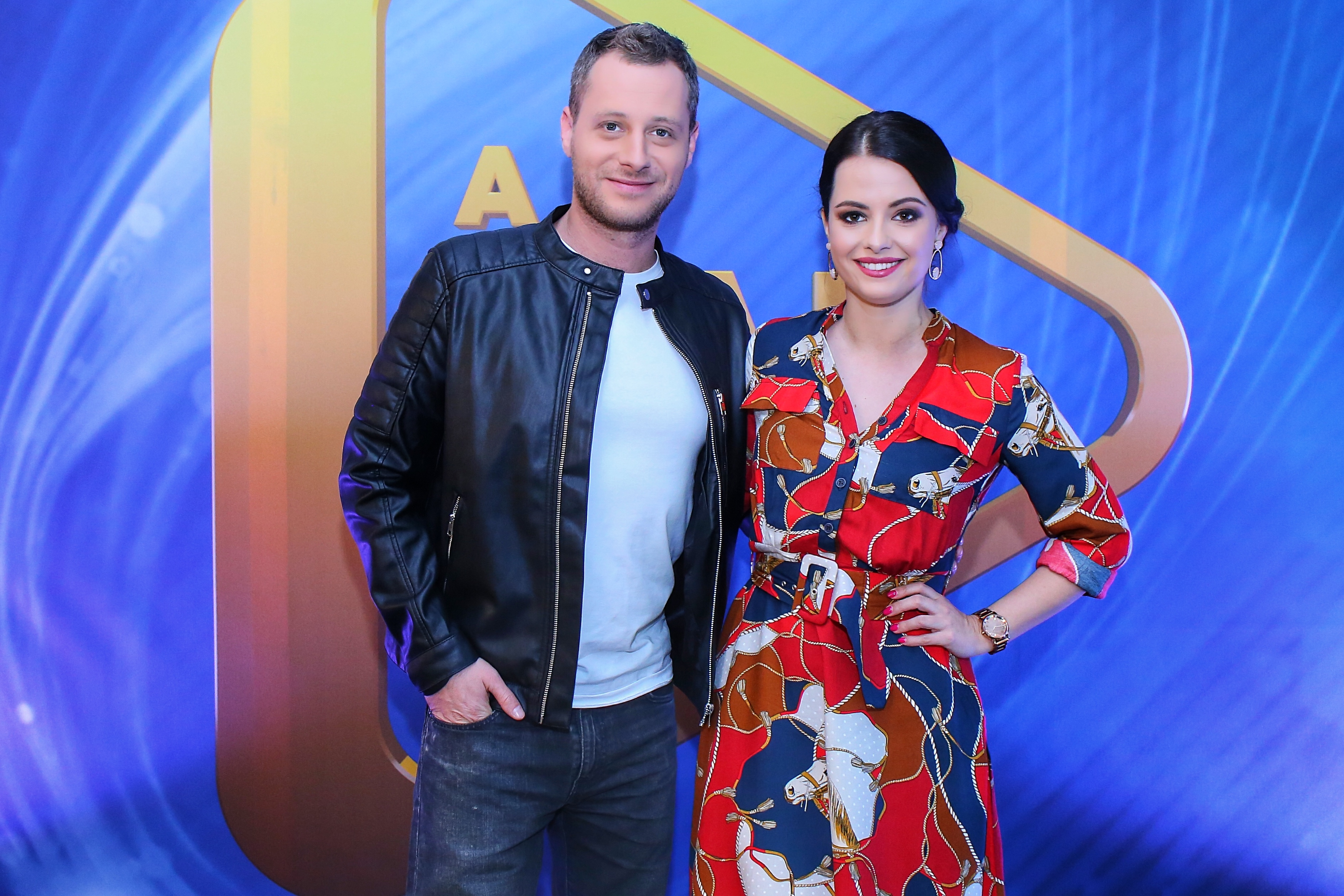
Forró Bence és Lola, A Dal Kulissza műsorvezetői az első elődöntő után 2019. február 9-én

Az MTVA a három válogatót 2019. január 19-én, január 26-án és február 2-án tartotta. A négytagú zsűri közvetlenül a dalok elhangzása után pontozta az egyes dalokat 1-től 10-ig. A versenydalok sugárzása alatt ötödik zsűritagként a nézők 1-től 10-ig pontszámot küldhettek az adott produkcióra SMS-ben. A nézői pontszámok átlagát kerekítve hozzáadták a versenydal pontszámaihoz, így alakult ki a végleges pontszám. A kialakult sorrend alapján az első öt dal automatikusan az elődöntőbe került. A pontszámok alapján nem továbbjutó öt produkció közül az a további egy dal jutott tovább az elődöntőkbe, amelyik a legtöbb szavazatot kapta a nézőktől. A műsort élőben közvetítette a Duna, a Duna World, illetve interneten adal.hu. A válogatók után 21:40-től A Dal Kulissza címmel kísérőműsor indult, melyben Lola és Forró Bence beszélgetett a résztvevőkkel.

#### Első válogató

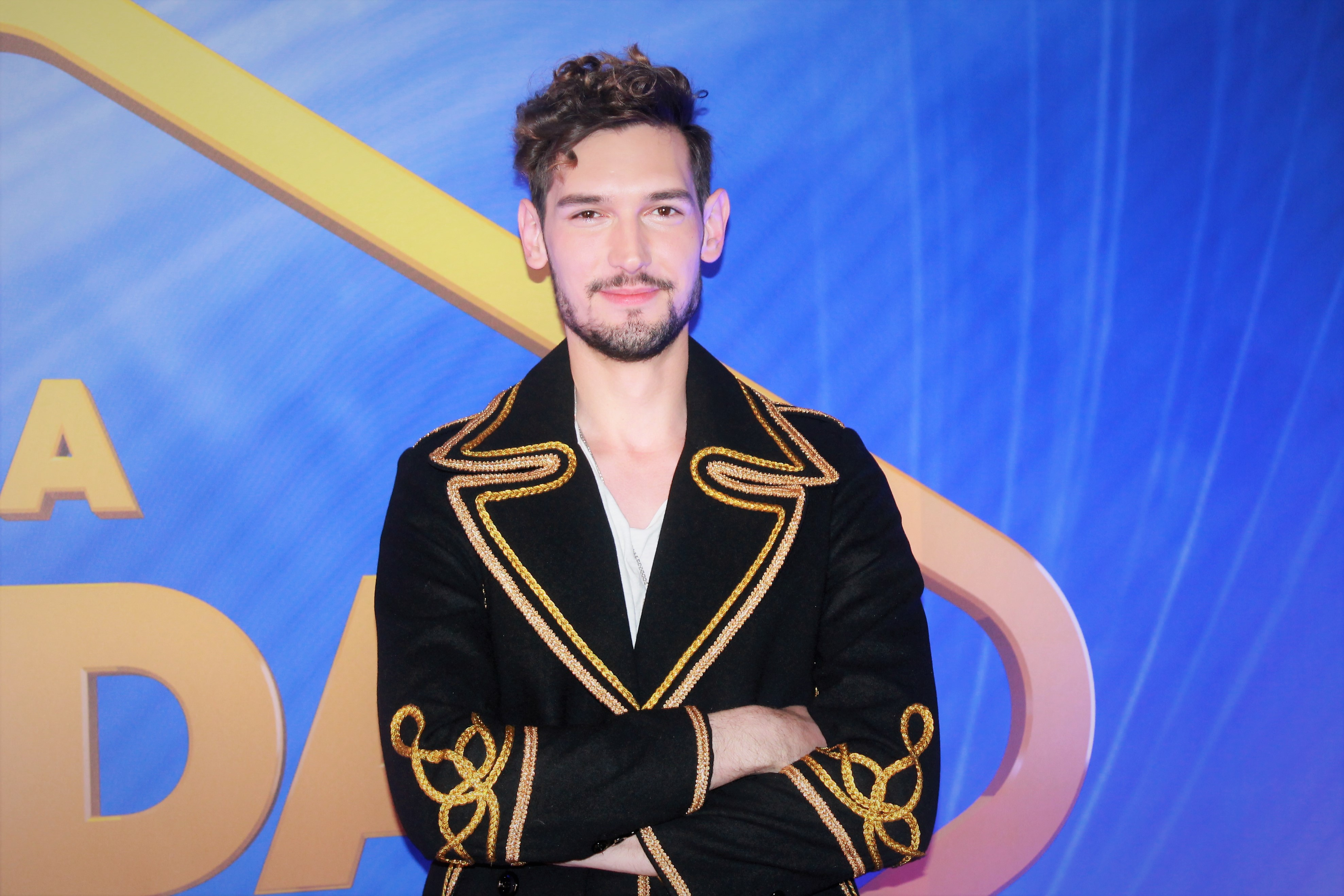
Szekér Gergő
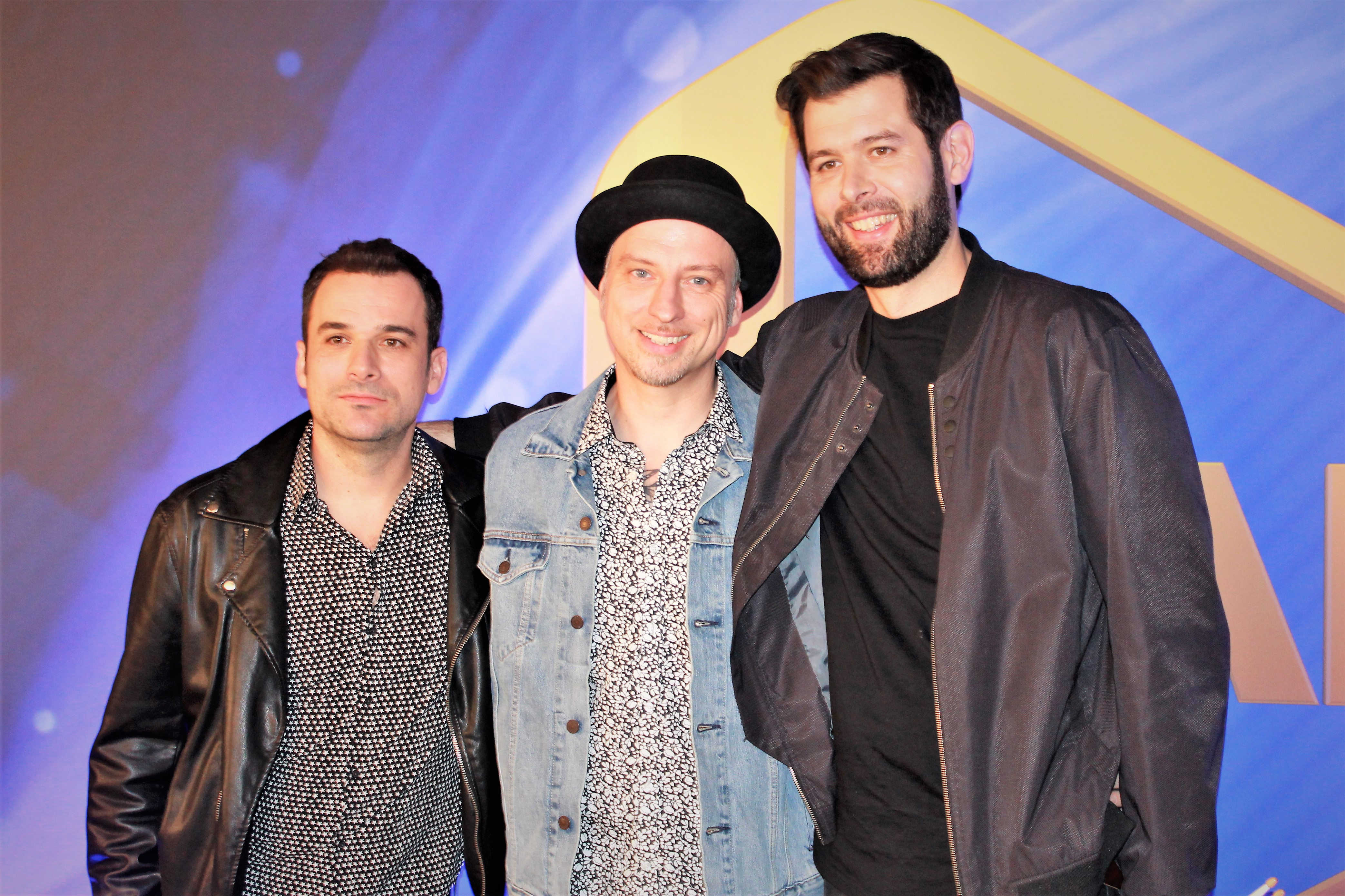
Konyha
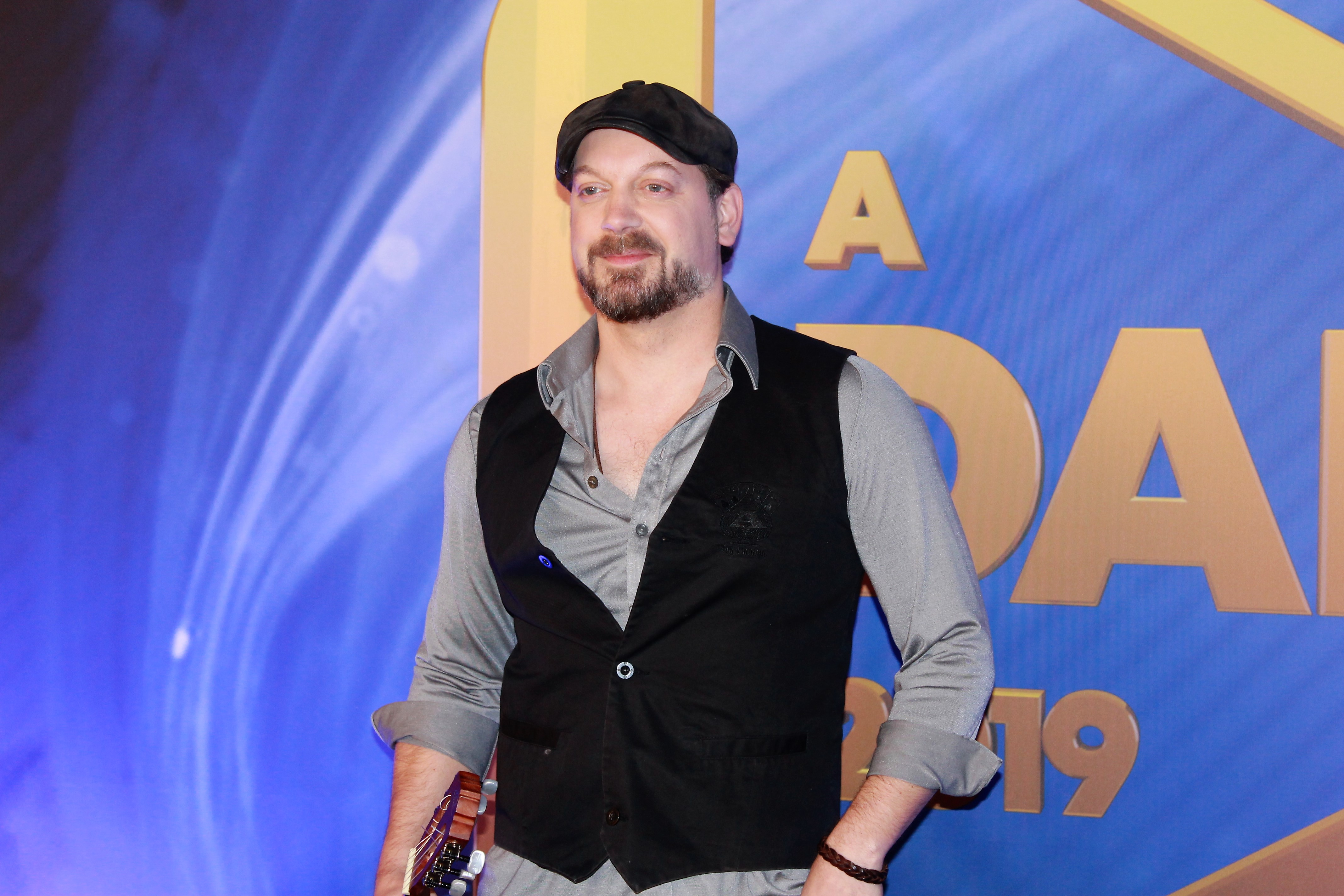
Váray László
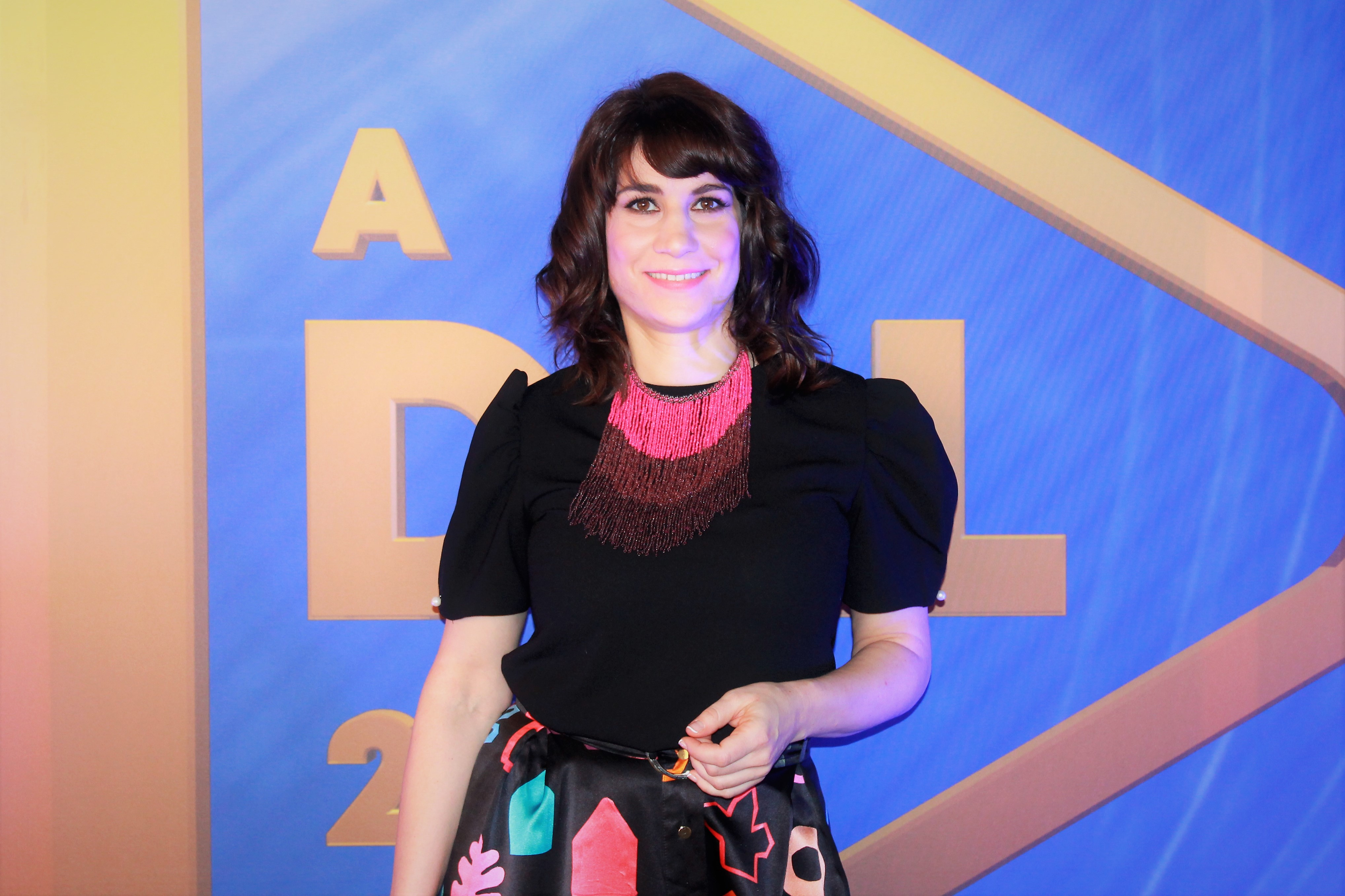
Pátkai Rozina
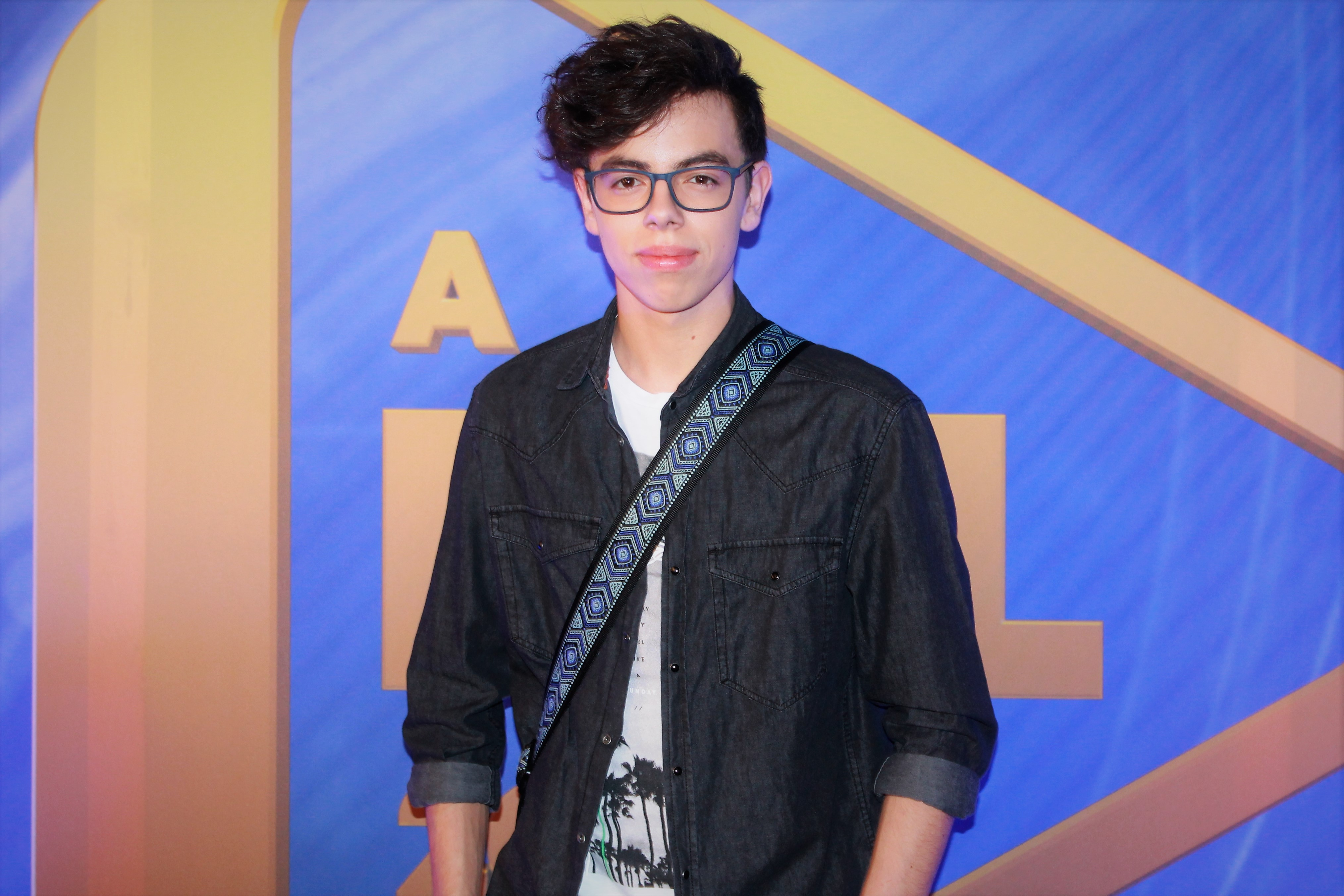
Hamar Barni

A műsor nyitányaként bemutatták az élő show-ba bejutott harminc versenyző által előadott közös produkciót, Demjén Ferenc művét, a Csak fújom a dalt című dalt. A versenyprodukciók mellett extra fellépő volt Frenreisz Károly és a Skorpió együttes, akik az Azt beszéli már az egész város című dalt adták elő.
| Első válogató – 2019. január 19. | Első válogató – 2019. január 19. | Első válogató – 2019. január 19.                                                                                | Első válogató – 2019. január 19. | Első válogató – 2019. január 19. | Első válogató – 2019. január 19. | Első válogató – 2019. január 19. | Első válogató – 2019. január 19. | Első válogató – 2019. január 19. | Első válogató – 2019. január 19. |
| #                                | Előadó                           | Dal (zene / szöveg)                                                                                             | Pontozás                         | Pontozás                         | Pontozás                         | Pontozás                         | Pontozás                         | Pontozás                         | Eredmény                         |
| #                                | Előadó                           | Dal (zene / szöveg)                                                                                             | Mező Misi                        | Vincze Lilla                     | Nagy Feró                        | Both Miklós                      | Nézők                            | Σ                                | Eredmény                         |
| -------------------------------- | -------------------------------- | --- | -------------------------------- | -------------------------------- | -------------------------------- | -------------------------------- | -------------------------------- | -------------------------------- | -------------------------------- |
| 01                               | Szekér Gergő                     | Madár, repülj! (Szekér Gergő)                                                                                   | 8                                | 9                                | 8                                | 8                                | 8                                | 41                               | Továbbjutott                     |
| 02                               | Konyha                           | Százszor visszajátszott (Szepesi Mátyás, Toldi Miklós, Haller Dániel, Badics Márk / Szepesi Mátyás)             | 8                                | 8                                | 6                                | 8                                | 8                                | 38                               | Továbbjutott                     |
| 03                               | Váray László                     | Someone Who Lives Like This (Váray László)                                                                      | 6                                | 6                                | 5                                | 6                                | 6                                | 29                               | Kiesett                          |
| 04                               | Pátkai Rozina                    | Frida (Pátkai Rozina, Fenyvesi Márton / Bán Zsófia)                                                             | 7                                | 7                                | 5                                | 7                                | 5                                | 31                               | Kiesett                          |
| 05                               | Hamar Barni                      | Wasted (Hamar Barni)                                                                                            | 5                                | 6                                | 6                                | 5                                | 7                                | 29                               | Kiesett                          |
| 06                               | Berkes Olivér                    | Világítótorony (Berkes Olivér, Vígh Arnold / Berkes Olivér, Molnár Tamás)                                       | 6                                | 8                                | 5                                | 6                                | 8                                | 33                               | Kiesett                          |
| 07                               | Antal Tímea feat. Demko Gergő    | Kedves Világ! (Antal Tímea / Szigyártó Johanna)                                                                 | 6                                | 9                                | 10                               | 6                                | 8                                | 39                               | Továbbjutott                     |
| 08                               | Nomad                            | A remény hídjai (Jánosi Szabolcs, Juhász Marcell, Mihalik Ábel, Nagy Levente / Jánosi Szabolcs, Juhász Marcell) | 7                                | 7                                | 6                                | 7                                | 8                                | 35                               | Továbbjutott                     |
| 09                               | Oláh Gergő                       | Hozzád bújnék (Mészáros Murphy Gábor / Osztás Mária)                                                            | 9                                | 9                                | 7                                | 8                                | 8                                | 41                               | Továbbjutott                     |
| 10                               | DENIZ                            | Ide várnak vissza (Vámos András / Rizner Dénes)                                                                 | 6                                | 7                                | 6                                | 6                                | 9                                | 34                               | Továbbjutott                     |

- Szekér Gergő
- Konyha
- Váray László
- Pátkai Rozina
- Hamar Barni

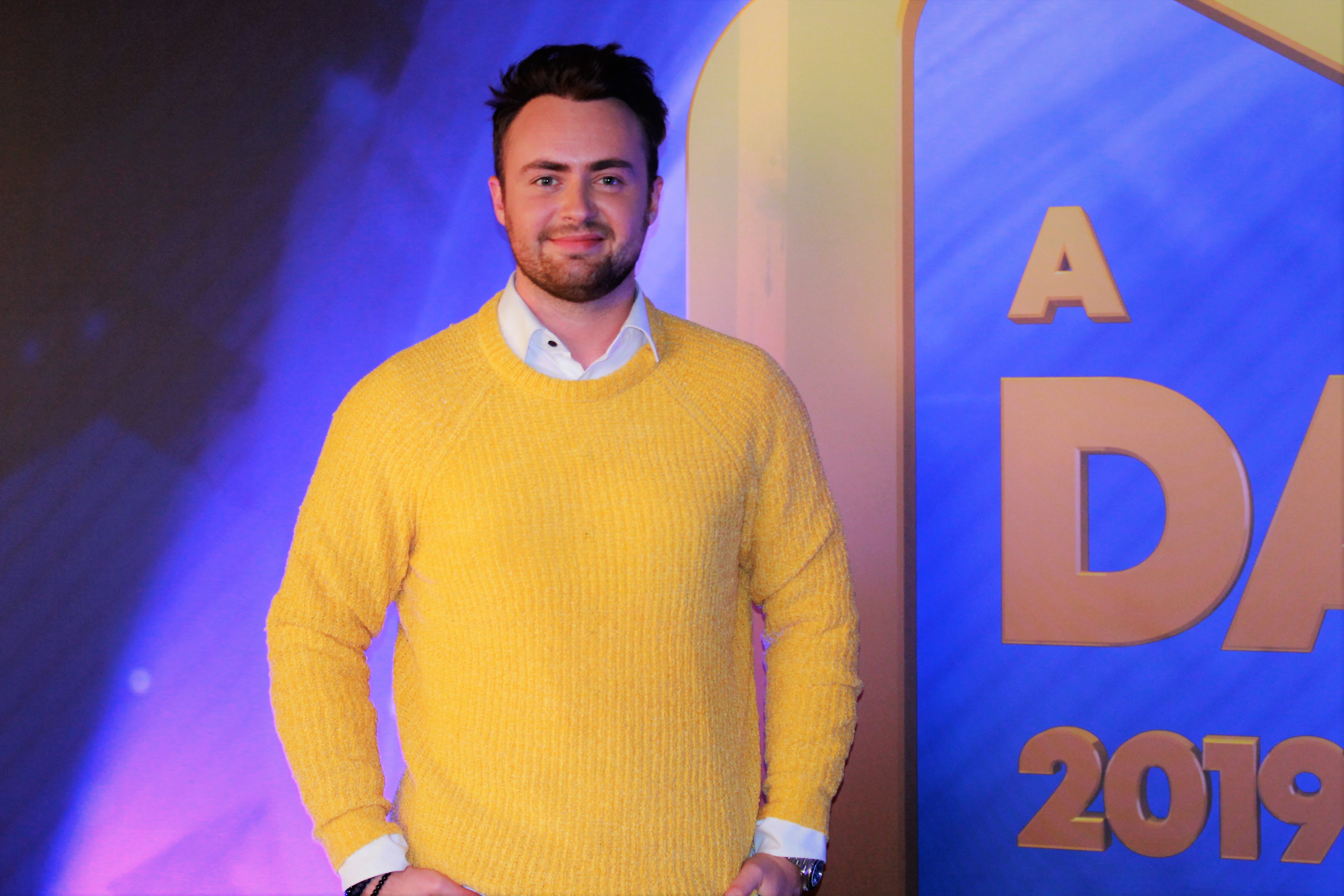
Berkes Olivér
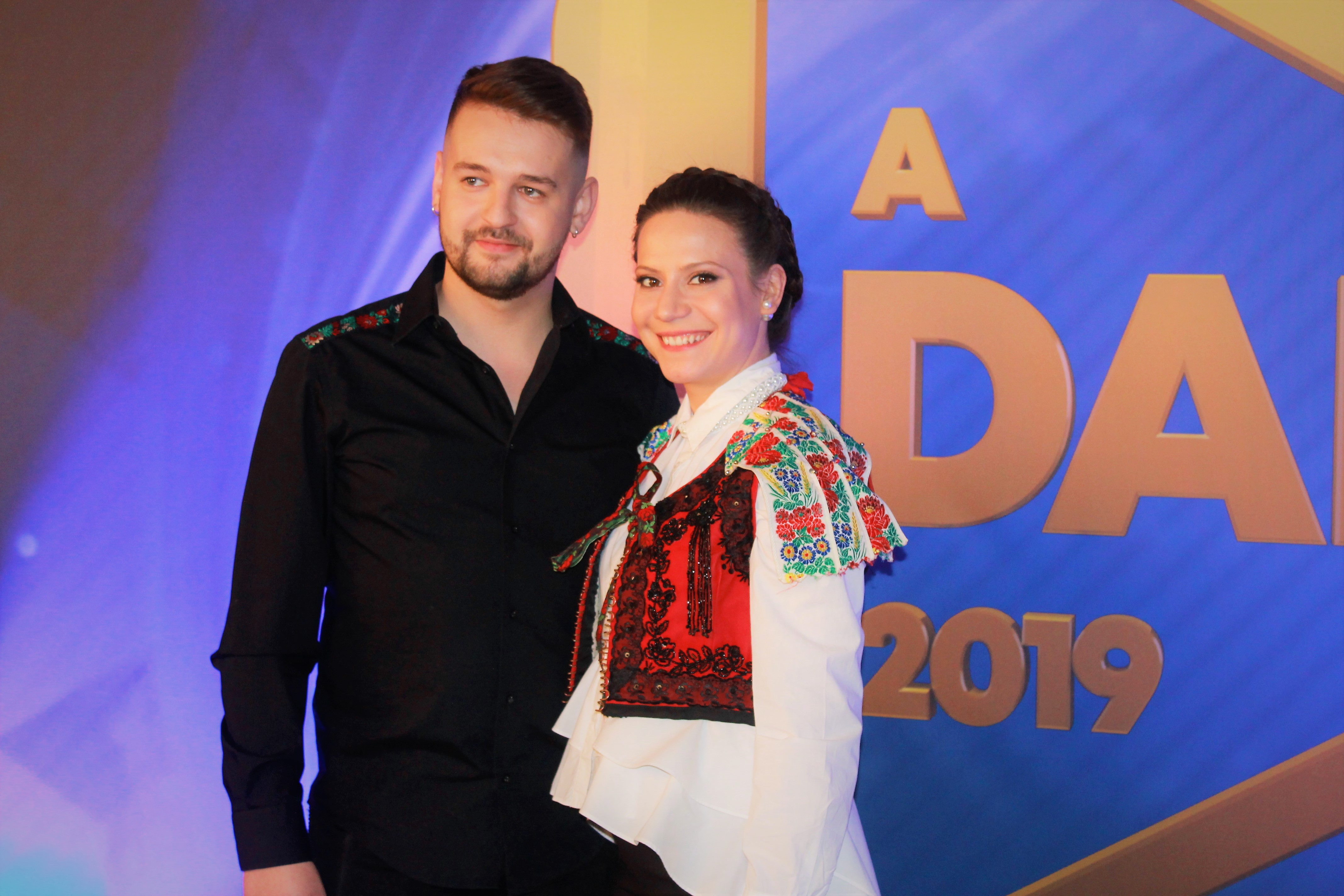
Antal Tímea feat. Demko Gergő
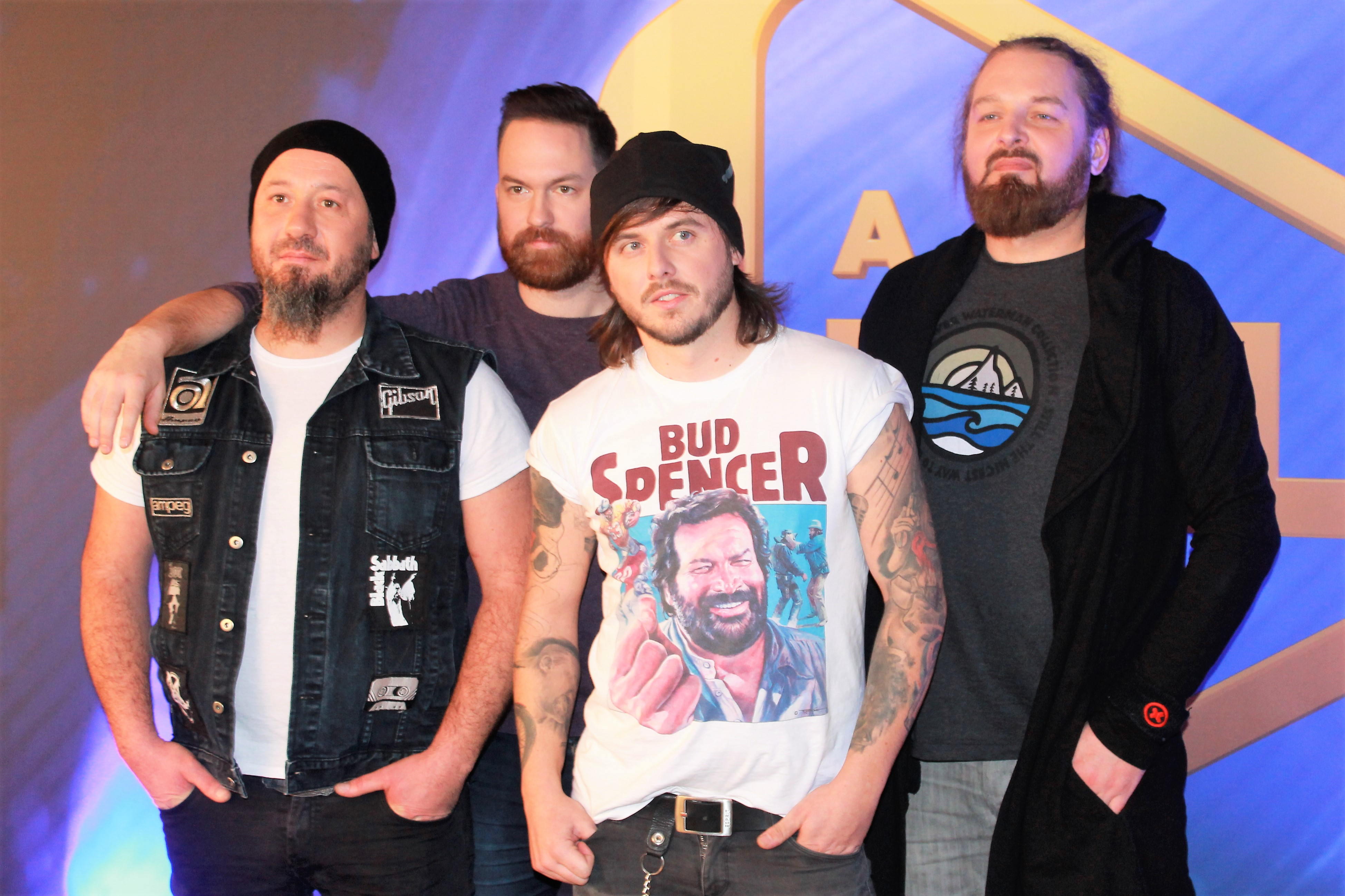
Nomad
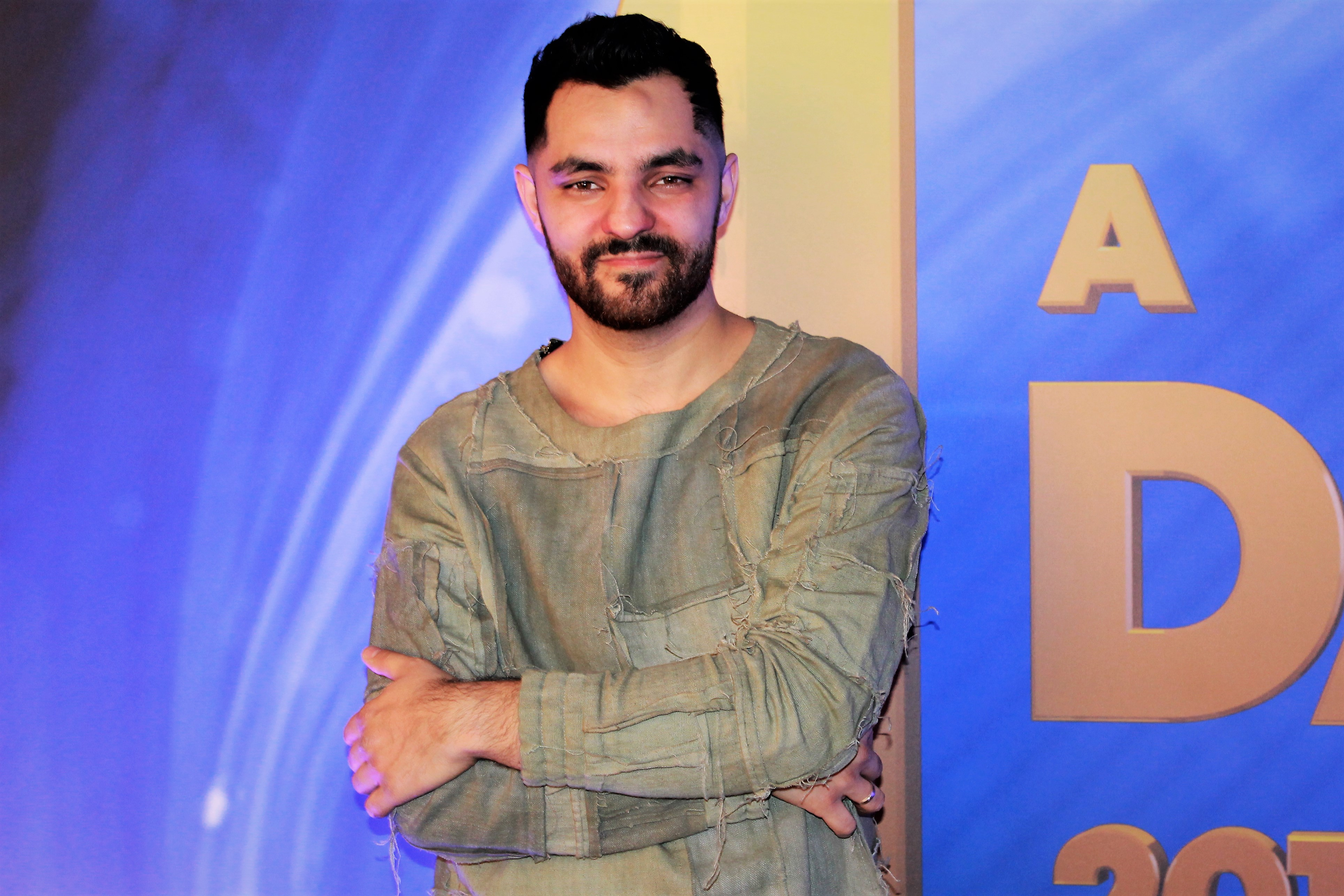
Oláh Gergő
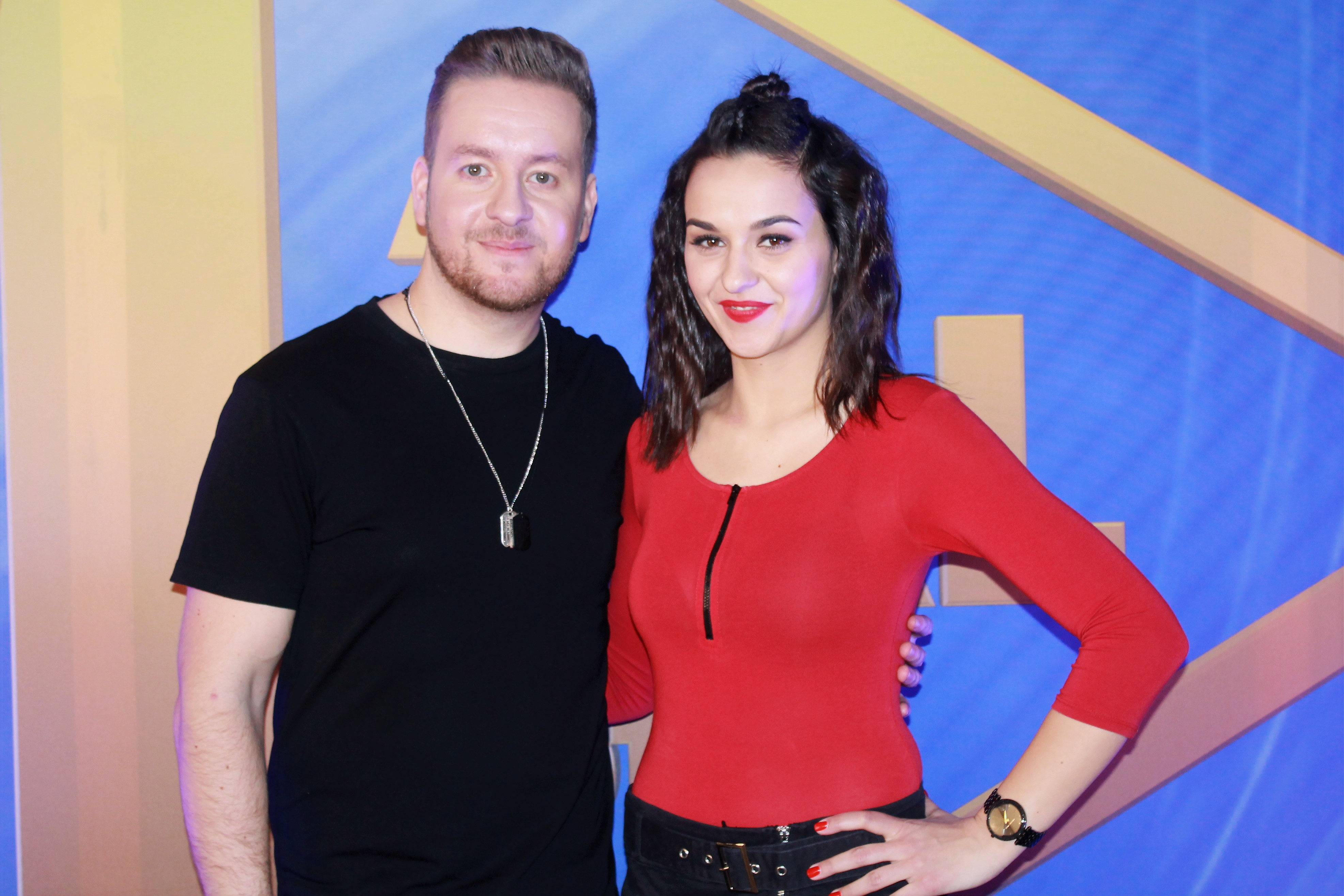
DENIZ

#### Második válogató

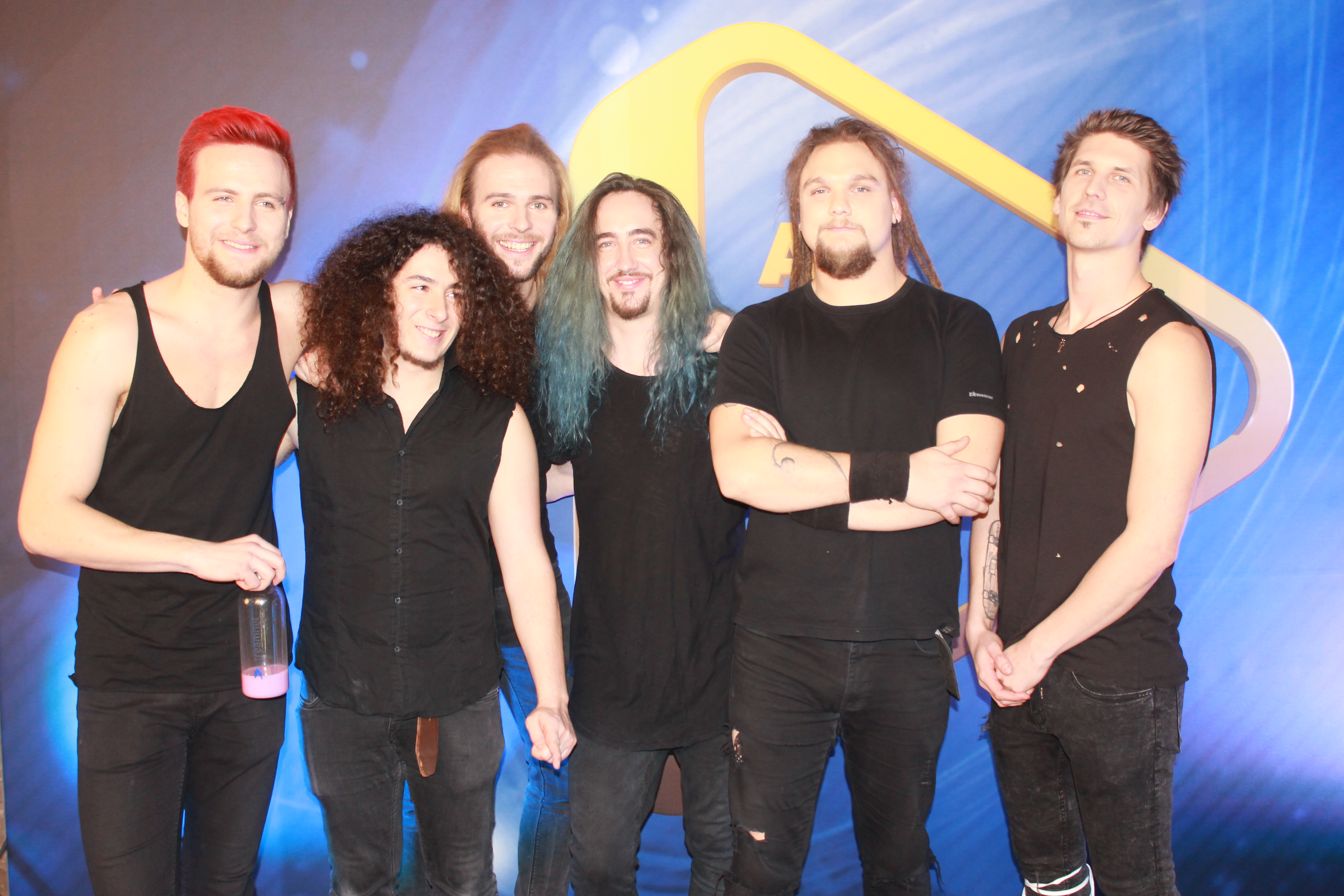
Fatal Error
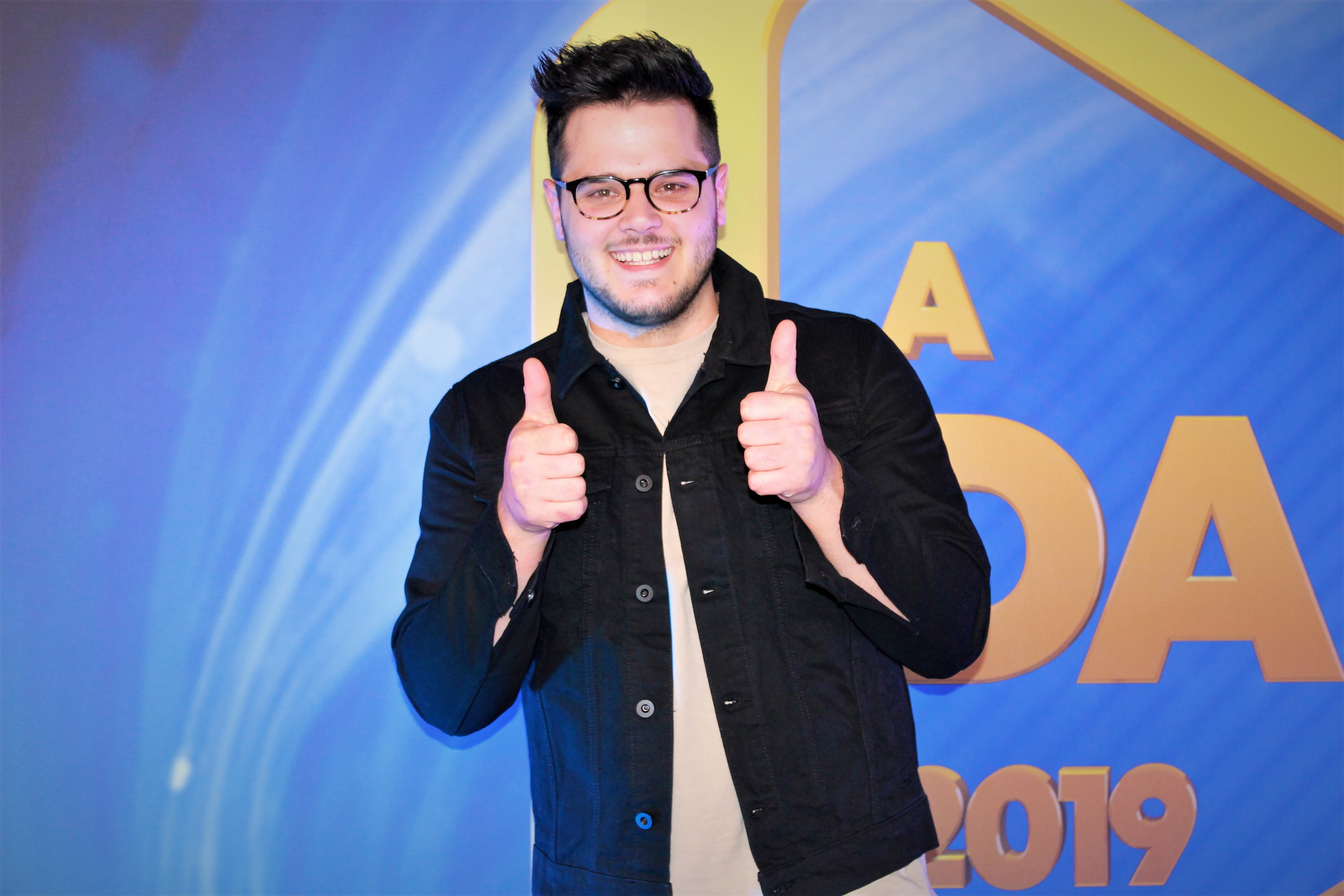
Vavra Bence
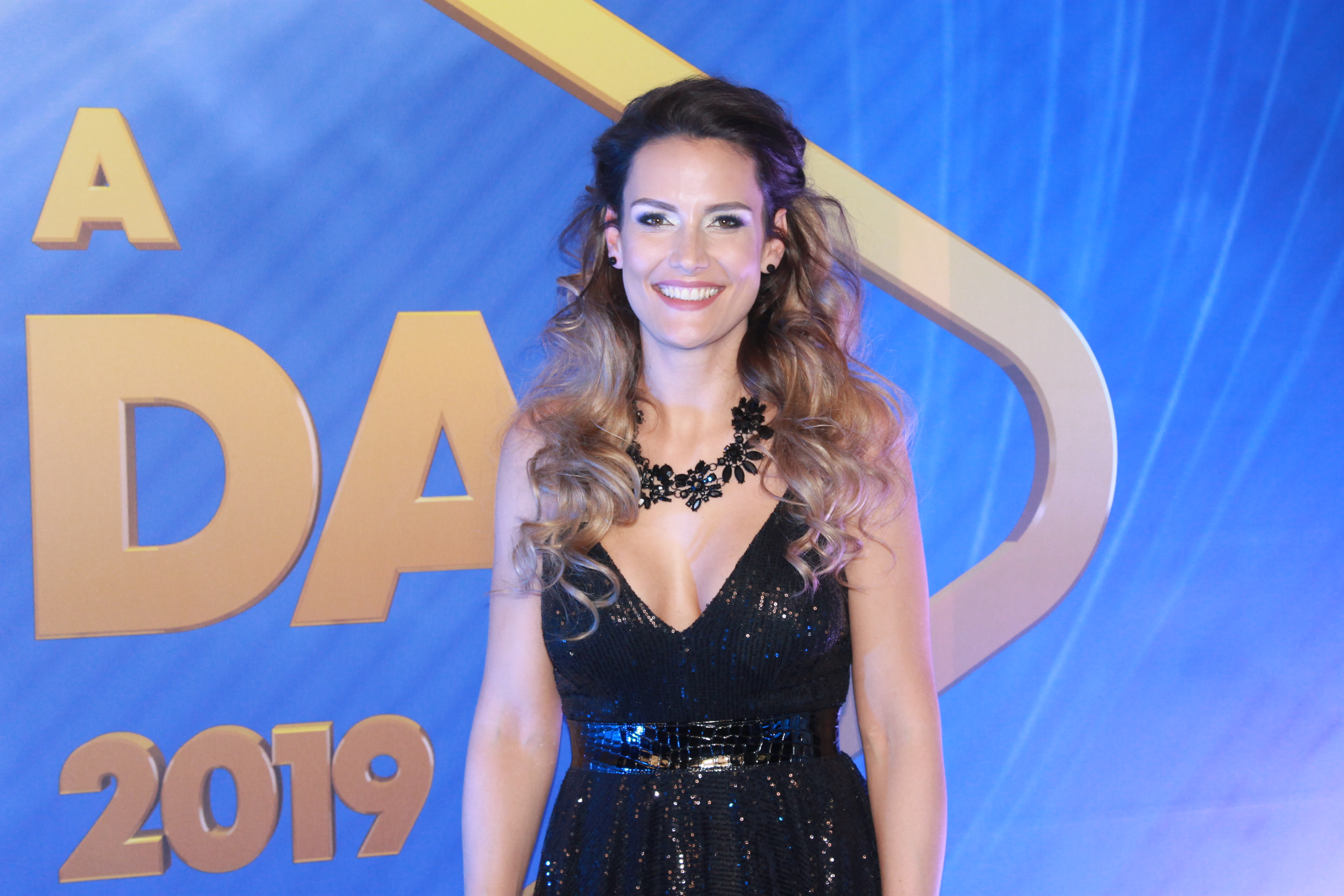
Diana
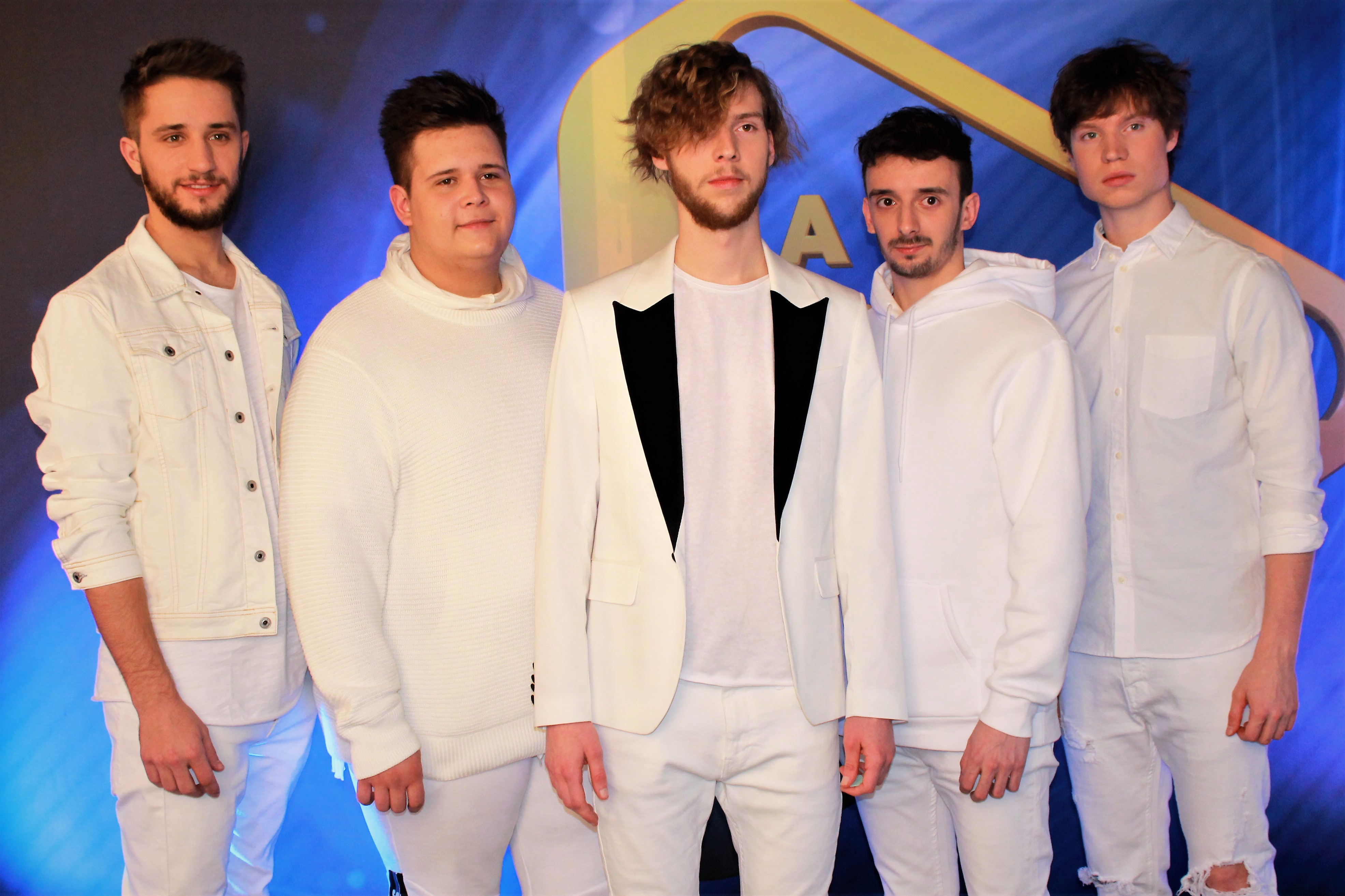
The Sign
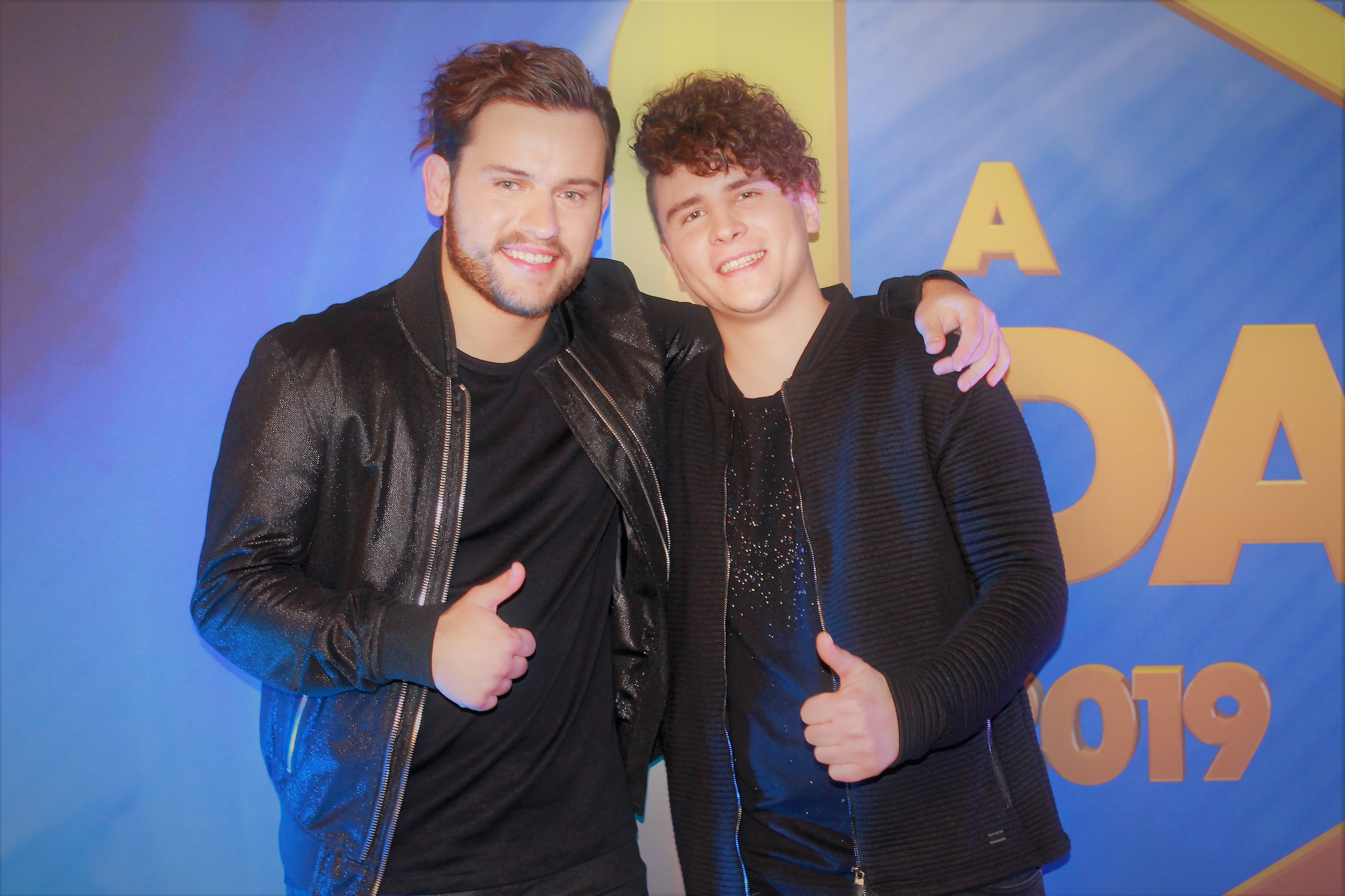
yesyes

A versenyprodukciók mellett extra fellépő volt Deák Bill Gyula, aki a Felszarvazottak balladája című dalt adta elő.
| Második válogató – 2019. január 26. | Második válogató – 2019. január 26. | Második válogató – 2019. január 26.                                                                          | Második válogató – 2019. január 26. | Második válogató – 2019. január 26. | Második válogató – 2019. január 26. | Második válogató – 2019. január 26. | Második válogató – 2019. január 26. | Második válogató – 2019. január 26. | Második válogató – 2019. január 26. |
| #                                   | Előadó                              | Dal (zene / szöveg)                                                                                          | Pontozás                            | Pontozás                            | Pontozás                            | Pontozás                            | Pontozás                            | Pontozás                            | Eredmény                            |
| #                                   | Előadó                              | Dal (zene / szöveg)                                                                                          | Mező Misi                           | Vincze Lilla                        | Nagy Feró                           | Both Miklós                         | Nézők                               | Σ                                   | Eredmény                            |
| ----------------------------------- | ----------------------------------- | --- | ----------------------------------- | ----------------------------------- | ----------------------------------- | ----------------------------------- | ----------------------------------- | ----------------------------------- | ----------------------------------- |
| 11                                  | Heatlie Dávid                       | La Mama Hotel (Turóczi Péter / Heatlie Dávid)                                                                | 6                                   | 7                                   | 7                                   | 7                                   | 7                                   | 34                                  | Kiesett                             |
| 12                                  | The Middletonz                      | Roses (Farshad Alebatool, Fehér Holló Attila, Kállay-Saunders András)                                        | 9                                   | 8                                   | 8                                   | 8                                   | 8                                   | 41                                  | Továbbjutott                        |
| 13                                  | Hajdu Klára                         | You're Gonna Rise (Hajdu Klára, Szakonyi Milán / Hajdu Klára)                                                | 7                                   | 8                                   | 5                                   | 6                                   | 6                                   | 32                                  | Kiesett                             |
| 14                                  | Gotthy                              | Csak 1 perc (Kovács Norbert / Gotthard Ádám)                                                                 | 4                                   | 5                                   | 5                                   | 4                                   | 8                                   | 26                                  | Kiesett                             |
| 15                                  | Acoustic Planet                     | Nyári zápor (Kölcsey Szabolcs)                                                                               | 9                                   | 9                                   | 8                                   | 9                                   | 8                                   | 43                                  | Továbbjutott                        |
| 16                                  | Fatal Error                         | Kulcs (Balázs Mihály, Balázs Miklós, Rimóczi Zsolt, Rónai Dávid, Kornyik Botond, Joós Bence / Rimóczi Zsolt) | 9                                   | 9                                   | 9                                   | 9                                   | 9                                   | 45                                  | Továbbjutott                        |
| 17                                  | Vavra Bence                         | Szótlanság (Csöndör László Diaz, Kozma Kata, Vavra Bence / Fodor Máté, Csöndör László Diaz)                  | 8                                   | 9                                   | 7                                   | 7                                   | 8                                   | 39                                  | Továbbjutott                        |
| 18                                  | Diana                               | Little Bird (Rakonczai Viktor / Tamara Olorga)                                                               | 7                                   | 7                                   | 6                                   | 6                                   | 8                                   | 34                                  | Kiesett                             |
| 19                                  | The Sign                            | Ő (Czinke Máté Gábor)                                                                                        | 8                                   | 7                                   | 7                                   | 8                                   | 8                                   | 38                                  | Továbbjutott                        |
| 20                                  | yesyes                              | Incomplete (Szabó Ádám, Danka Dávid Walston / Halász Péter)                                                  | 7                                   | 6                                   | 7                                   | 7                                   | 8                                   | 35                                  | Továbbjutott                        |

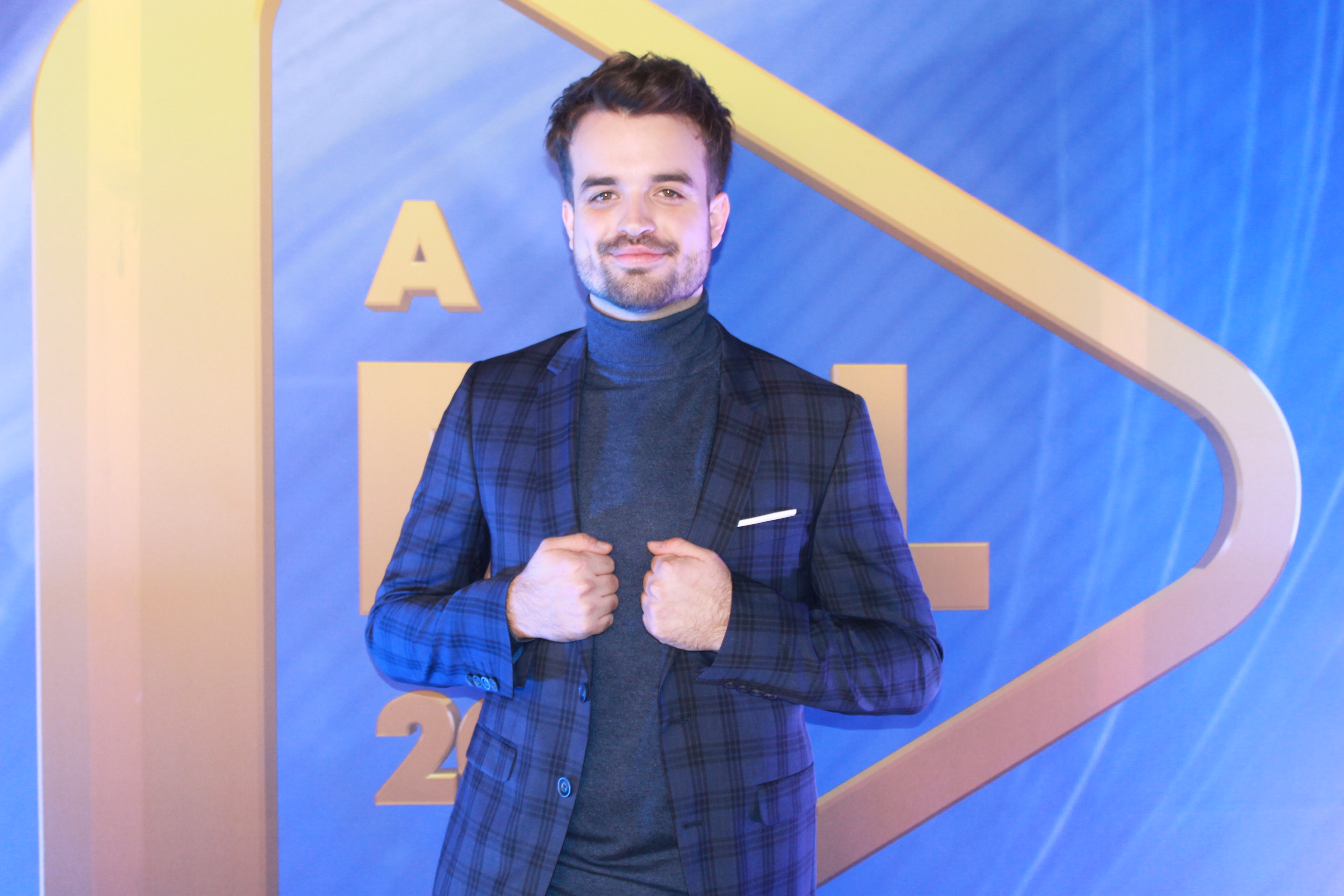
Heatlie Dávid
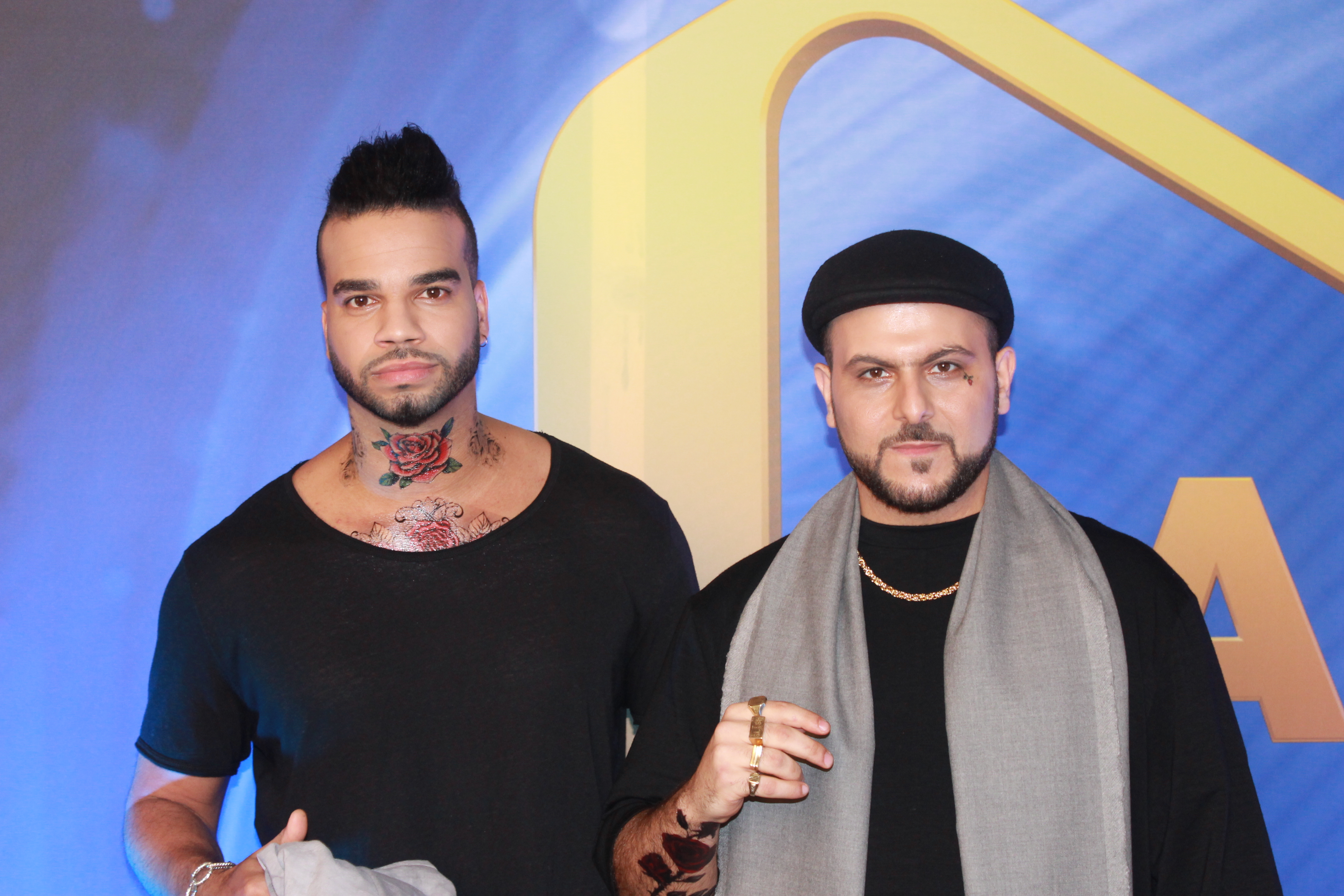
The Middletonz
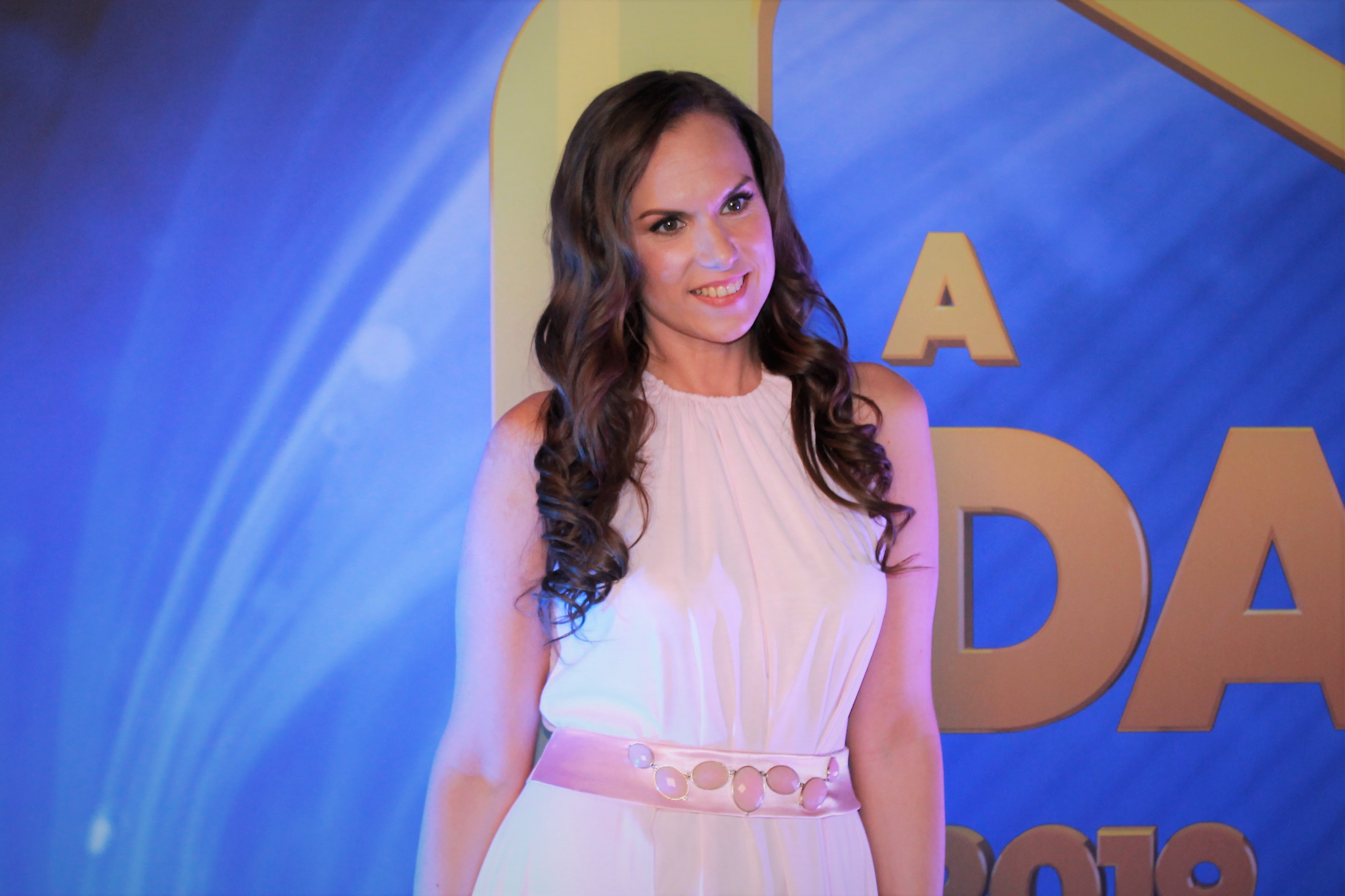
Hajdu Klára
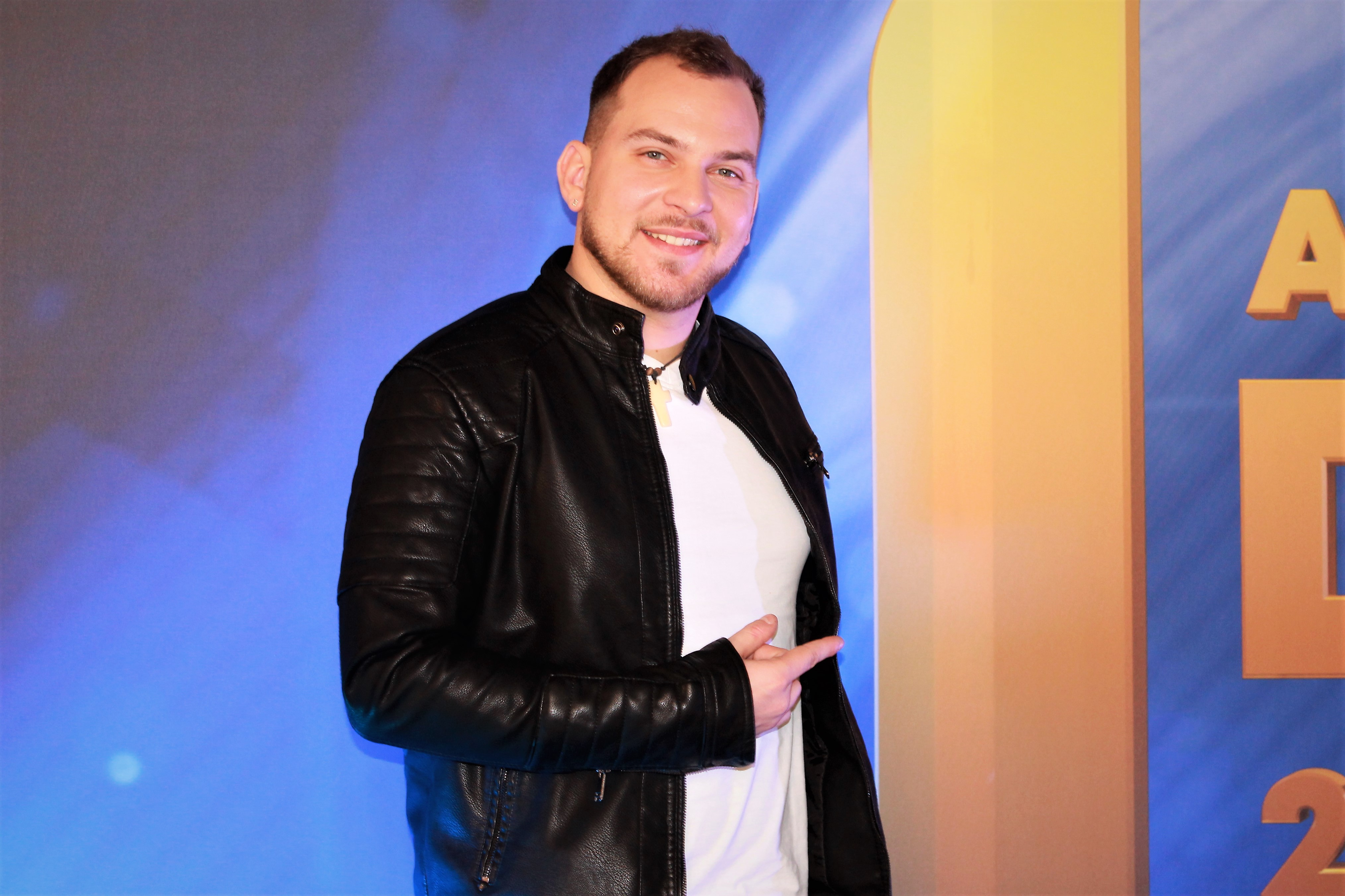
Gotthy
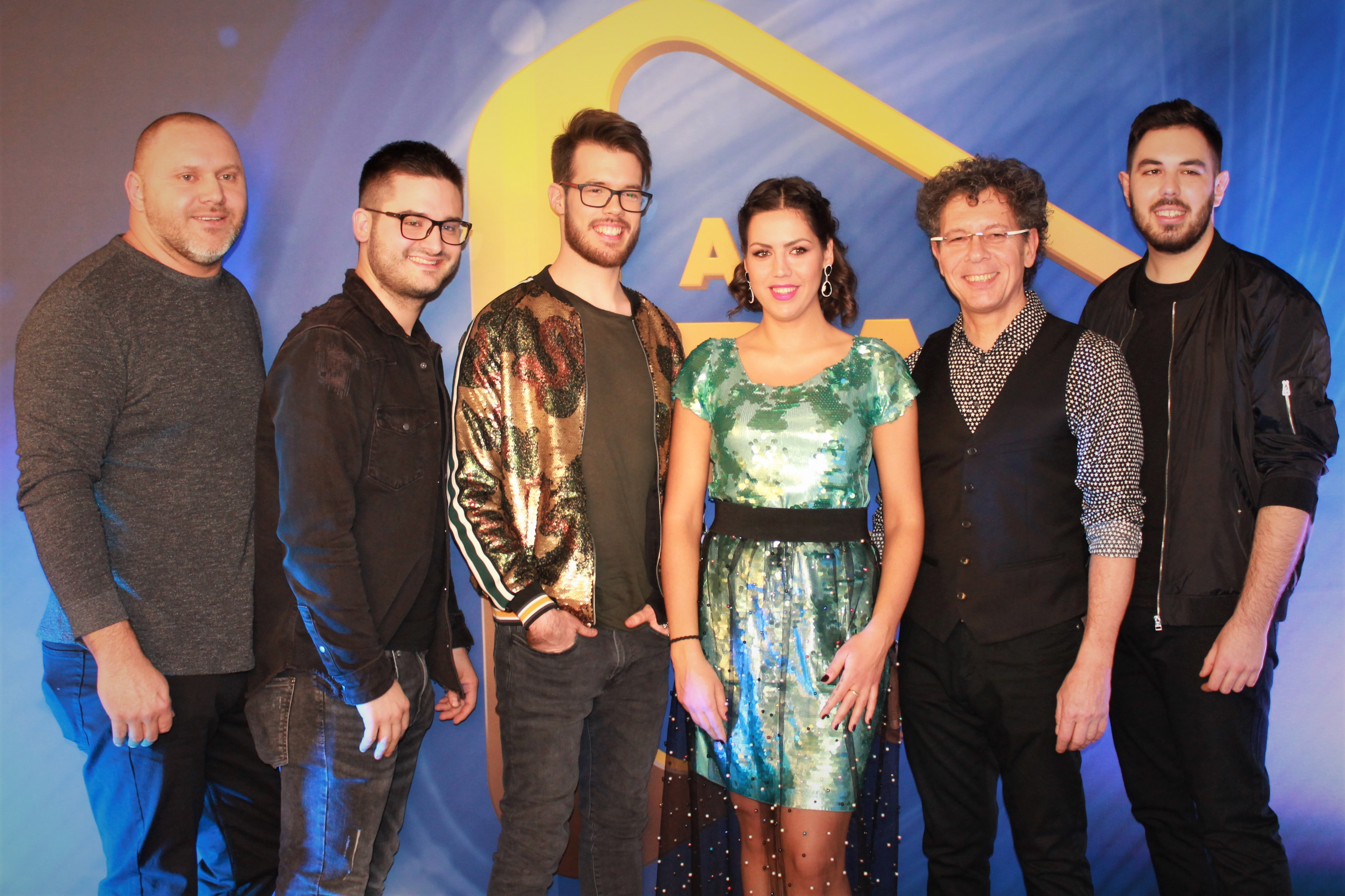
Acoustic Planet

- Fatal Error
- Vavra Bence
- Diana
- The Sign
- yesyes

#### Harmadik válogató

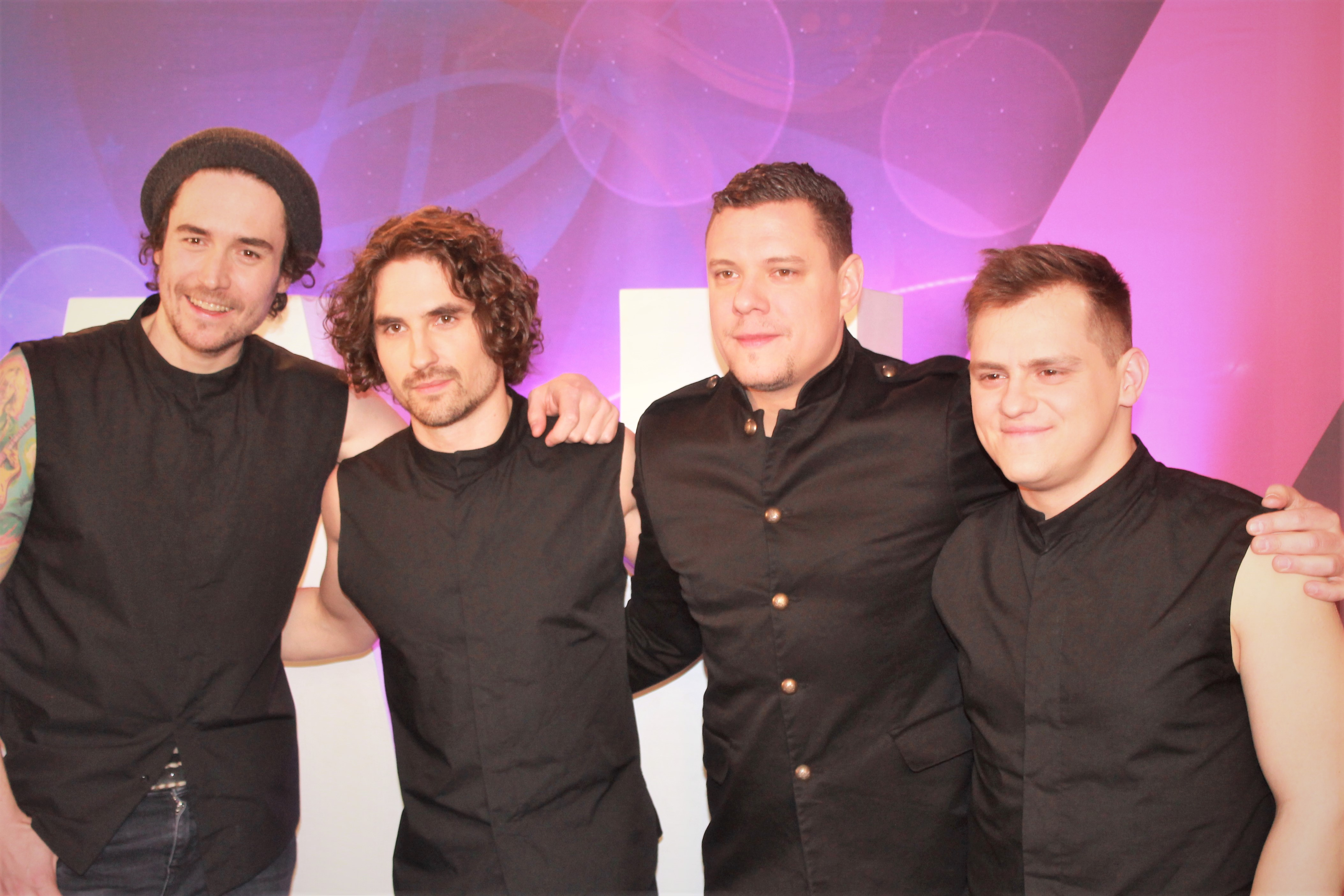
Leander Kills
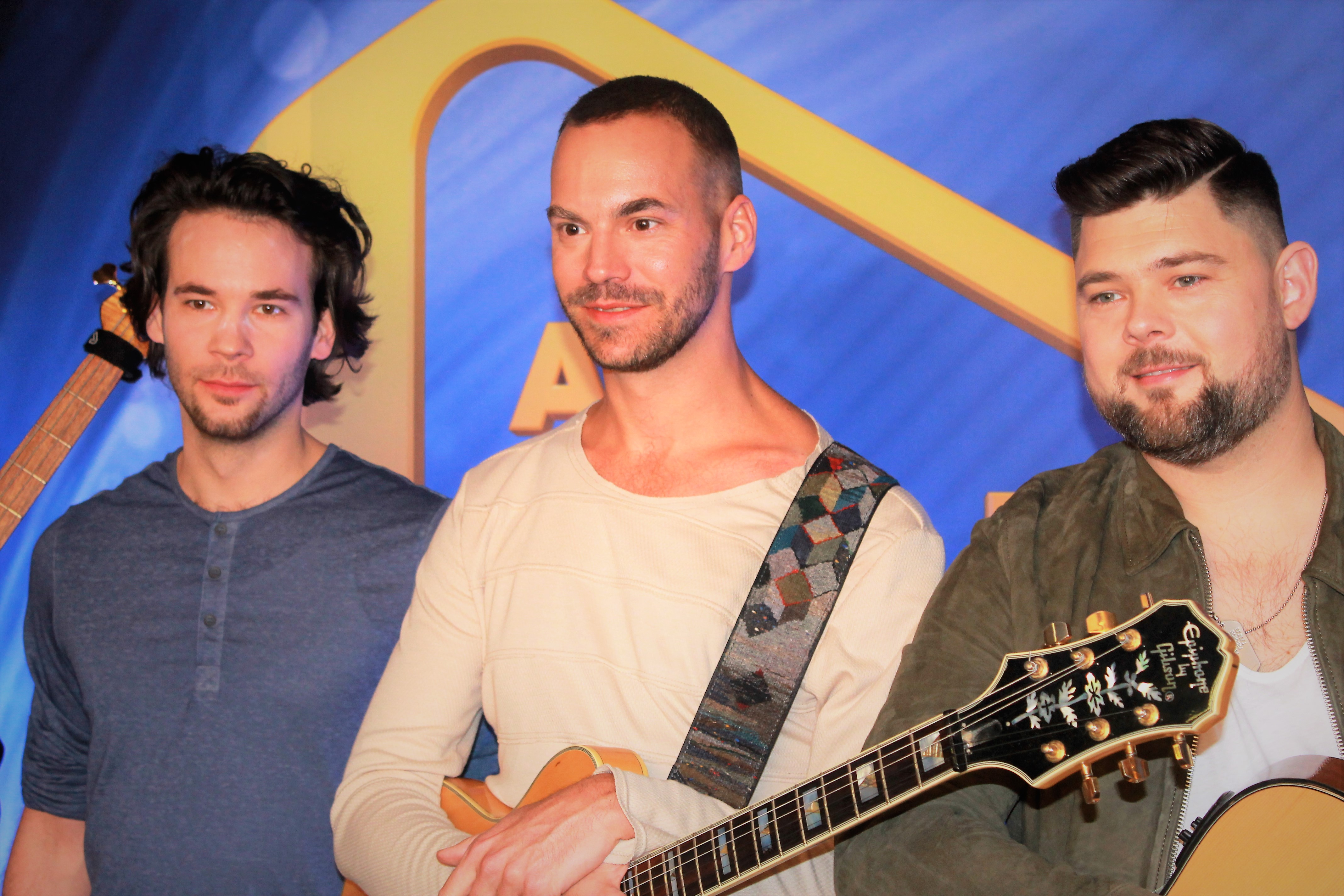
Petruska
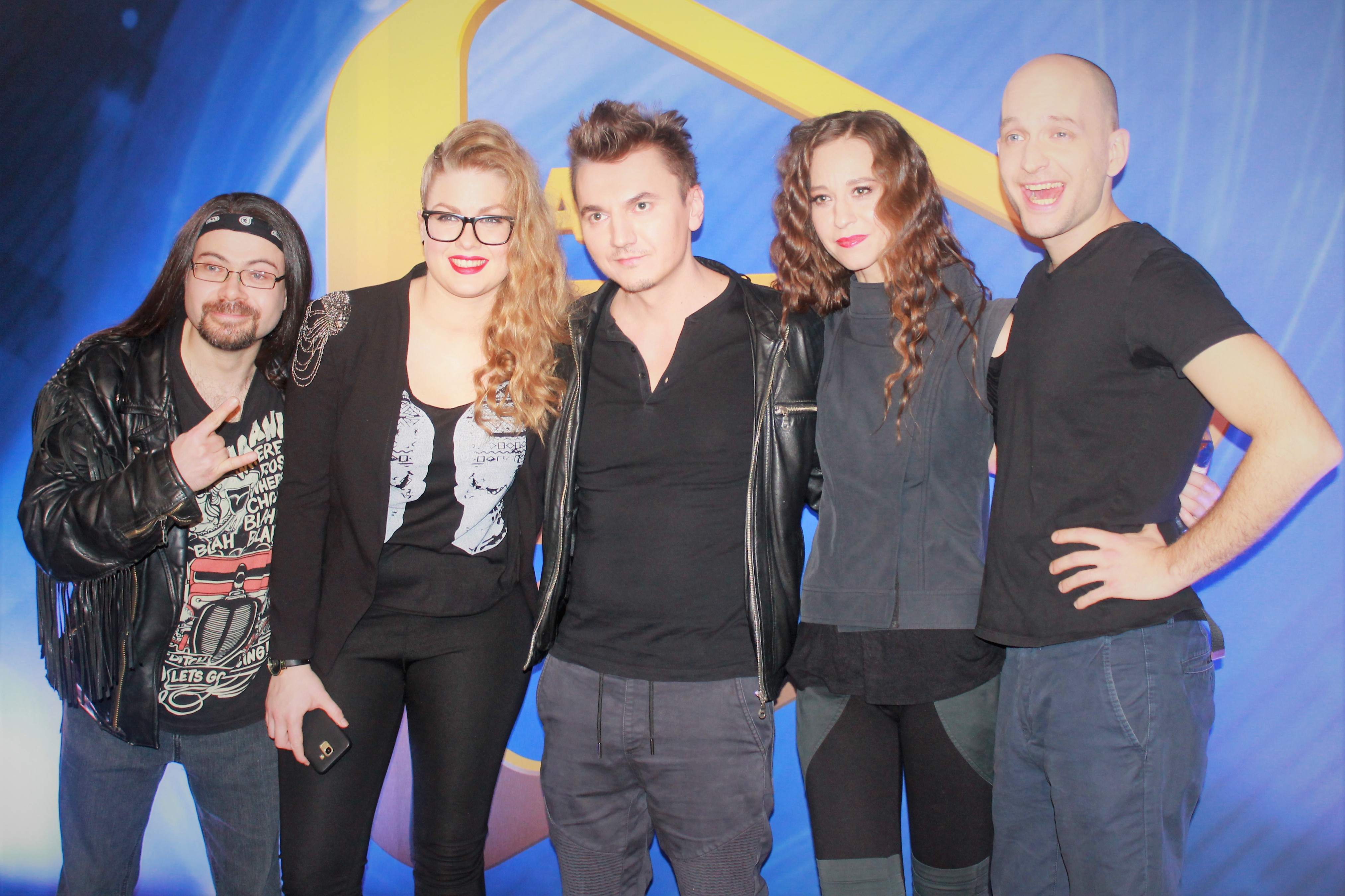
Monyo Project
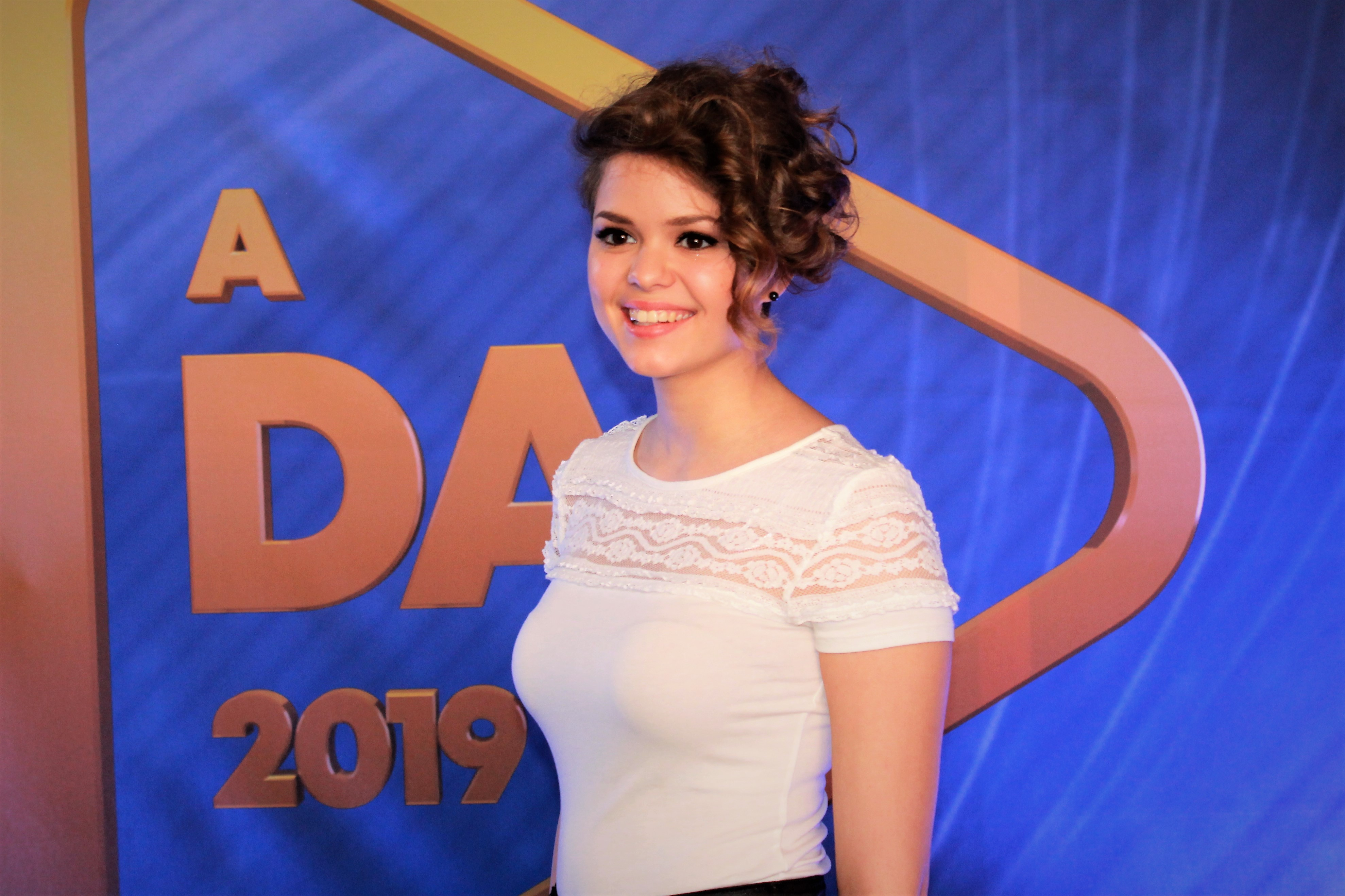
Nagy Bogi
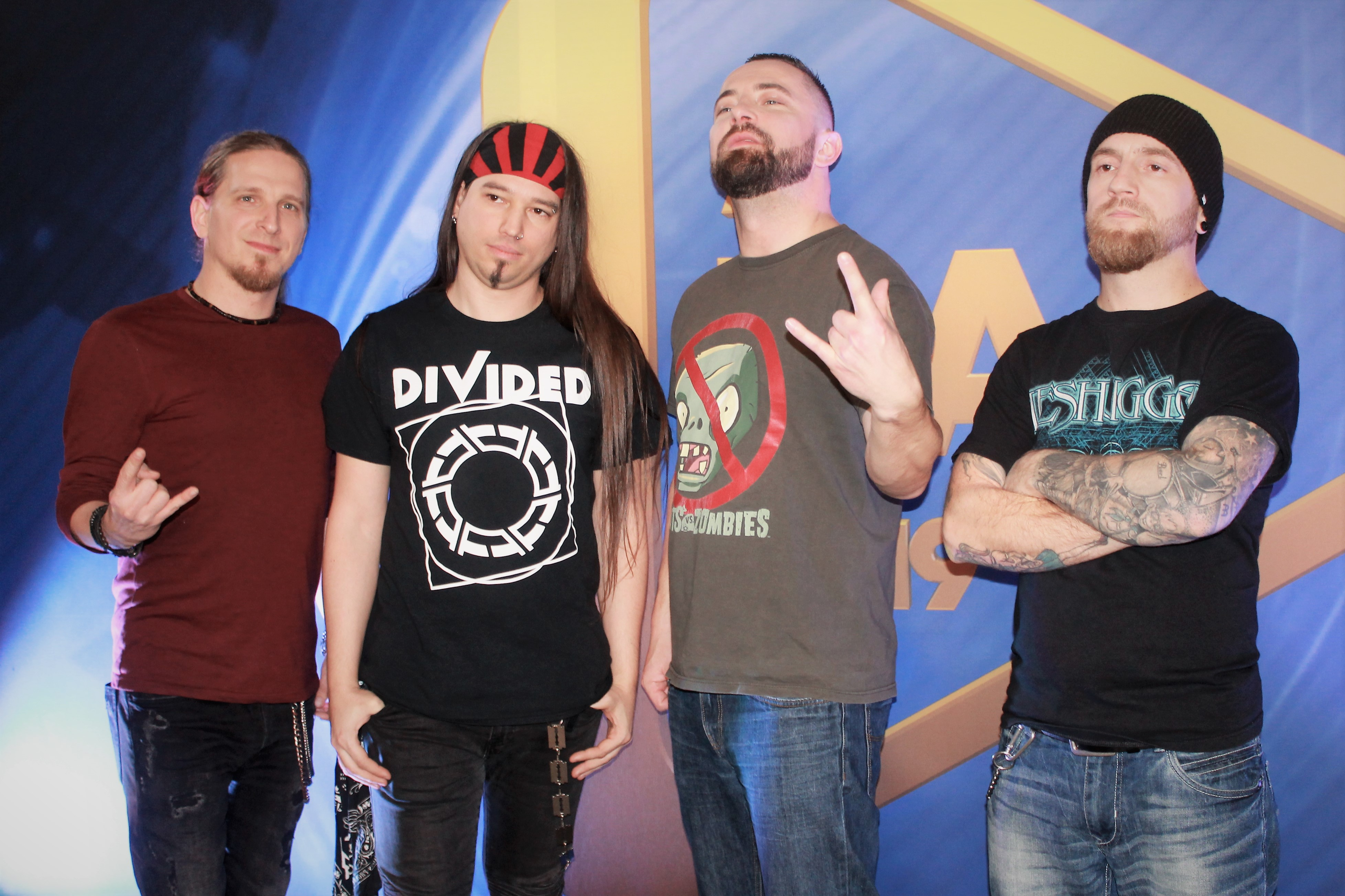
Salvus

A versenyprodukciók mellett extra fellépő volt Balázs Fecó és zenekara, akik az Érints meg! című dalt adták elő.
| Harmadik válogató – 2019. február 2. | Harmadik válogató – 2019. február 2. | Harmadik válogató – 2019. február 2.                                               | Harmadik válogató – 2019. február 2. | Harmadik válogató – 2019. február 2. | Harmadik válogató – 2019. február 2. | Harmadik válogató – 2019. február 2. | Harmadik válogató – 2019. február 2. | Harmadik válogató – 2019. február 2. | Harmadik válogató – 2019. február 2. |
| #                                    | Előadó                               | Dal (zene / szöveg)                                                                | Pontozás                             | Pontozás                             | Pontozás                             | Pontozás                             | Pontozás                             | Pontozás                             | Eredmény                             |
| #                                    | Előadó                               | Dal (zene / szöveg)                                                                | Mező Misi                            | Vincze Lilla                         | Nagy Feró                            | Both Miklós                          | Nézők                                | Σ                                    | Eredmény                             |
| ------------------------------------ | ------------------------------------ | ---------------------------------------------------------------------------------- | ------------------------------------ | ------------------------------------ | ------------------------------------ | ------------------------------------ | ------------------------------------ | ------------------------------------ | ------------------------------------ |
| 21                                   | Leander Kills                        | Hazavágyom (Köteles Leander)                                                       | 7                                    | 8                                    | 7                                    | 7                                    | 9                                    | 38                                   | Kiesett                              |
| 22                                   | Petruska                             | Help Me Out of Here (Petruska András)                                              | 8                                    | 8                                    | 8                                    | 9                                    | 7                                    | 40                                   | Továbbjutott                         |
| 23                                   | Monyo Project                        | Run Baby Run (Molnár Endre / Molnár Edit)                                          | 7                                    | 7                                    | 7                                    | 7                                    | 7                                    | 35                                   | Kiesett                              |
| 24                                   | Nagy Bogi                            | Holnap (Molnár Ferenc Caramel)                                                     | 8                                    | 9                                    | 8                                    | 8                                    | 8                                    | 41                                   | Továbbjutott                         |
| 25                                   | Salvus                               | Barát (Pötörke Zoltán, Erdélyi Péter, Kiss Gergely, Szabó Dániel / Pötörke Zoltán) | 6                                    | 8                                    | 7                                    | 7                                    | 8                                    | 36                                   | Kiesett                              |
| 26                                   | Ruby Harlem                          | Forró (Heilig Tamás, Iván Szandra / Iván Szandra)                                  | 9                                    | 8                                    | 7                                    | 9                                    | 7                                    | 40                                   | Továbbjutott                         |
| 27                                   | Pápai Joci                           | Az én apám (Pápai Joci, Molnár Ferenc Caramel / Molnár Ferenc Caramel)             | 8                                    | 9                                    | 8                                    | 8                                    | 8                                    | 41                                   | Továbbjutott                         |
| 28                                   | Kyra                                 | Maradj még (Fedor Kyra)                                                            | 6                                    | 6                                    | 5                                    | 5                                    | 6                                    | 28                                   | Kiesett                              |
| 29                                   | USNK                                 | Posztolj (Somogyvári Dániel / Márta Alex)                                          | 7                                    | 6                                    | 6                                    | 7                                    | 9                                    | 35                                   | Továbbjutott                         |
| 30                                   | Mocsok 1 Kölykök                     | Egyszer (Pulius Tamás, Horváth Ádám, Molnár Kristóf, Csekő Ádám / Pulius Tamás)    | 8                                    | 8                                    | 8                                    | 7                                    | 8                                    | 39                                   | Továbbjutott                         |

- Leander Kills
- Petruska
- Monyo Project
- Nagy Bogi
- Salvus

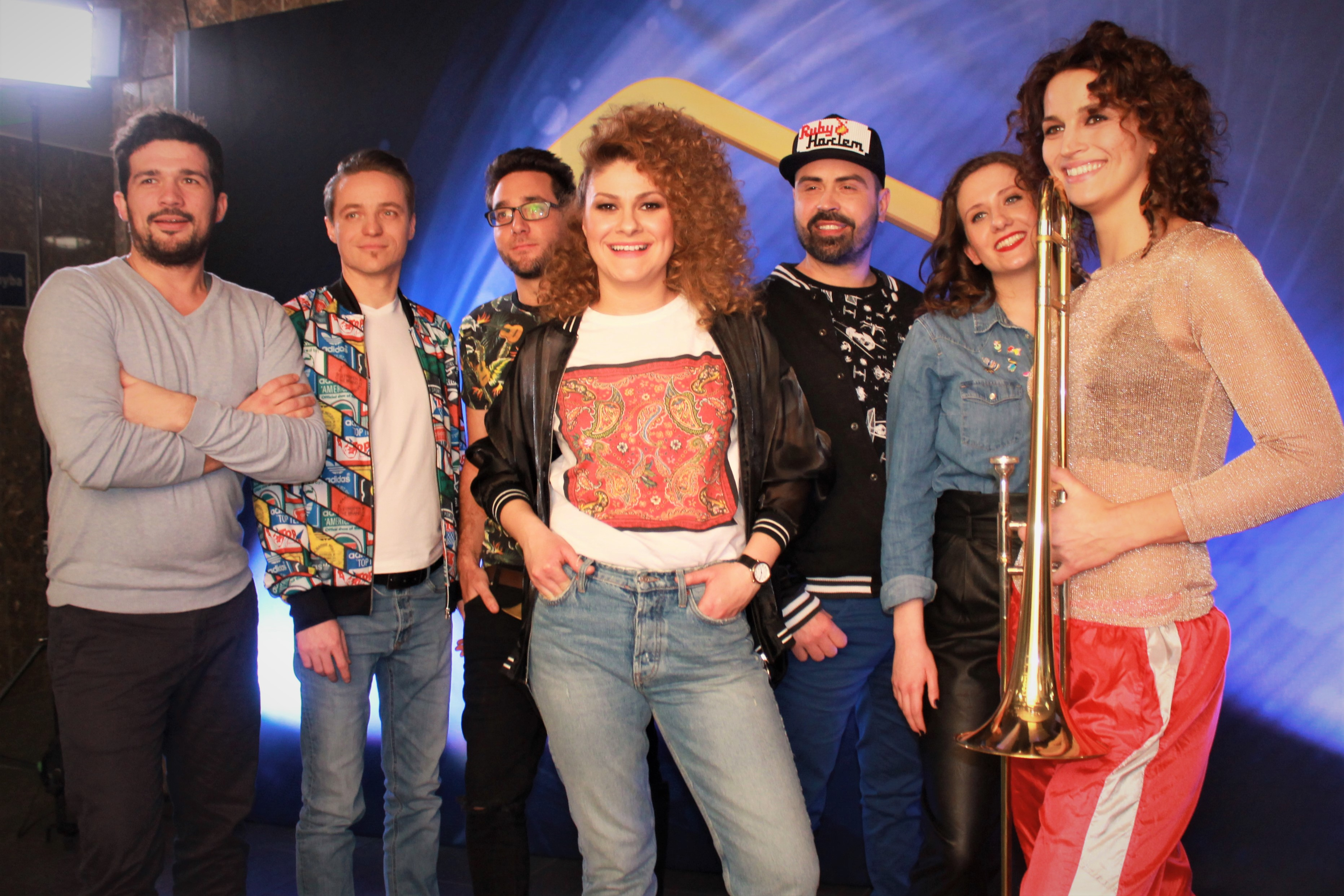
Ruby Harlem
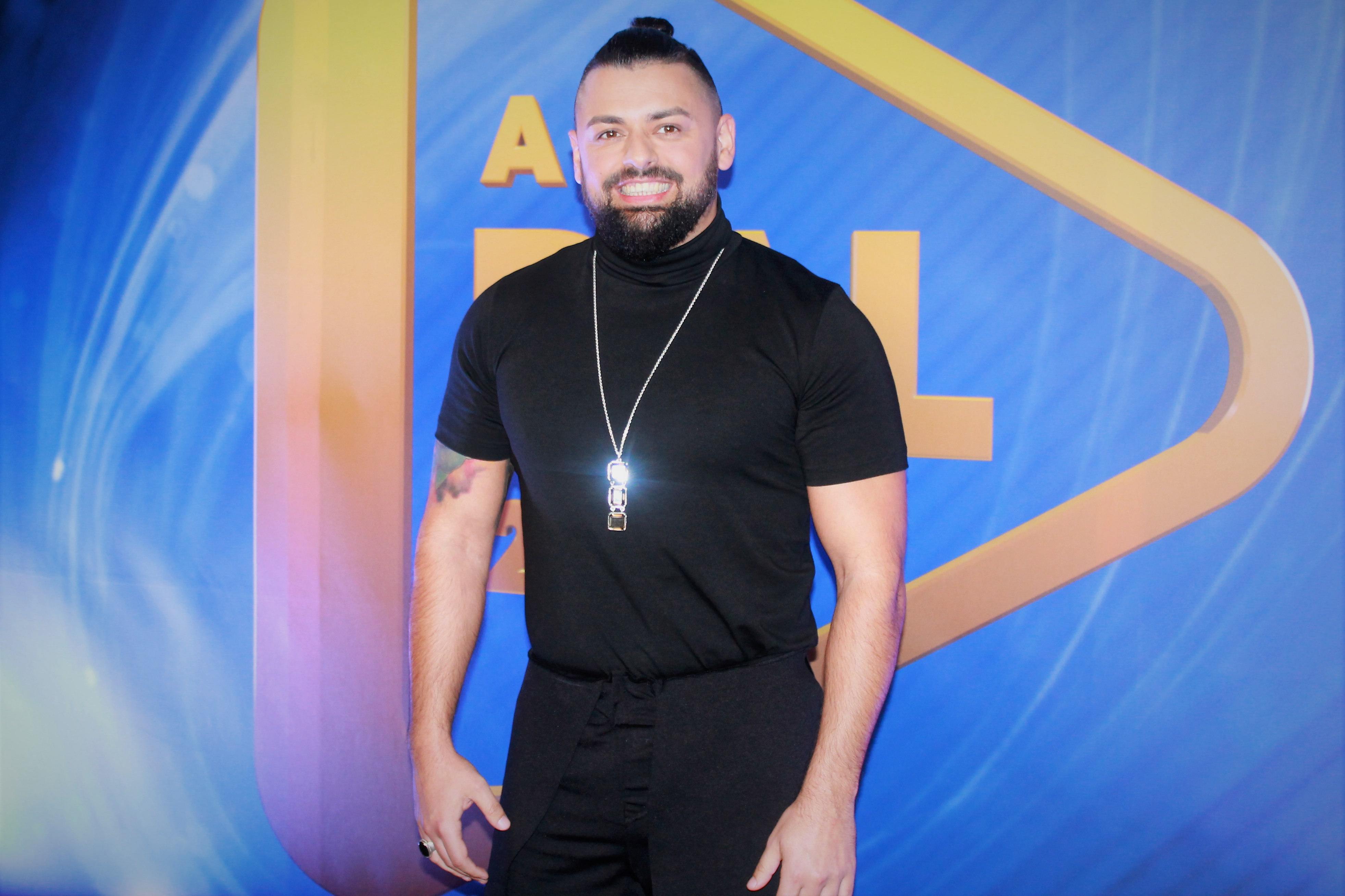
Pápai Joci
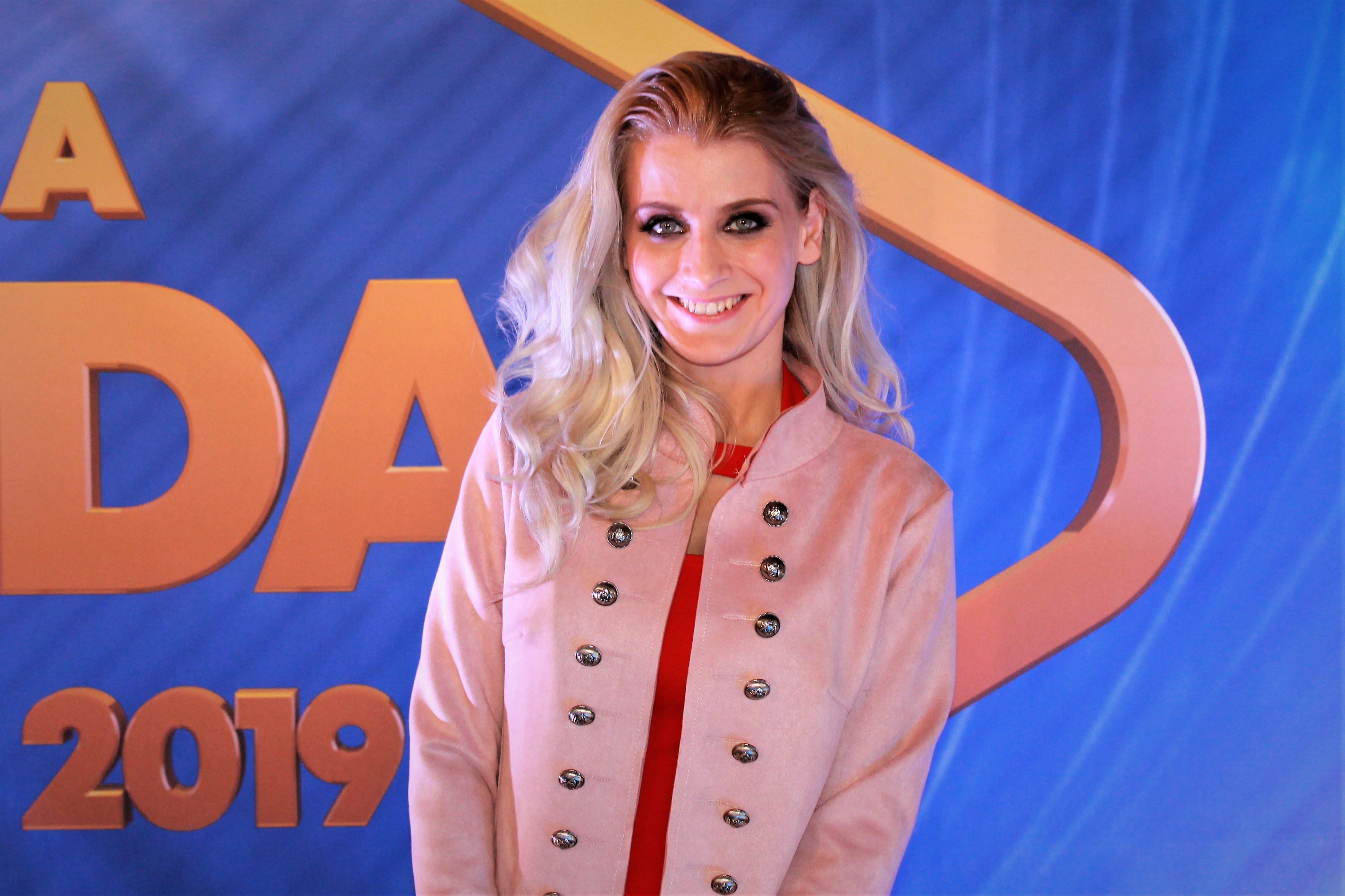
Kyra
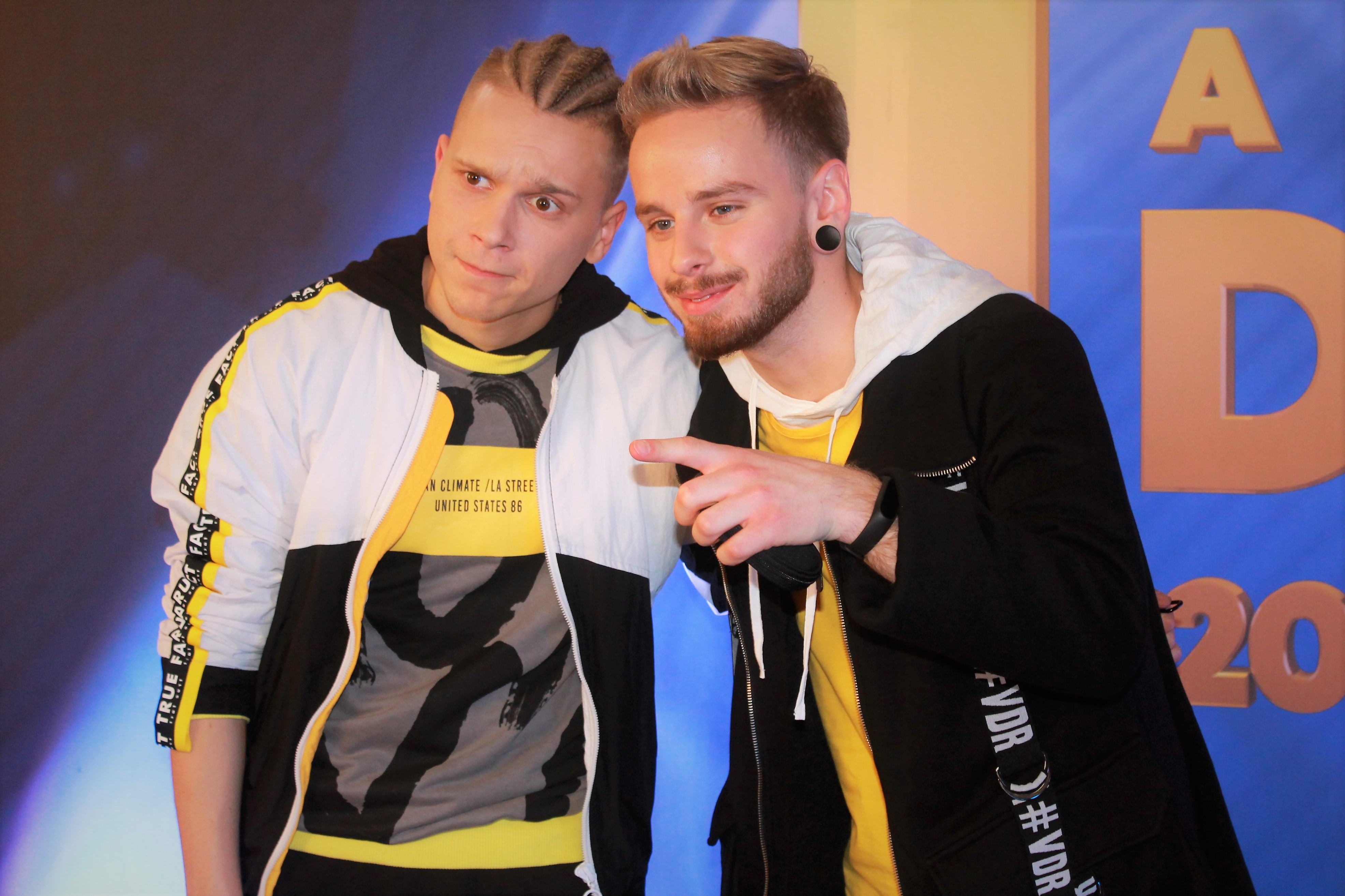
USNK
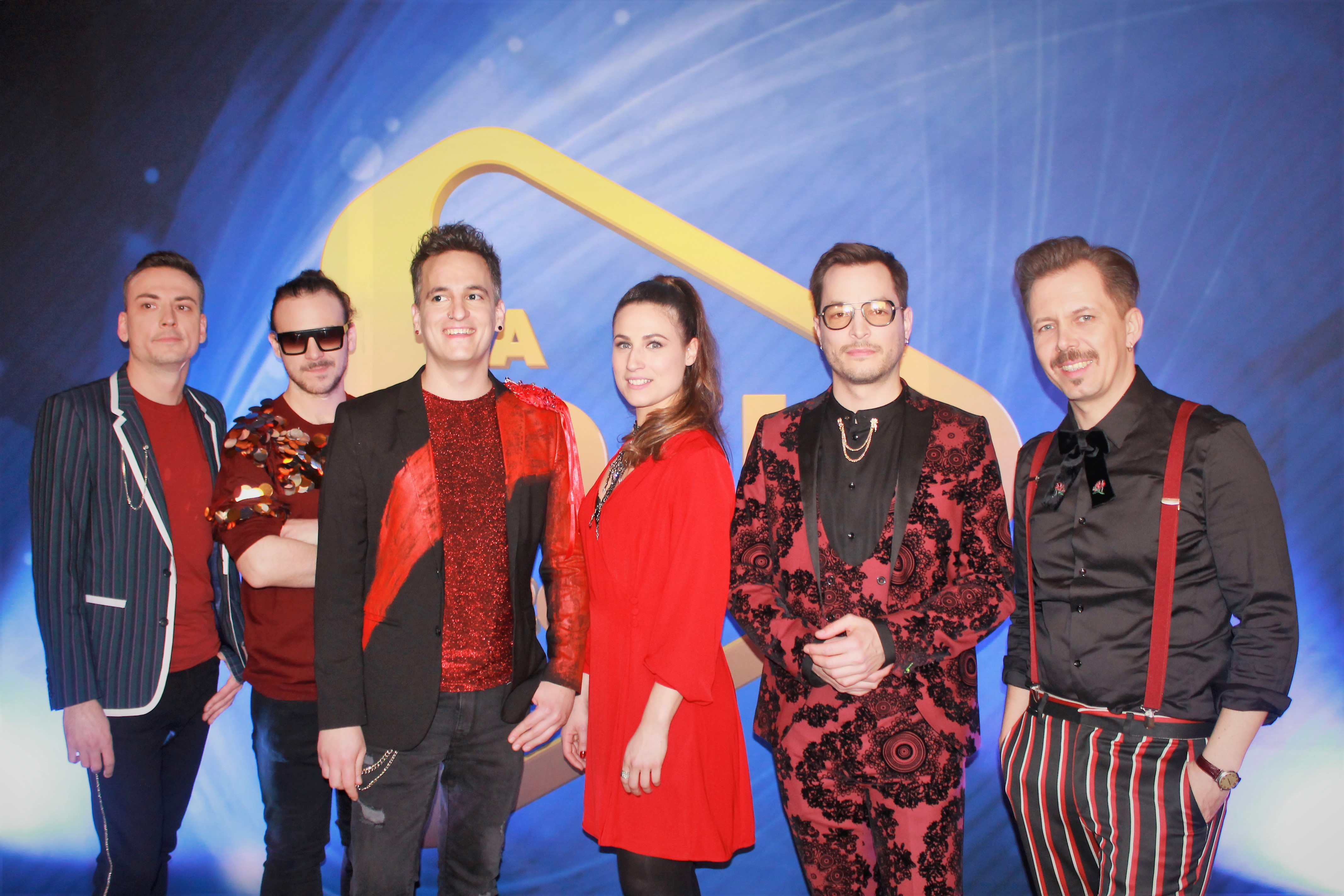
Mocsok 1 Kölykök

### Elődöntők

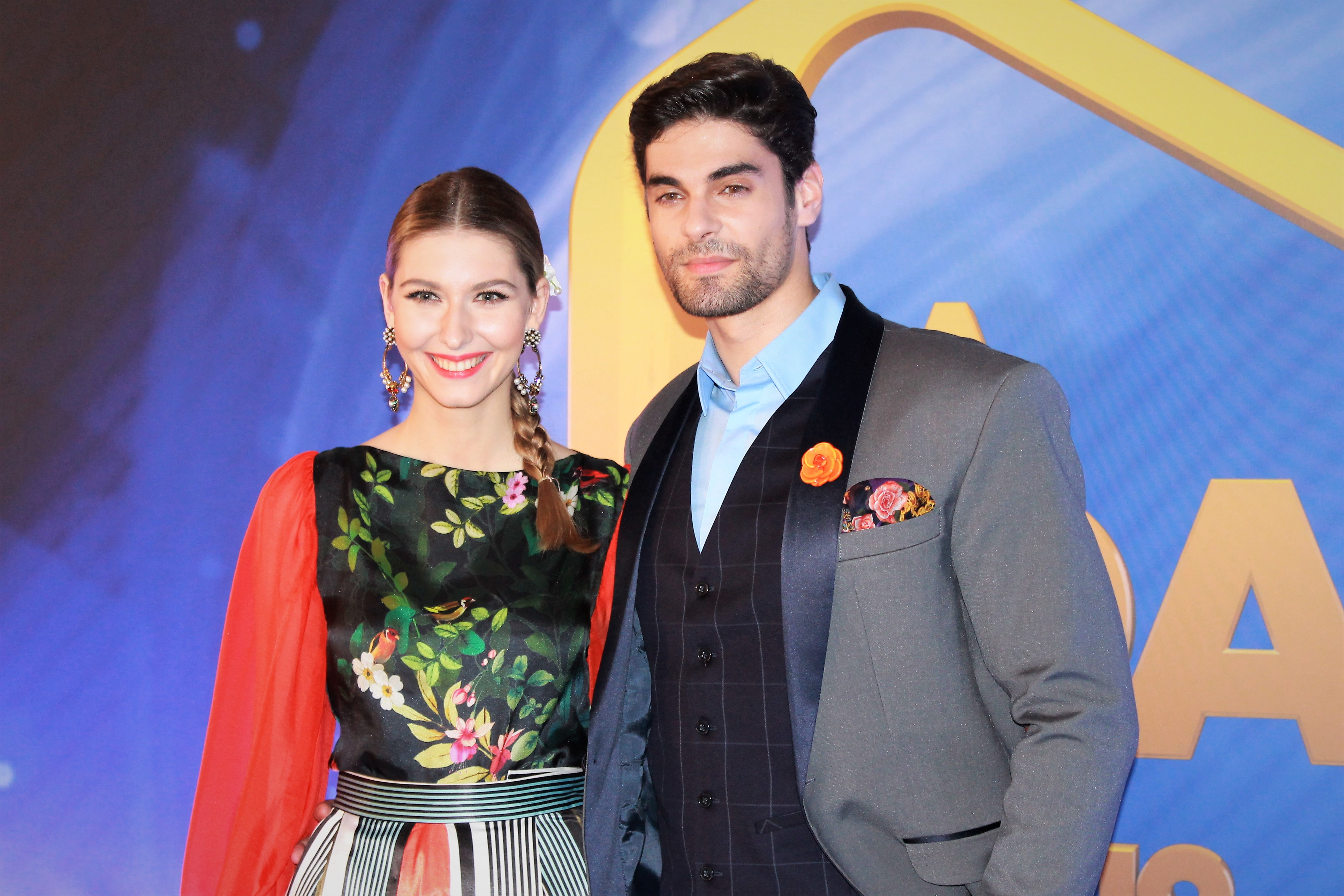
Dallos Bogi és Freddie, A Dal 2019 első elődöntője után

Az MTVA a két elődöntőt 2019. február 9-én és február 16-án tartja. A négytagú zsűri közvetlenül a dalok elhangzása után pontozza az egyes dalokat 1-től 10-ig. A versenydalok sugárzása alatt ötödik zsűritagként a nézők 1-től 10-ig pontszámot küldhettek az adott produkcióra SMS-ben. A nézői pontszámok átlagát kerekítve hozzáadják a versenydal pontszámaihoz, így alakul ki a végleges pontszám. A kialakult sorrend alapján az első három-három dal automatikusan a döntőbe kerül. A pontszámok alapján nem továbbjutó hat produkció közül az a további egy-egy dal jut tovább a döntőbe, amelyik a legtöbb szavazatot kapja a nézőktől. A műsort élőben közvetíti a Duna és a Duna World, illetve interneten adal.hu. Az elődöntők után 21:40-től A Dal Kulissza címmel kísérőműsor indult, melyben Lola és Forró Bence beszélgetett a résztvevőkkel.

#### Első elődöntő

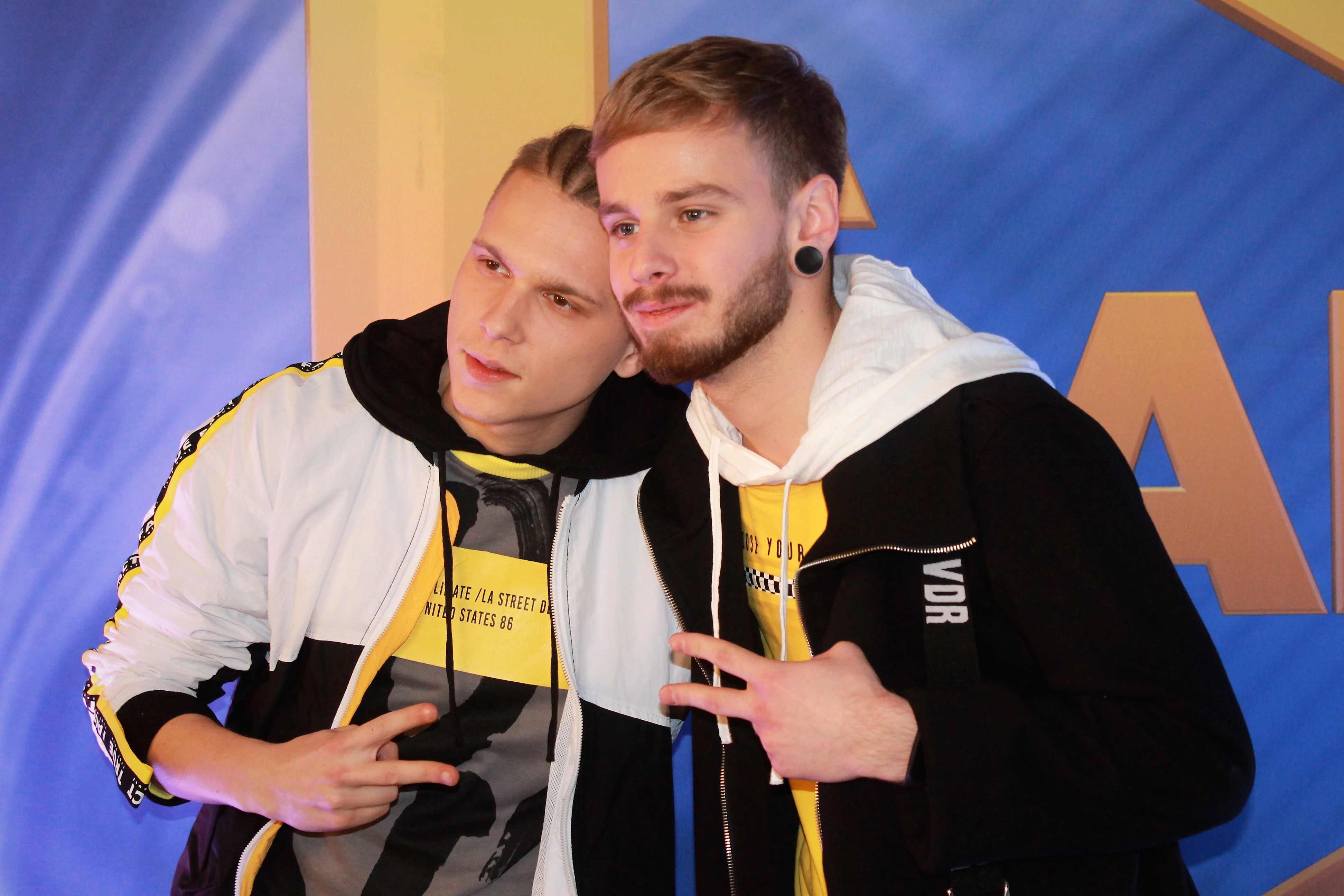
USNK
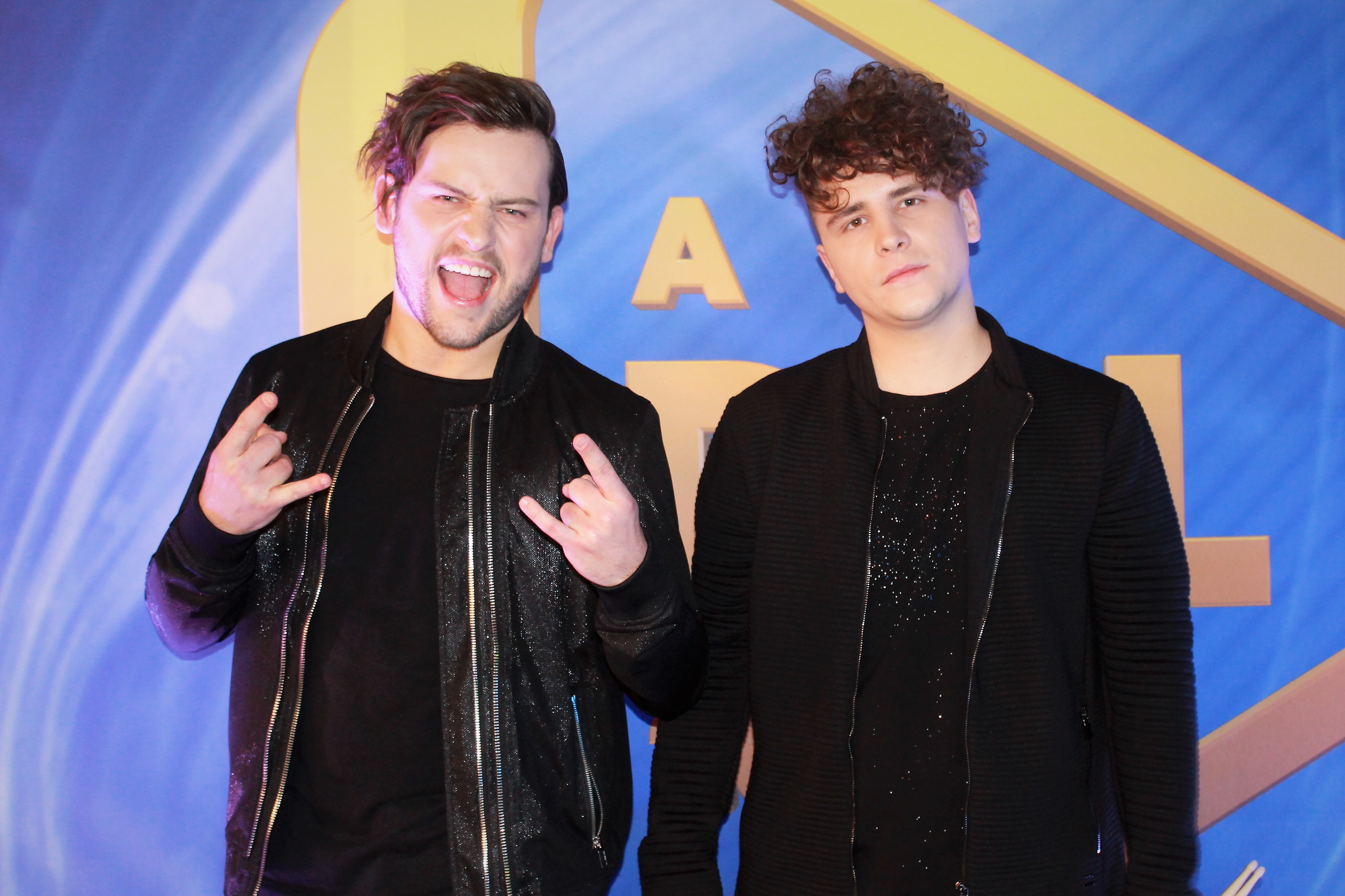
yesyes
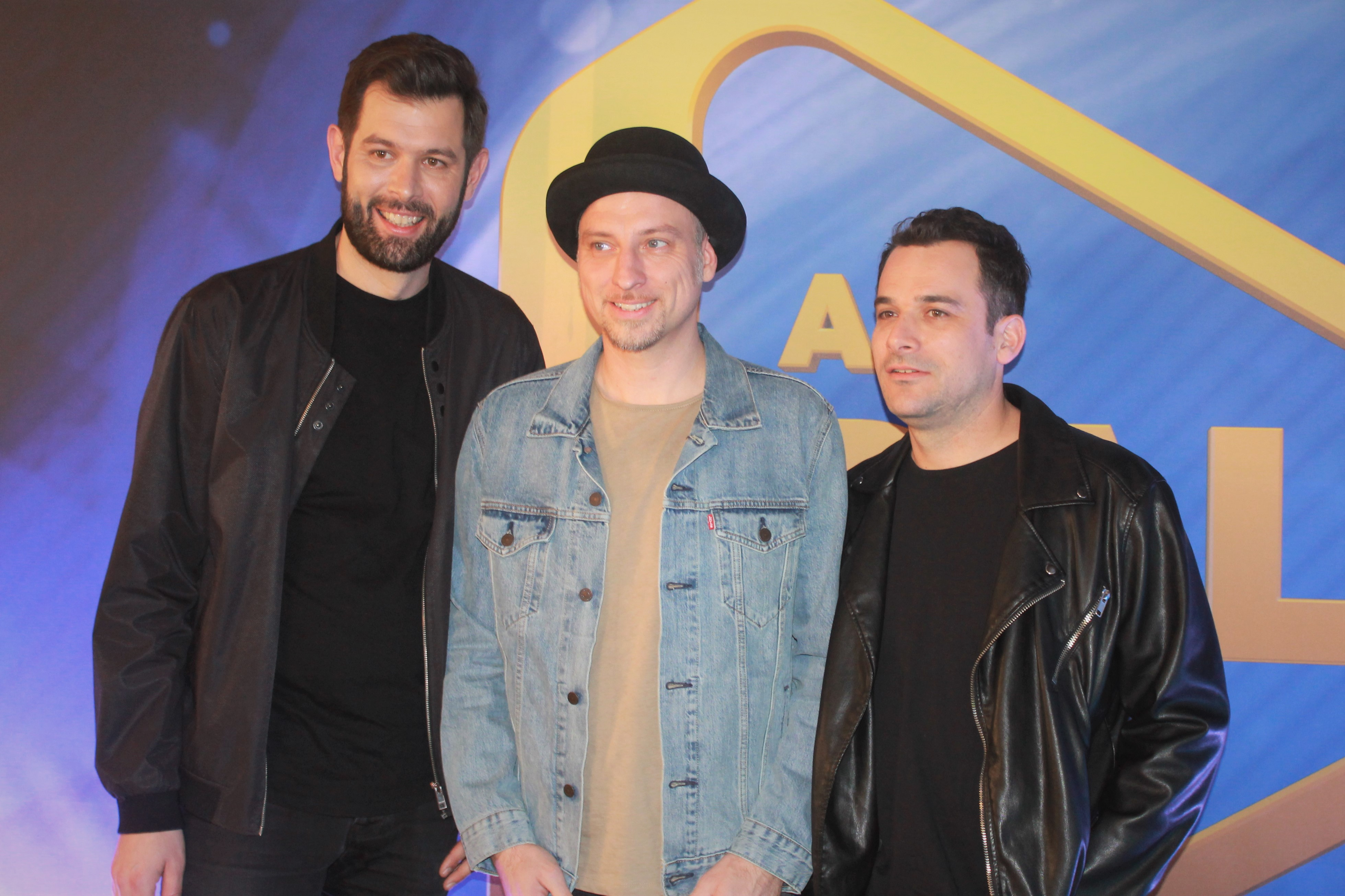
Konyha
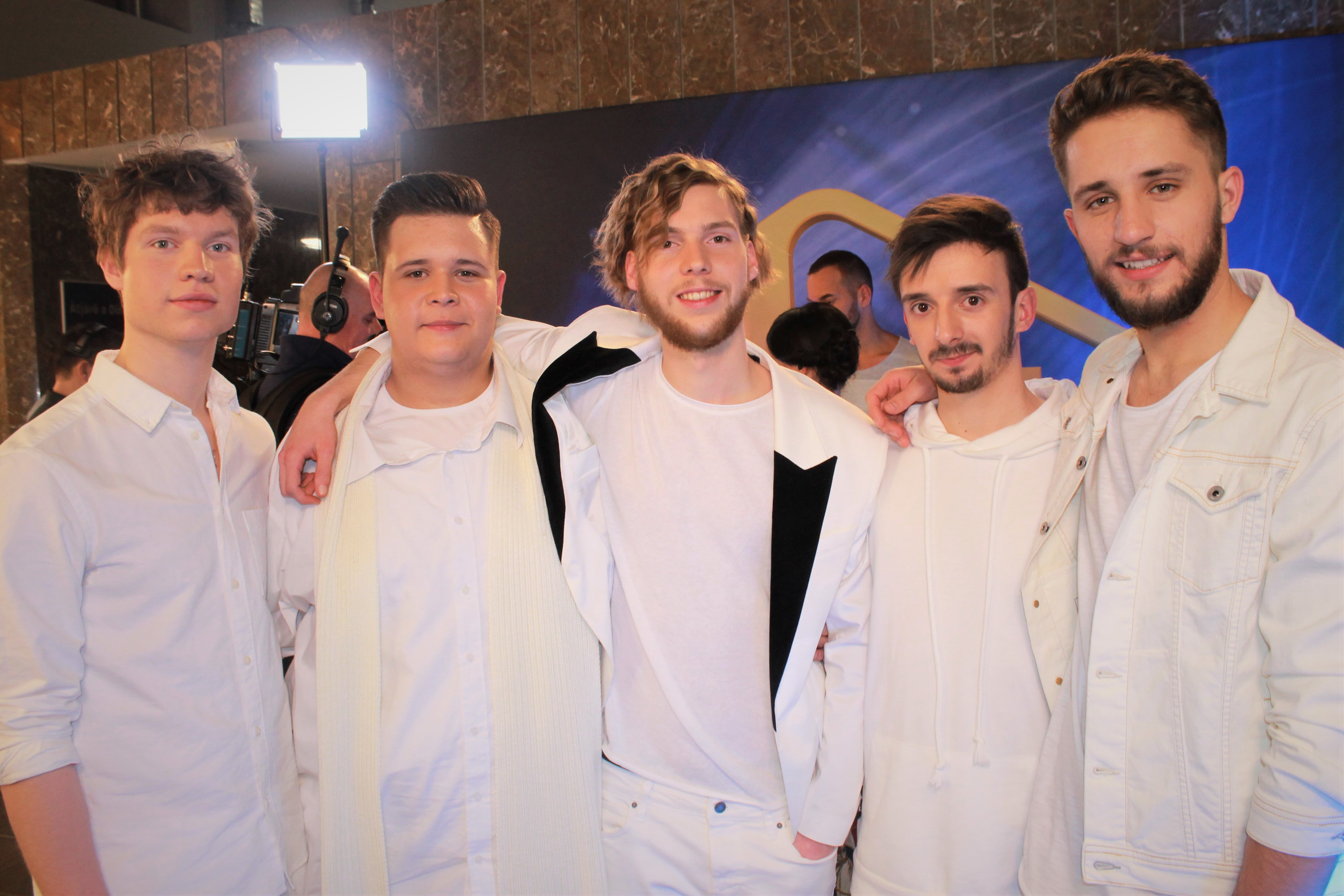
The Sign
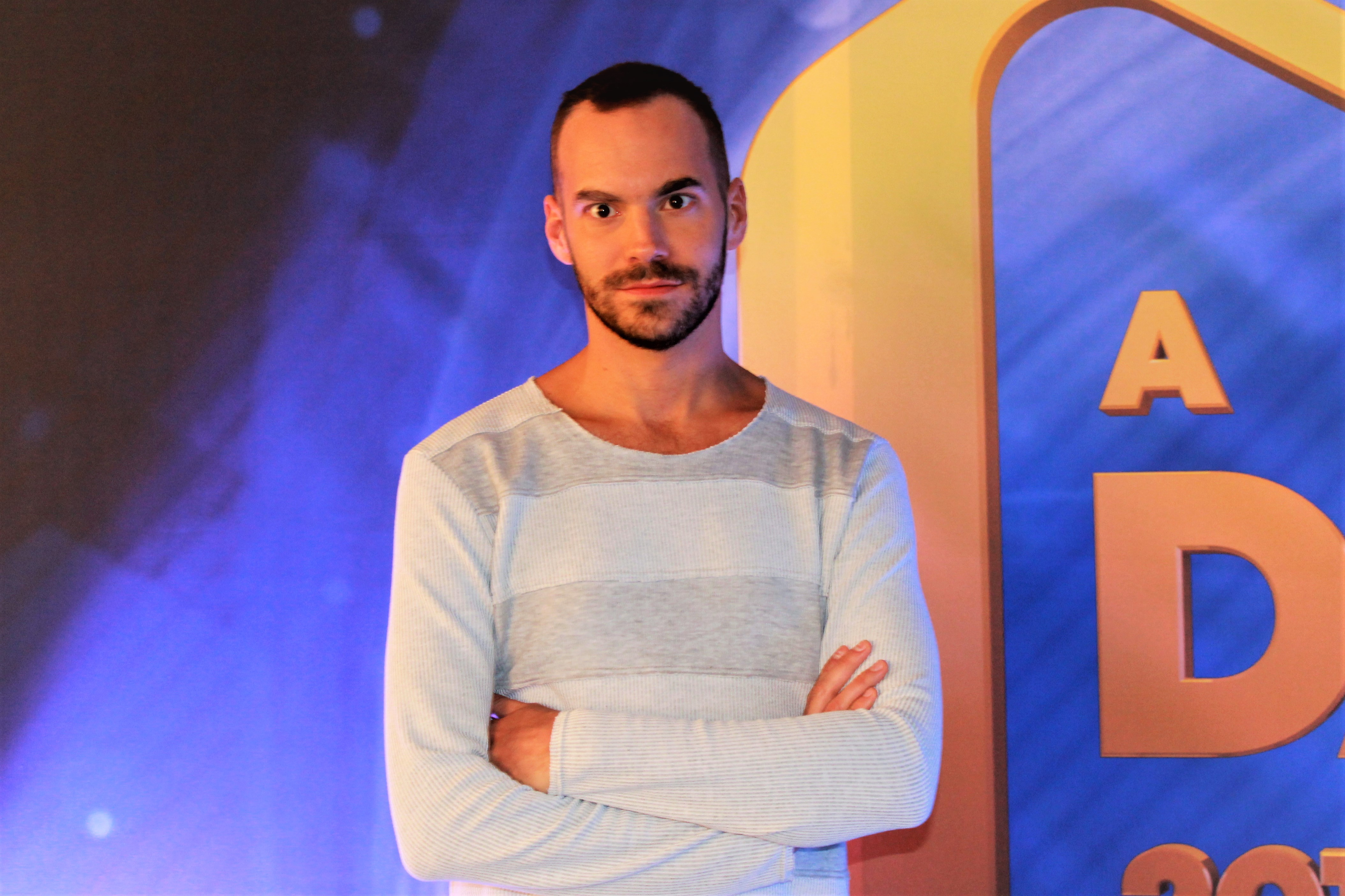
Petruska

A versenyprodukciók mellett extra fellépő volt Varga Miklós és gyermekei – Vivien és Szabolcs, akik az Európa című dalt adták elő. Az első elődöntőben osztotta ki a zsűri A Dal felfedezettje díjat, melyet az Acoustic Planetnek ítéltek oda. A vigaszágas SMS-szavazás során több mint 50 000 érvényes szavazat érkezett be.
| Első elődöntő – 2019. február 9. | Első elődöntő – 2019. február 9. | Első elődöntő – 2019. február 9.                                                                    | Első elődöntő – 2019. február 9. | Első elődöntő – 2019. február 9. | Első elődöntő – 2019. február 9. | Első elődöntő – 2019. február 9. | Első elődöntő – 2019. február 9. | Első elődöntő – 2019. február 9. | Első elődöntő – 2019. február 9. |
| #                                | Előadó                           | Dal (zene / szöveg)                                                                                 | Pontozás                         | Pontozás                         | Pontozás                         | Pontozás                         | Pontozás                         | Pontozás                         | Eredmény                         |
| #                                | Előadó                           | Dal (zene / szöveg)                                                                                 | Mező Misi                        | Vincze Lilla                     | Nagy Feró                        | Both Miklós                      | Nézők                            | Σ                                | Eredmény                         |
| -------------------------------- | -------------------------------- | --------------------------------------------------------------------------------------------------- | -------------------------------- | -------------------------------- | -------------------------------- | -------------------------------- | -------------------------------- | -------------------------------- | -------------------------------- |
| 01                               | USNK                             | Posztolj (Somogyvári Dániel / Márta Alex)                                                           | 7                                | 6                                | 6                                | 7                                | 8                                | 34                               | Kiesett                          |
| 02                               | yesyes                           | Incomplete (Szabó Ádám, Danka Dávid Walston / Halász Péter)                                         | 7                                | 6                                | 7                                | 7                                | 8                                | 35                               | Kiesett                          |
| 03                               | Konyha                           | Százszor visszajátszott (Szepesi Mátyás, Toldi Miklós, Haller Dániel, Badics Márk / Szepesi Mátyás) | 8                                | 8                                | 6                                | 8                                | 8                                | 38                               | Kiesett                          |
| 04                               | The Sign                         | Ő (Czinke Máté Gábor)                                                                               | 8                                | 7                                | 7                                | 8                                | 7                                | 37                               | Kiesett                          |
| 05                               | Petruska                         | Help Me Out of Here (Petruska András)                                                               | 9                                | 8                                | 8                                | 9                                | 8                                | 42                               | Továbbjutott Kizárták            |
| 06                               | Acoustic Planet                  | Nyári zápor (Kölcsey Szabolcs)                                                                      | 9                                | 9                                | 9                                | 10                               | 8                                | 45                               | Továbbjutott                     |
| 07                               | DENIZ                            | Ide várnak vissza (Vámos András / Rizner Dénes)                                                     | 6                                | 7                                | 6                                | 7                                | 9                                | 35                               | Kiesett                          |
| 08                               | The Middletonz                   | Roses (Farshad Alebatool, Fehér Holló Attila, Kállay-Saunders András)                               | 8                                | 8                                | 8                                | 8                                | 9                                | 41                               | Továbbjutott                     |
| 09                               | Vavra Bence                      | Szótlanság (Csöndör László Diaz, Kozma Kata, Vavra Bence / Fodor Máté, Csöndör László Diaz)         | 9                                | 9                                | 8                                | 8                                | 8                                | 42                               | Továbbjutott                     |

- USNK
- yesyes
- Konyha
- The Sign
- Petruska

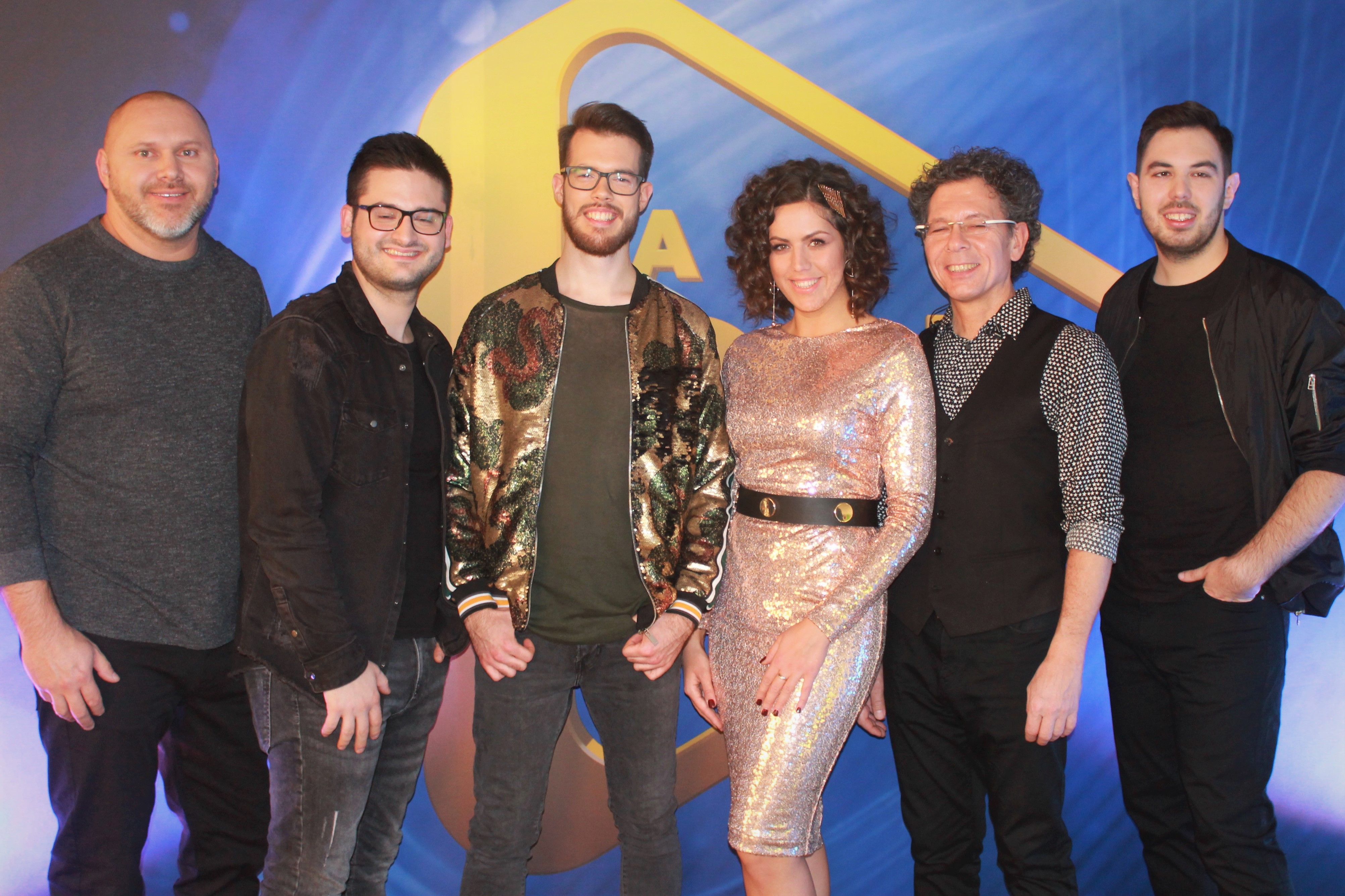
Acoustic Planet
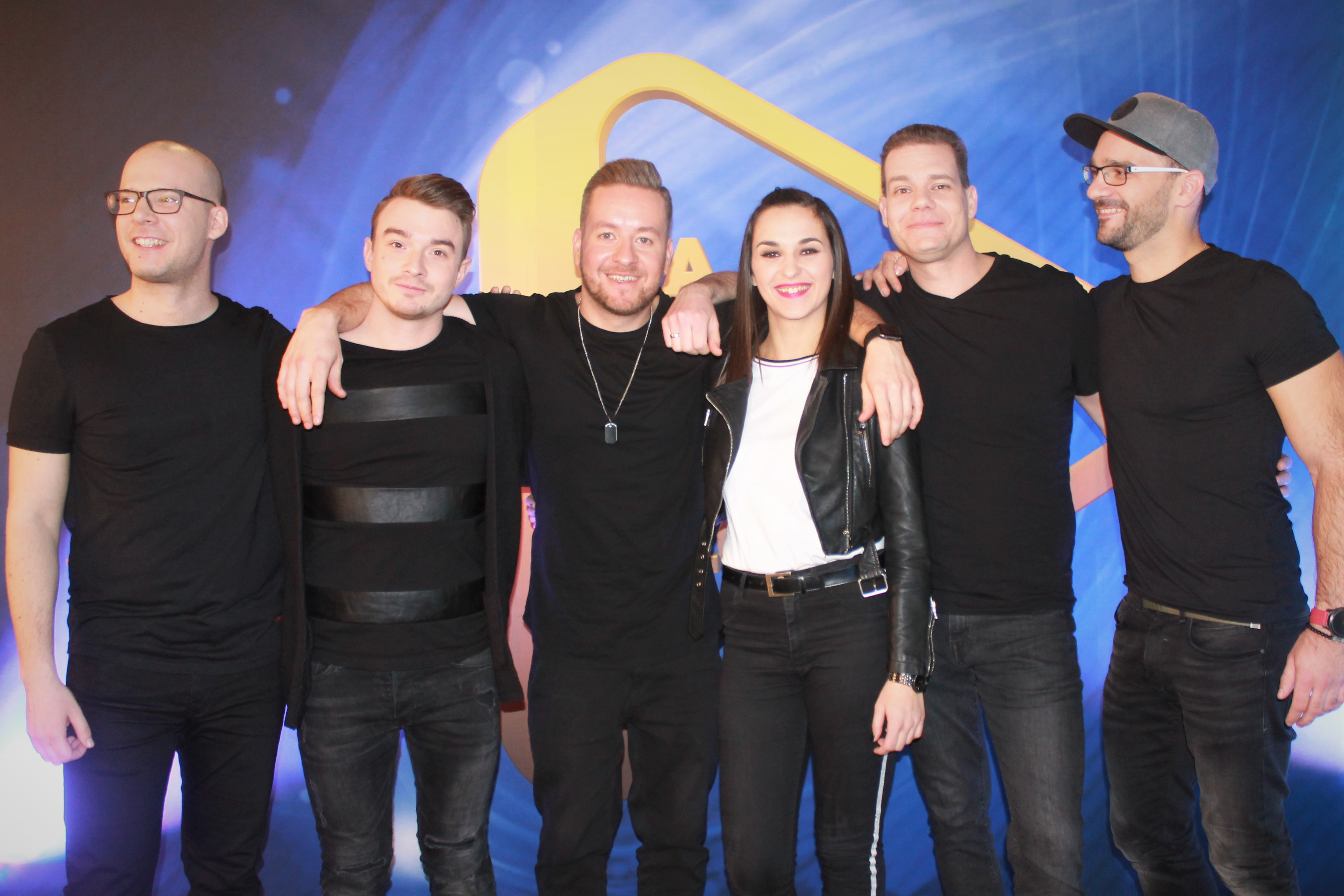
DENIZ
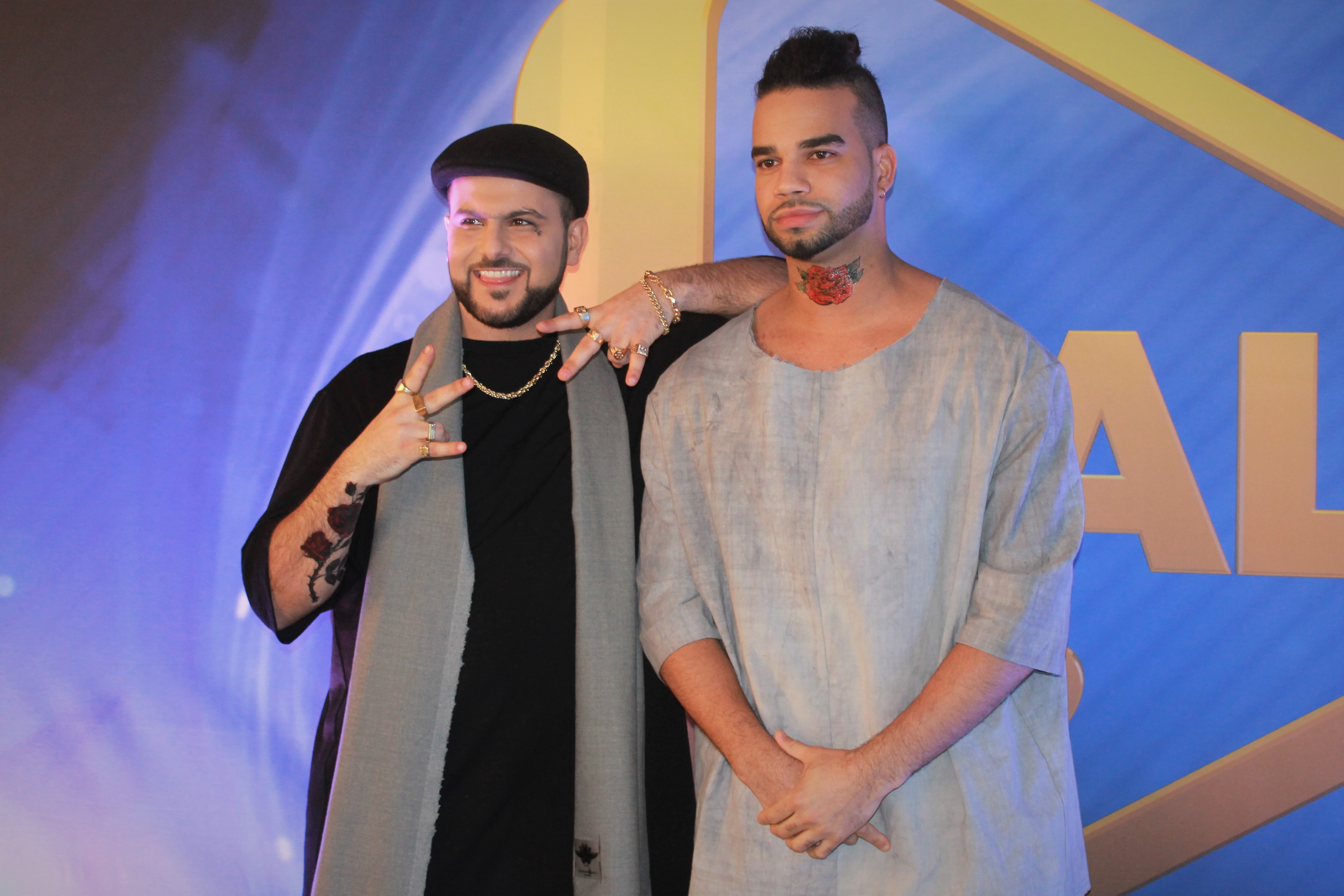
The Middletonz
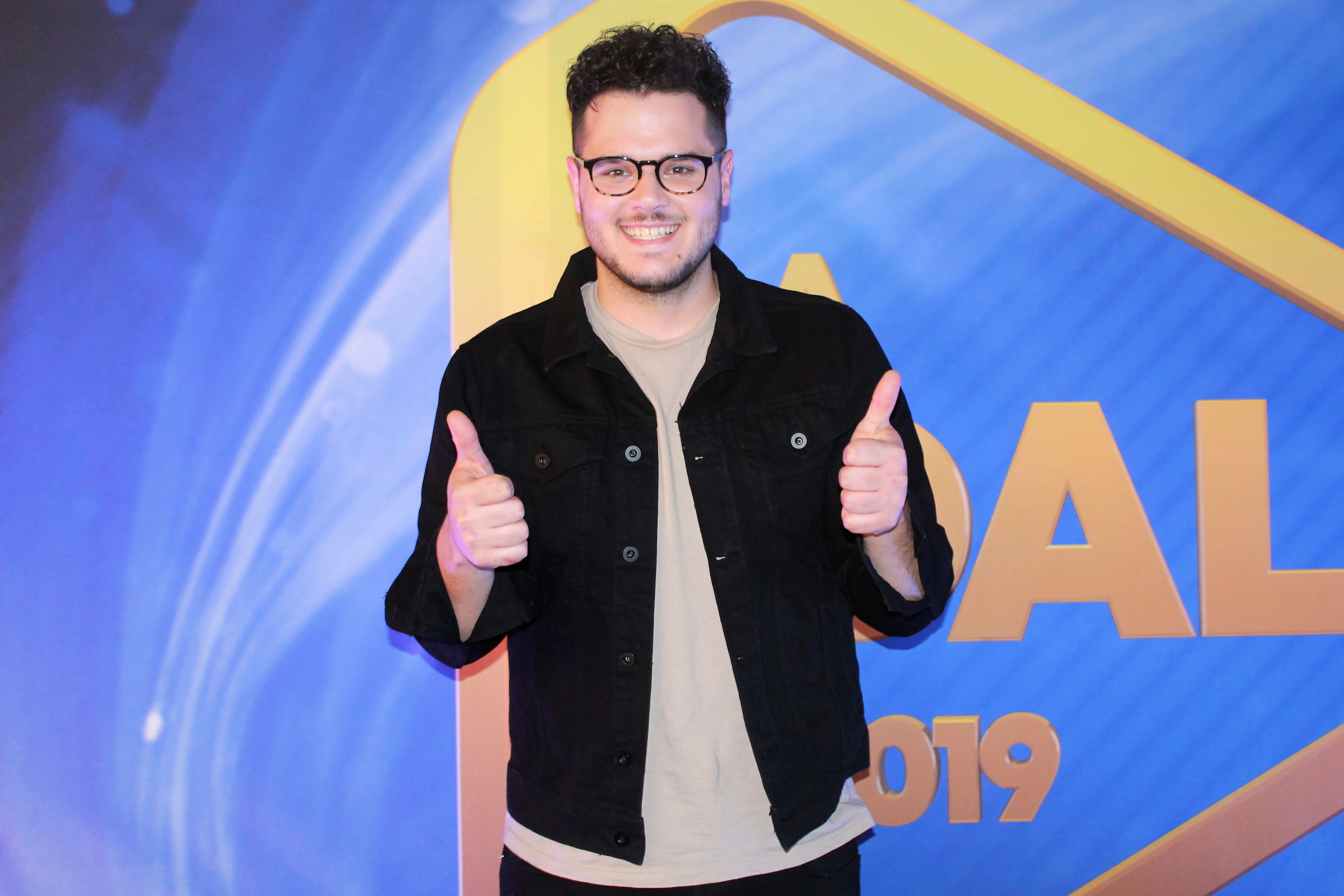
Vavra Bence

#### Második elődöntő
A versenyprodukciók mellett extra fellépő volt a Republic, akik a Vigyük tovább című dalt adták elő. A második elődöntőben osztotta ki a zsűri A legjobb dalszöveg díjat, melyet Szepesi Mátyásnak, a Százszor visszajátszott című dal szerzőjének ítéltek oda.
| Második elődöntő – 2019. február 16. | Második elődöntő – 2019. február 16. | Második elődöntő – 2019. február 16.                                                                            | Második elődöntő – 2019. február 16. | Második elődöntő – 2019. február 16. | Második elődöntő – 2019. február 16. | Második elődöntő – 2019. február 16. | Második elődöntő – 2019. február 16. | Második elődöntő – 2019. február 16. | Második elődöntő – 2019. február 16. |
| #                                    | Előadó                               | Dal (zene / szöveg)                                                                                             | Pontozás                             | Pontozás                             | Pontozás                             | Pontozás                             | Pontozás                             | Pontozás                             | Eredmény                             |
| #                                    | Előadó                               | Dal (zene / szöveg)                                                                                             | Mező Misi                            | Vincze Lilla                         | Nagy Feró                            | Both Miklós                          | Nézők                                | Σ                                    | Eredmény                             |
| ------------------------------------ | ------------------------------------ | --- | ------------------------------------ | ------------------------------------ | ------------------------------------ | ------------------------------------ | ------------------------------------ | ------------------------------------ | ------------------------------------ |
| 01                                   | Szekér Gergő                         | Madár, repülj! (Szekér Gergő)                                                                                   | 8                                    | 9                                    | 9                                    | 8                                    | 9                                    | 43                                   | Továbbjutott                         |
| 02                                   | Nomad                                | A remény hídjai (Jánosi Szabolcs, Juhász Marcell, Mihalik Ábel, Nagy Levente / Jánosi Szabolcs, Juhász Marcell) | 7                                    | 7                                    | 7                                    | 7                                    | 8                                    | 36                                   | Kiesett                              |
| 03                                   | Mocsok 1 Kölykök                     | Egyszer (Pulius Tamás, Horváth Ádám, Molnár Kristóf, Csekő Ádám / Pulius Tamás)                                 | 8                                    | 8                                    | 8                                    | 7                                    | 8                                    | 39                                   | Kiesett                              |
| 04                                   | Nagy Bogi                            | Holnap (Molnár Ferenc Caramel)                                                                                  | 9                                    | 9                                    | 8                                    | 8                                    | 8                                    | 42                                   | Továbbjutott                         |
| 05                                   | Oláh Gergő                           | Hozzád bújnék (Mészáros Murphy Gábor / Osztás Mária)                                                            | 9                                    | 9                                    | 7                                    | 8                                    | 8                                    | 41                                   | Kiesett Továbbjutott                 |
| 06                                   | Antal Tímea feat. Demko Gergő        | Kedves Világ! (Antal Tímea / Szigyártó Johanna)                                                                 | 6                                    | 8                                    | 10                                   | 6                                    | 8                                    | 38                                   | Kiesett                              |
| 07                                   | Fatal Error                          | Kulcs (Balázs Mihály, Balázs Miklós, Rimóczi Zsolt, Rónai Dávid, Kornyik Botond, Joós Bence / Rimóczi Zsolt)    | 8                                    | 8                                    | 8                                    | 8                                    | 8                                    | 40                                   | Továbbjutott                         |
| 08                                   | Ruby Harlem                          | Forró (Heilig Tamás, Iván Szandra / Iván Szandra)                                                               | 8                                    | 8                                    | 7                                    | 8                                    | 7                                    | 38                                   | Kiesett                              |
| 09                                   | Pápai Joci                           | Az én apám (Pápai Joci, Molnár Ferenc Caramel / Molnár Ferenc Caramel)                                          | 9                                    | 10                                   | 9                                    | 8                                    | 9                                    | 45                                   | Továbbjutott                         |

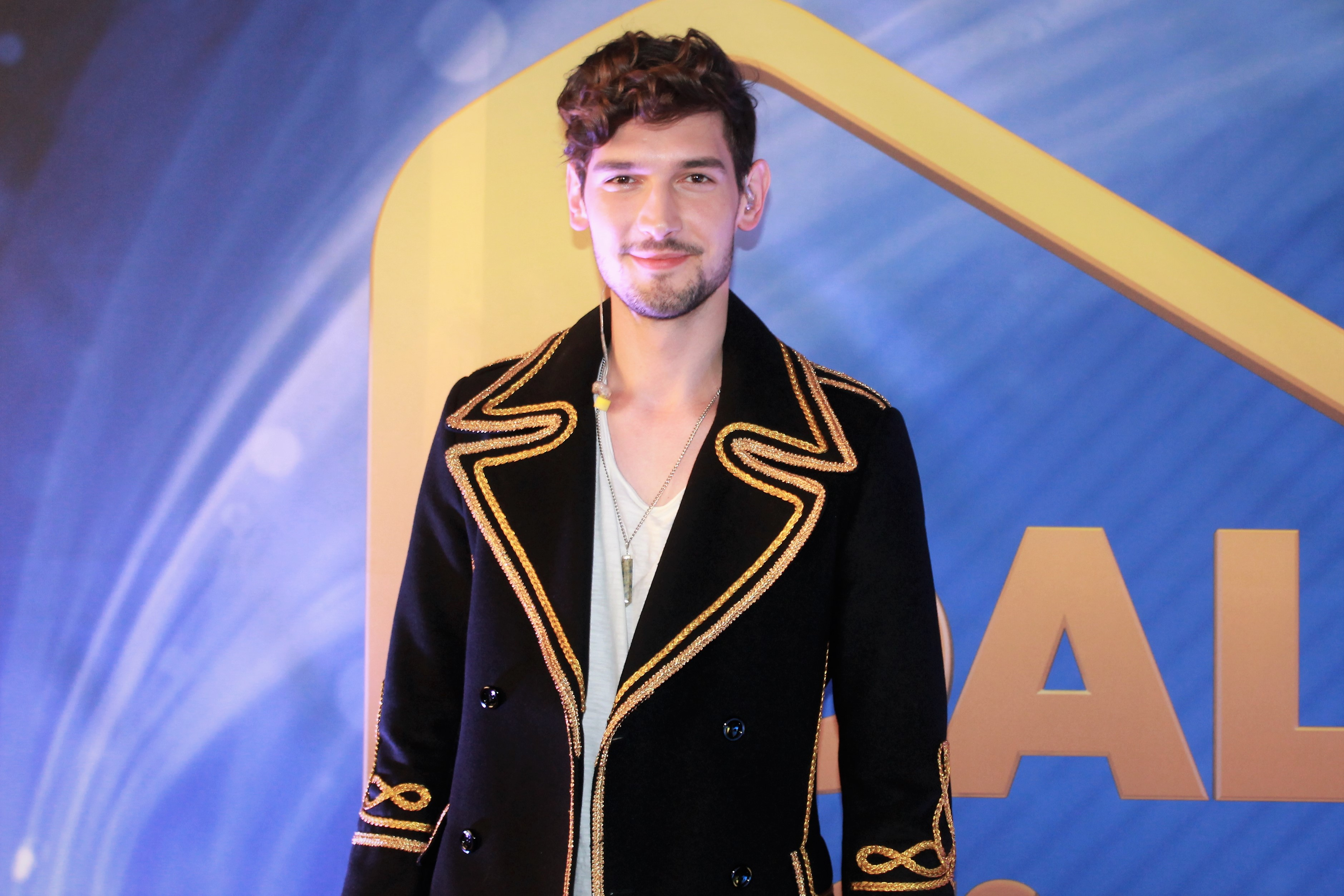
Szekér Gergő
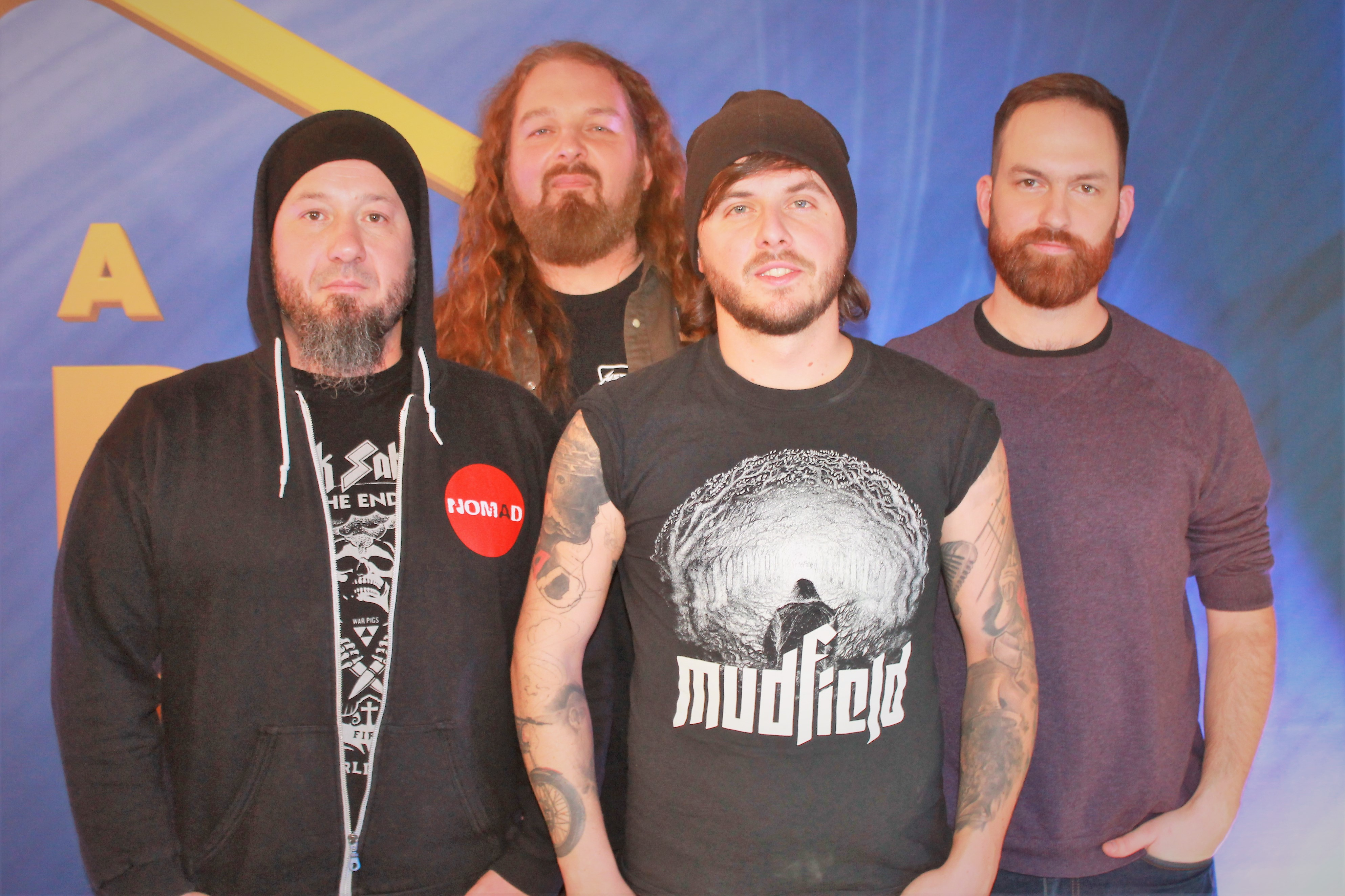
Nomad
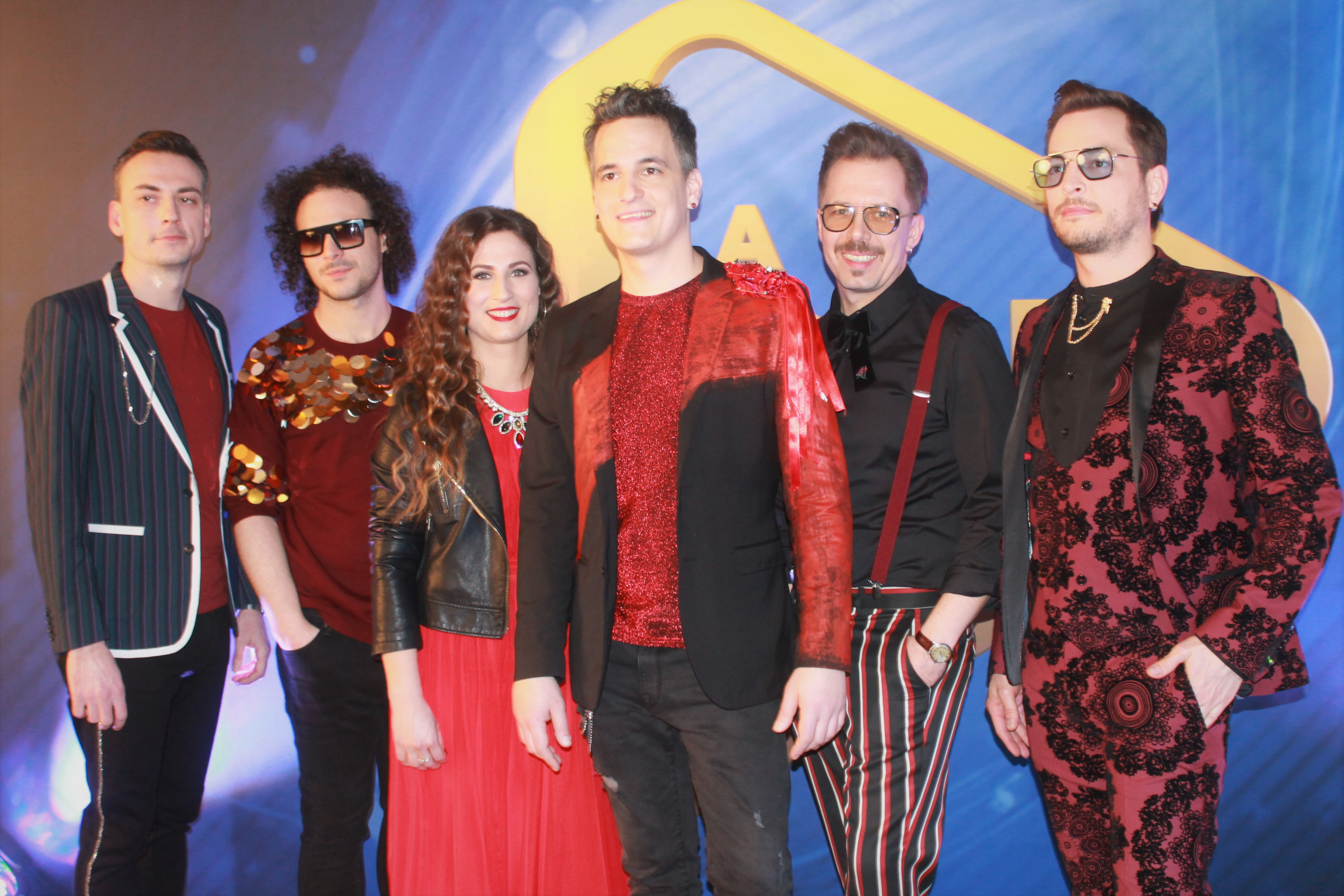
Mocsok 1 Kölykök
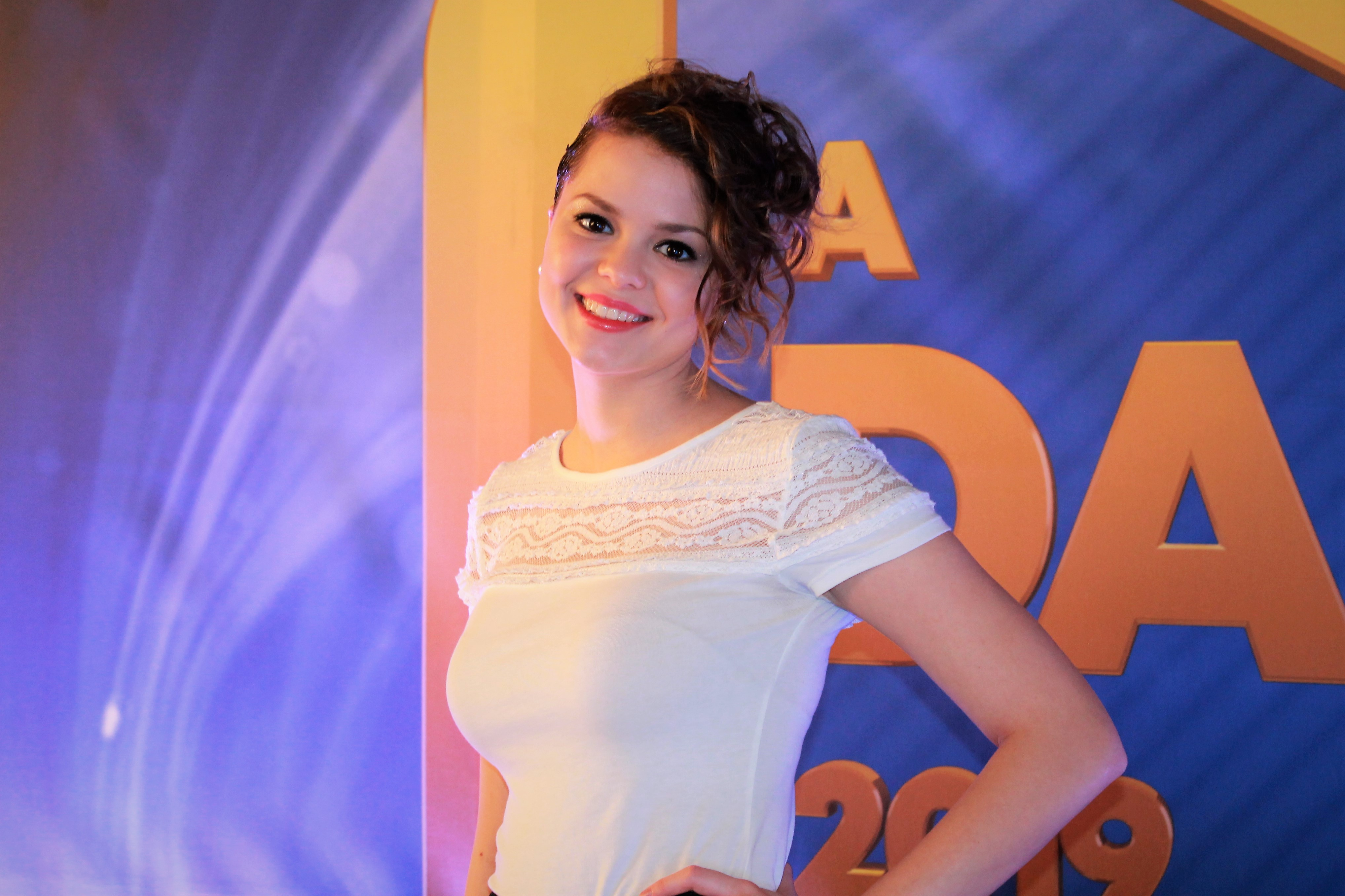
Nagy Bogi
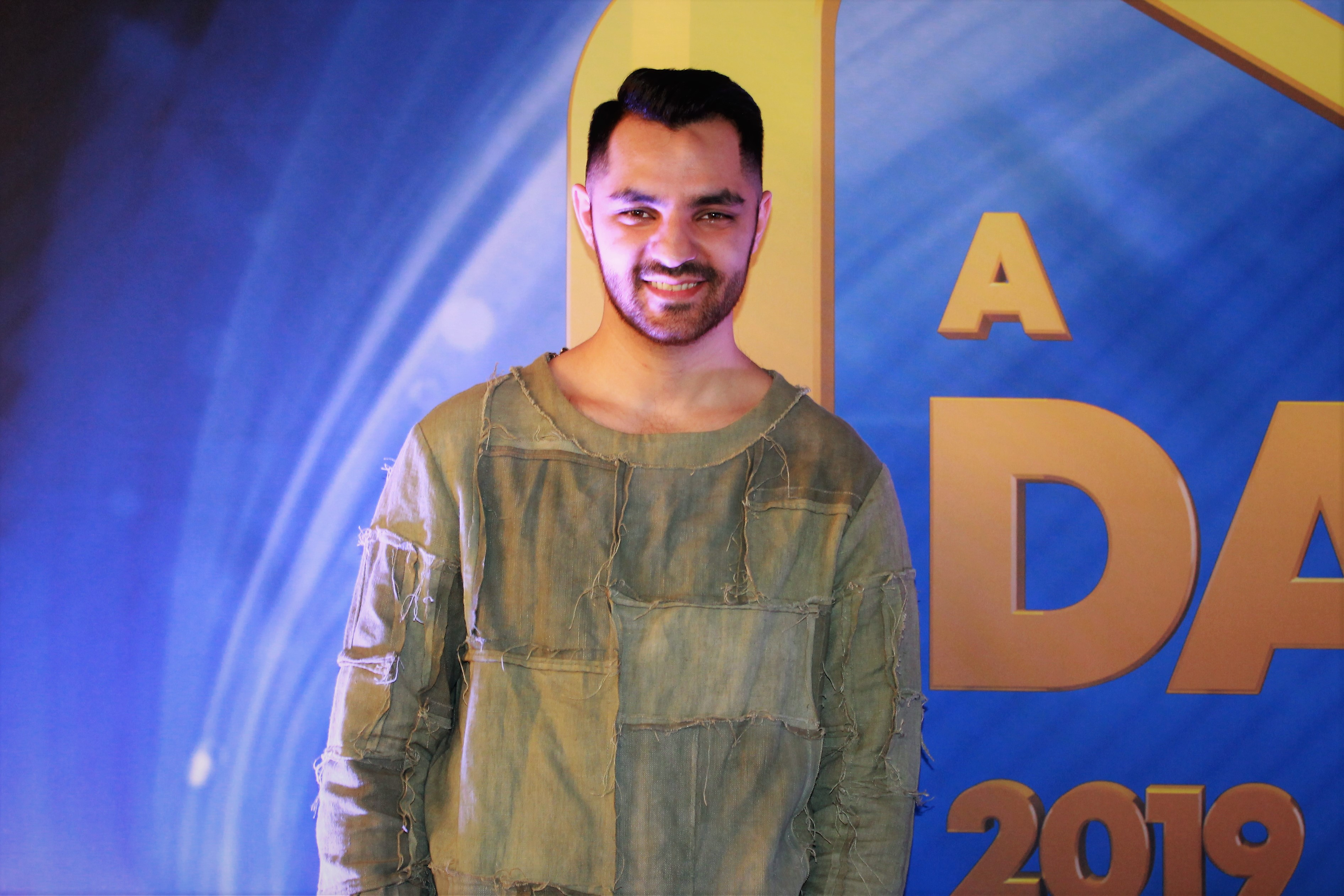
Oláh Gergő

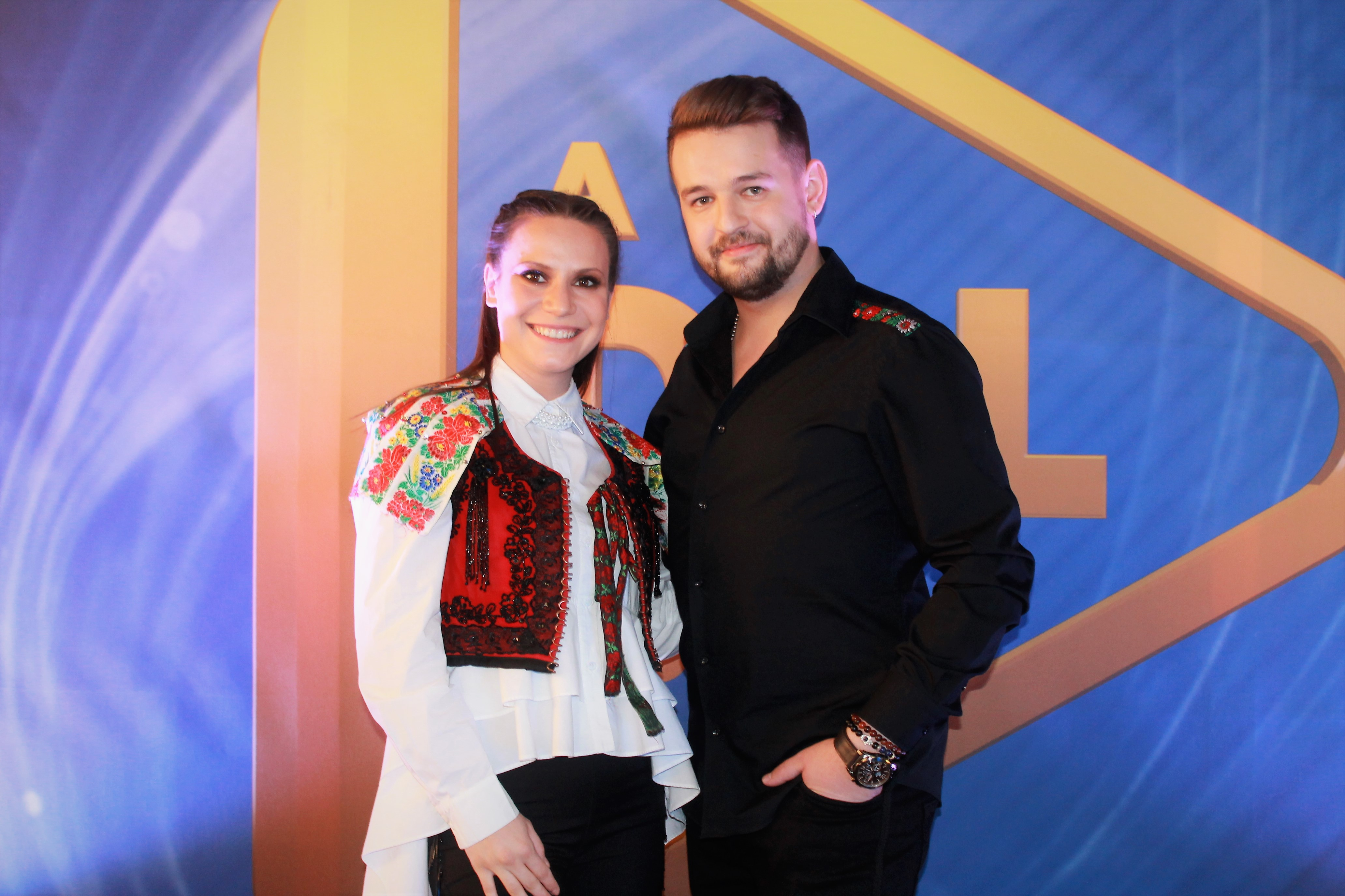
Antal Tímea feat. Demko Gergő
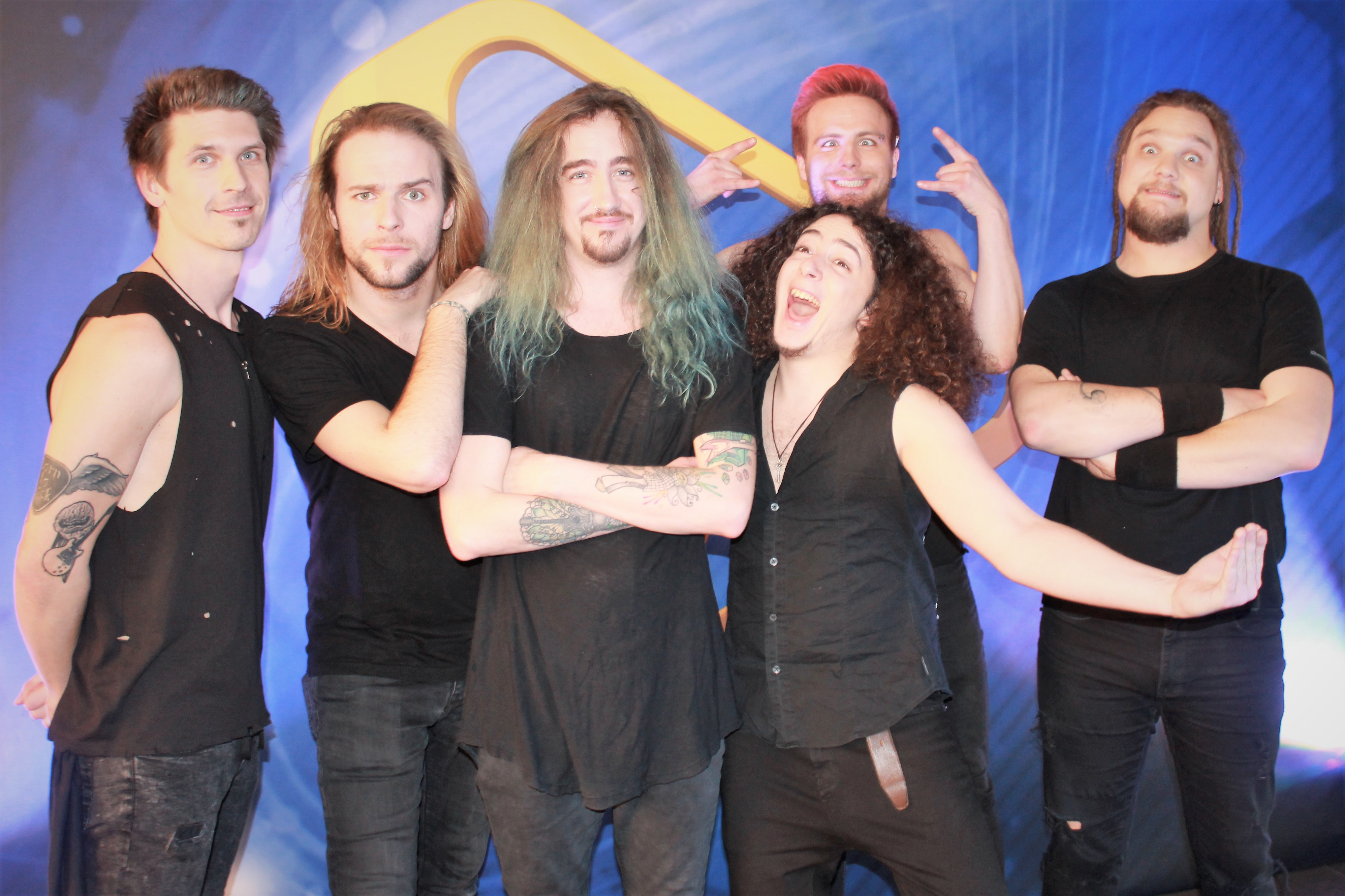
Fatal Error
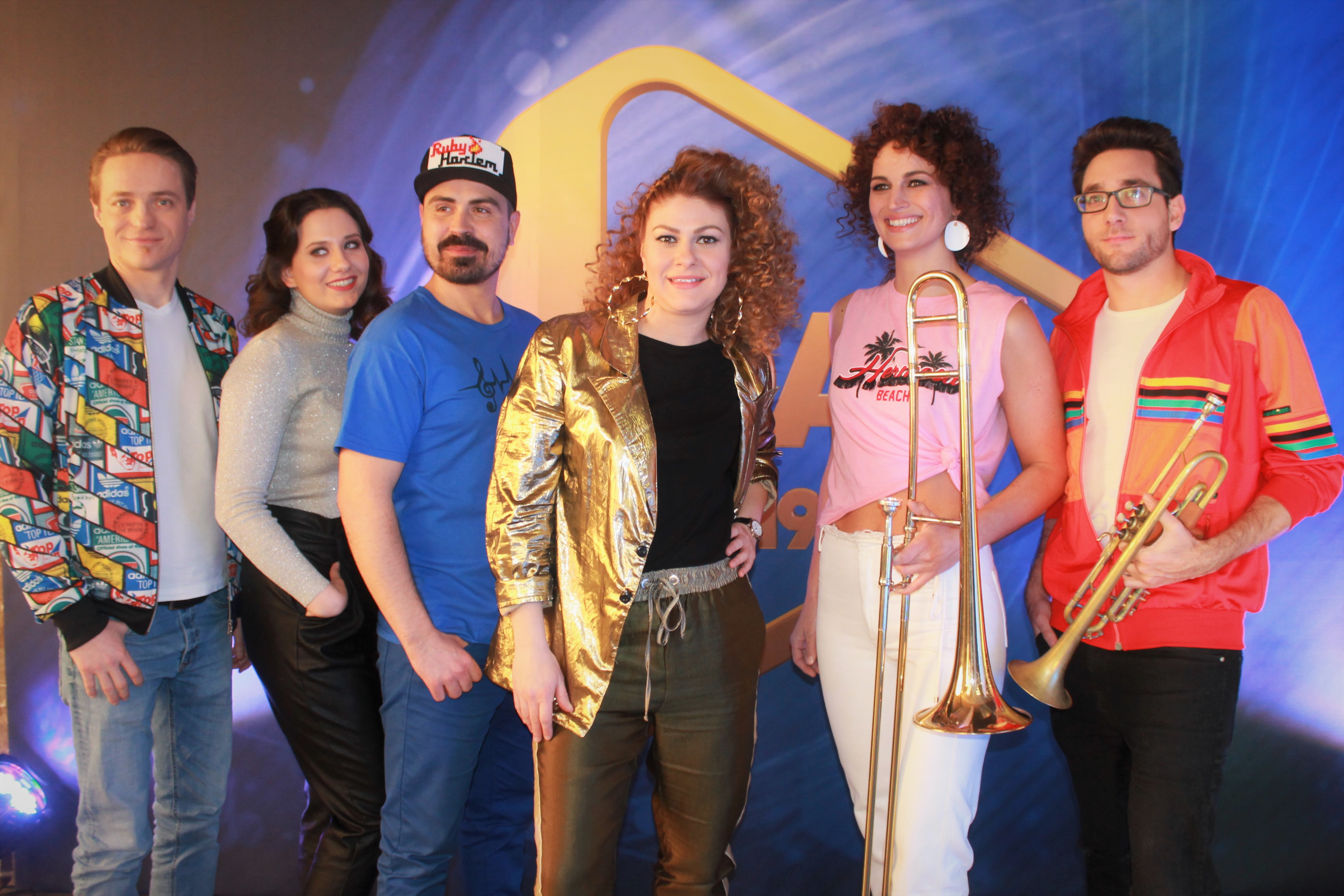
Ruby Harlem
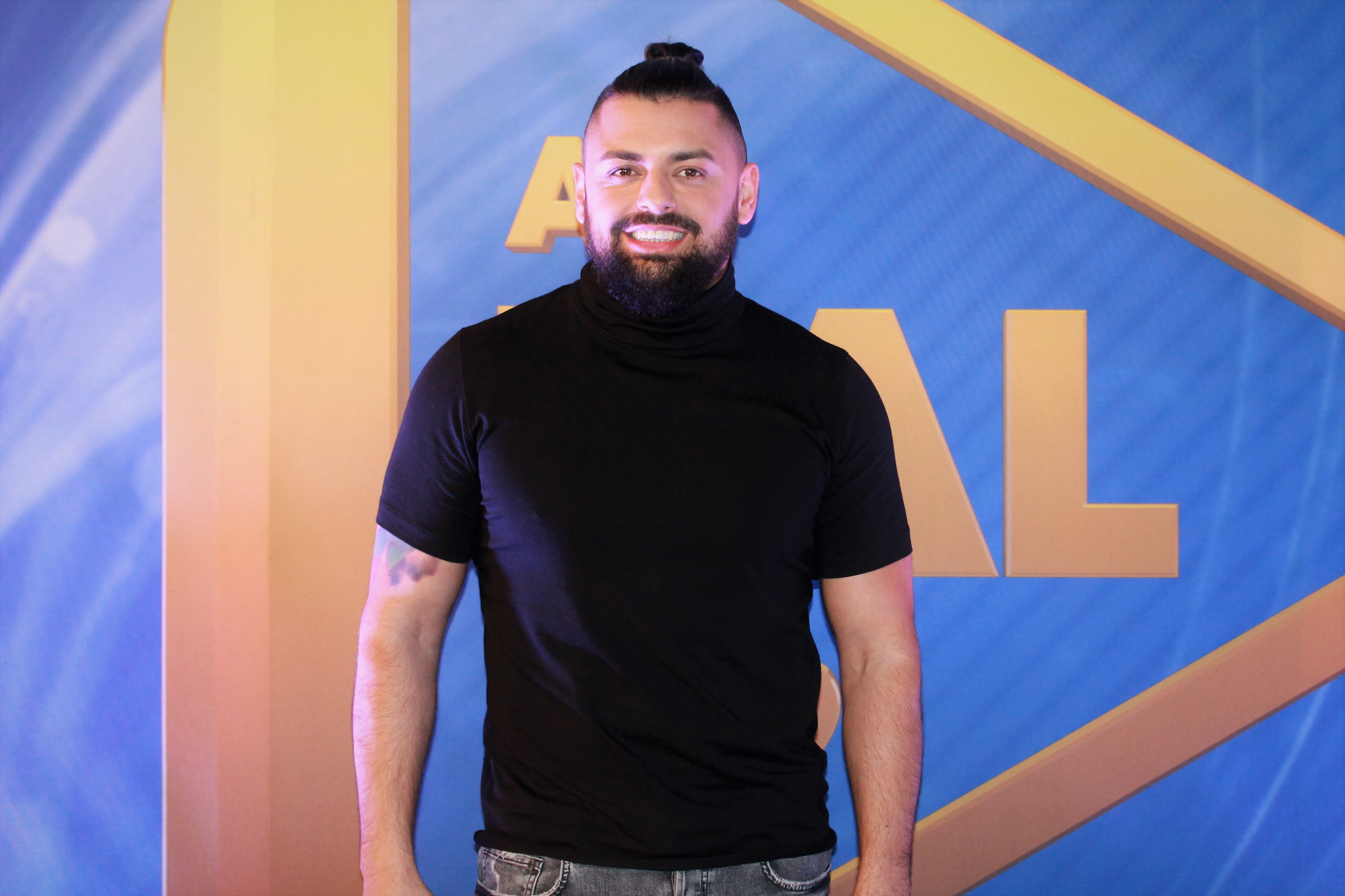
Pápai Joci

### Döntő

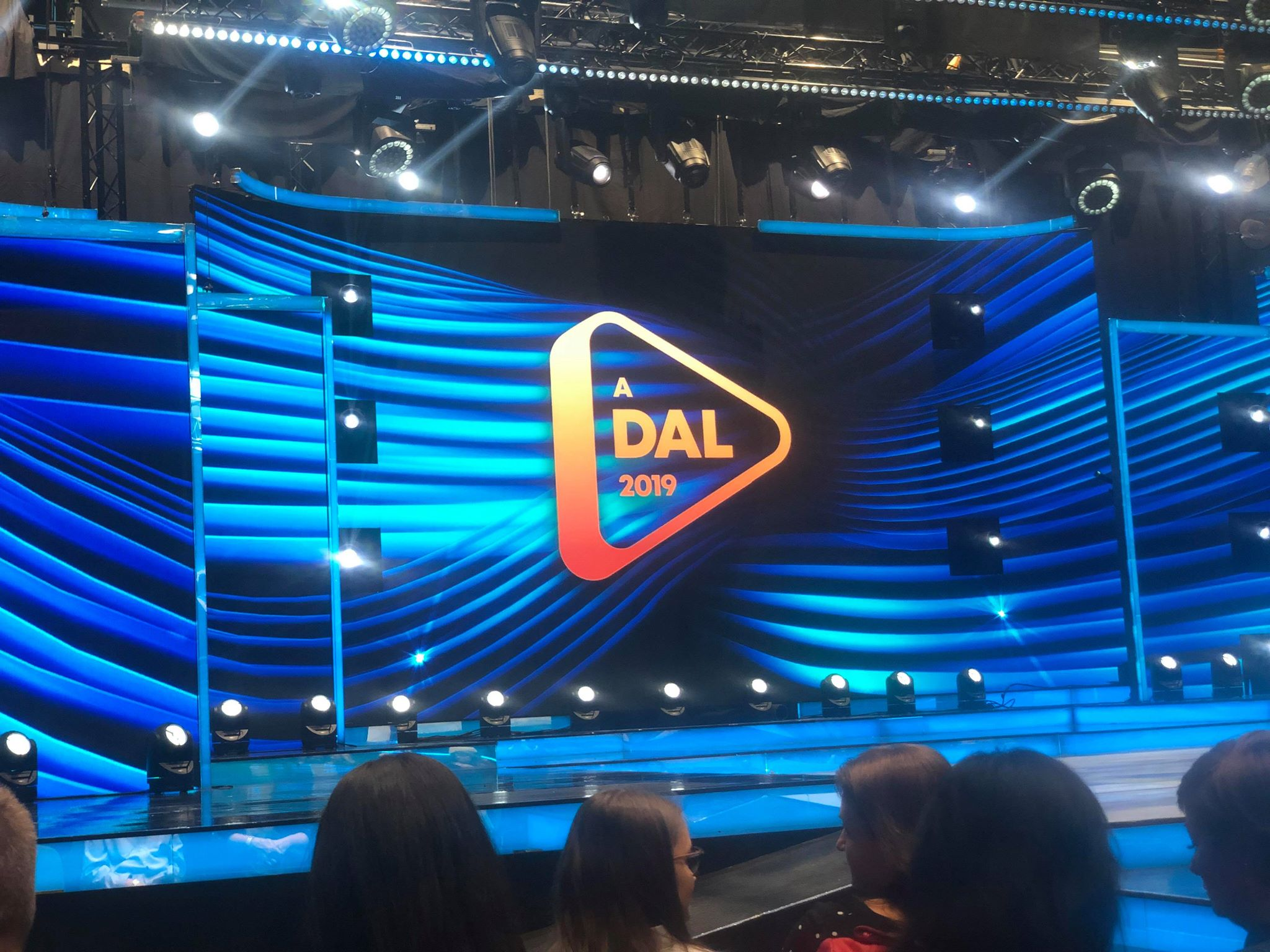
A Dal 2019 színpada az MTVA Kunigunda útjai gyártóbázisán

A döntőt 2019. február 23-án tartotta az MTVA nyolc előadó részvételével. A végeredmény a nézői szavazás illetve a szakmai zsűri szavazatai alapján alakult ki. A zsűri a dalok elhangzása után csak szóban értékelte a produkciókat. Az összes dal elhangzása után, az Eurovíziós Dalfesztivál gyakorlatához hasonlóan pontozta a produkciókat a zsűri. Az első helyezett 10 pontot kapott, a második 8-at, a harmadik 6-ot, míg a negyedik 4 pontot. A pontozás során a négy legtöbb pontot szerzett dal közül a nézők SMS-ben küldött szavazatokkal választották ki a verseny győztesét, aki képviselheti Magyarországot a 2019-es Eurovíziós Dalfesztiválon Tel-Avivban. A magyarokkal egy időben választott dalt Dánia, Litvánia, és Ukrajna is a nemzetközi versenyre. A versenyprodukciók mellett extra fellépő volt az AWS, A Dal 2018 győztesei, akik a 2018-as Eurovíziós Dalfesztiválon Lisszabonban képviselték Magyarországot. A Dal döntőjében a Viszlát nyárnak egy új verzióját adták elő. Továbbá a műsorvezetők, Dallos Bogi és Freddie is felléptek, akik korábbi Dalos dalaik egyvelegét adták elő nyitóprodukcióként. A műsort élőben közvetítette a Duna és a Duna World, illetve interneten az adal.hu. A döntőt követően is 21:40-től indult A Dal Kulissza című kísérőműsor, melyben Lola és Forró Bence beszélgetett a résztvevőkkel.
| #  | Kép             | Előadó Dal (zene / szöveg)                                                                                   | Zsűri    | Zsűri    | Nézők |
| #  | Kép             | Előadó Dal (zene / szöveg)                                                                                   | Pontszám | Eredmény | Nézők |
| -- | --------------- | --- | -------- | -------- | ----- |
| 01 | The Middletonz  | The Middletonz                                                                                               | 8        | 6.       | —     |
| 01 | The Middletonz  | Roses (Farshad Alebatool, Fehér Holló Attila, Kállay-Saunders András)                                        | 8        | 6.       | —     |
| 02 | Oláh Gergő      | Oláh Gergő                                                                                                   | 0        | 8.       | —     |
| 02 | Oláh Gergő      | Hozzád bújnék (Mészáros Murphy Gábor / Osztás Mária)                                                         | 0        | 8.       | —     |
| 03 | Nagy Bogi       | Nagy Bogi | 16       | 4.       | 2–4.  |
| 03 | Nagy Bogi       | Holnap (Molnár Ferenc Caramel)                                                                               | 16       | 4.       | 2–4.  |
| 04 | Fatal Error     | Fatal Error                                                                                                  | 8        | 6.       | —     |
| 04 | Fatal Error     | Kulcs (Balázs Mihály, Balázs Miklós, Rimóczi Zsolt, Rónai Dávid, Kornyik Botond, Joós Bence / Rimóczi Zsolt) | 8        | 6.       | —     |
| 05 | Pápai Joci      | Pápai Joci                                                                                                   | 26       | 1.       | 1.    |
| 05 | Pápai Joci      | Az én apám (Pápai Joci, Molnár Ferenc Caramel / Molnár Ferenc Caramel)                                       | 26       | 1.       | 1.    |
| 06 | Szekér Gergő    | Szekér Gergő                                                                                                 | 12       | 5.       | —     |
| 06 | Szekér Gergő    | Madár, repülj! (Szekér Gergő)                                                                                | 12       | 5.       | —     |
| 07 | Acoustic Planet | Acoustic Planet                                                                                              | 22       | 2.       | 2–4.  |
| 07 | Acoustic Planet | Nyári zápor (Kölcsey Szabolcs)                                                                               | 22       | 2.       | 2–4.  |
| 08 | Vavra Bence     | Vavra Bence                                                                                                  | 20       | 3.       | 2–4.  |
| 08 | Vavra Bence     | Szótlanság (Csöndör László Diaz, Kozma Kata, Vavra Bence / Fodor Máté, Csöndör László Diaz)                  | 20       | 3.       | 2–4.  |

#### Ponttáblázat
| \| Dalok \| Zsűri szavazatok \| Zsűri szavazatok \| Zsűri szavazatok \| Zsűri szavazatok \| Zsűri szavazatok \| \| Dalok \| Σ \| Mező Misi \| Vincze Lilla \| Nagy Feró \| Both Miklós \| \| ----------------------------- \| ---------------- \| ---------------- \| ---------------- \| ---------------- \| ---------------- \| \| Roses (The Middletonz) \| 8 \| \| 4 \| \| 4 \| \| Hozzád bújnék (Oláh Gergő) \| 0 \| \| \| \| \| \| Holnap (Nagy Bogi) \| 16 \| \| 6 \| 10 \| \| \| Kulcs (Fatal Error) \| 8 \| \| \| 8 \| \| \| Az én apám (Pápai Joci) \| 26 \| 10 \| 10 \| \| 6 \| \| Madár, repülj! (Szekér Gergő) \| 12 \| 4 \| \| \| 8 \| \| Nyári zápor (Acoustic Planet) \| 22 \| 6 \| \| 6 \| 10 \| \| Szótlanság (Vavra Bence) \| 20 \| 8 \| 8 \| 4 \| \| |                  |                  |                  |                  |                  |
| Dalok | Zsűri szavazatok | Zsűri szavazatok | Zsűri szavazatok | Zsűri szavazatok | Zsűri szavazatok |
| Dalok | Σ                | Mező Misi        | Vincze Lilla     | Nagy Feró        | Both Miklós      |
| Roses (The Middletonz) | 8                |                  | 4                |                  | 4                |
| Hozzád bújnék (Oláh Gergő) | 0                |                  |                  |                  |                  |
| Holnap (Nagy Bogi) | 16               |                  | 6                | 10               |                  |
| Kulcs (Fatal Error) | 8                |                  |                  | 8                |                  |
| Az én apám (Pápai Joci) | 26               | 10               | 10               |                  | 6                |
| Madár, repülj! (Szekér Gergő) | 12               | 4                |                  |                  | 8                |
| Nyári zápor (Acoustic Planet) | 22               | 6                |                  | 6                | 10               |
| Szótlanság (Vavra Bence) | 20               | 8                | 8                | 4                |                  |

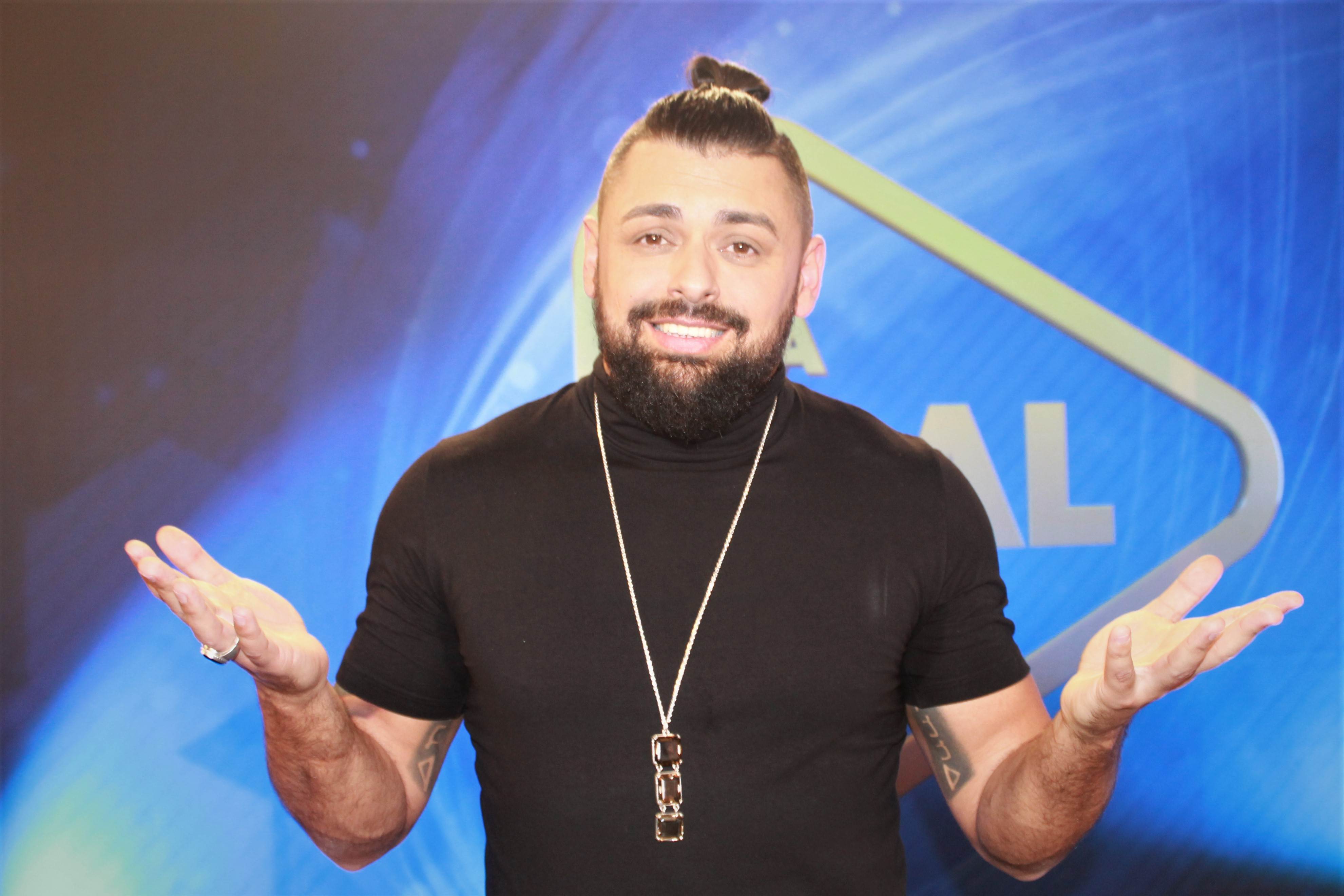
Pápai Joci, A Dal 2019 győztese a műsor döntője után

A nézői szavazás alapján A Dalt Pápai Joci nyerte.

## A2019-es Eurovíziós Dalfesztiválon

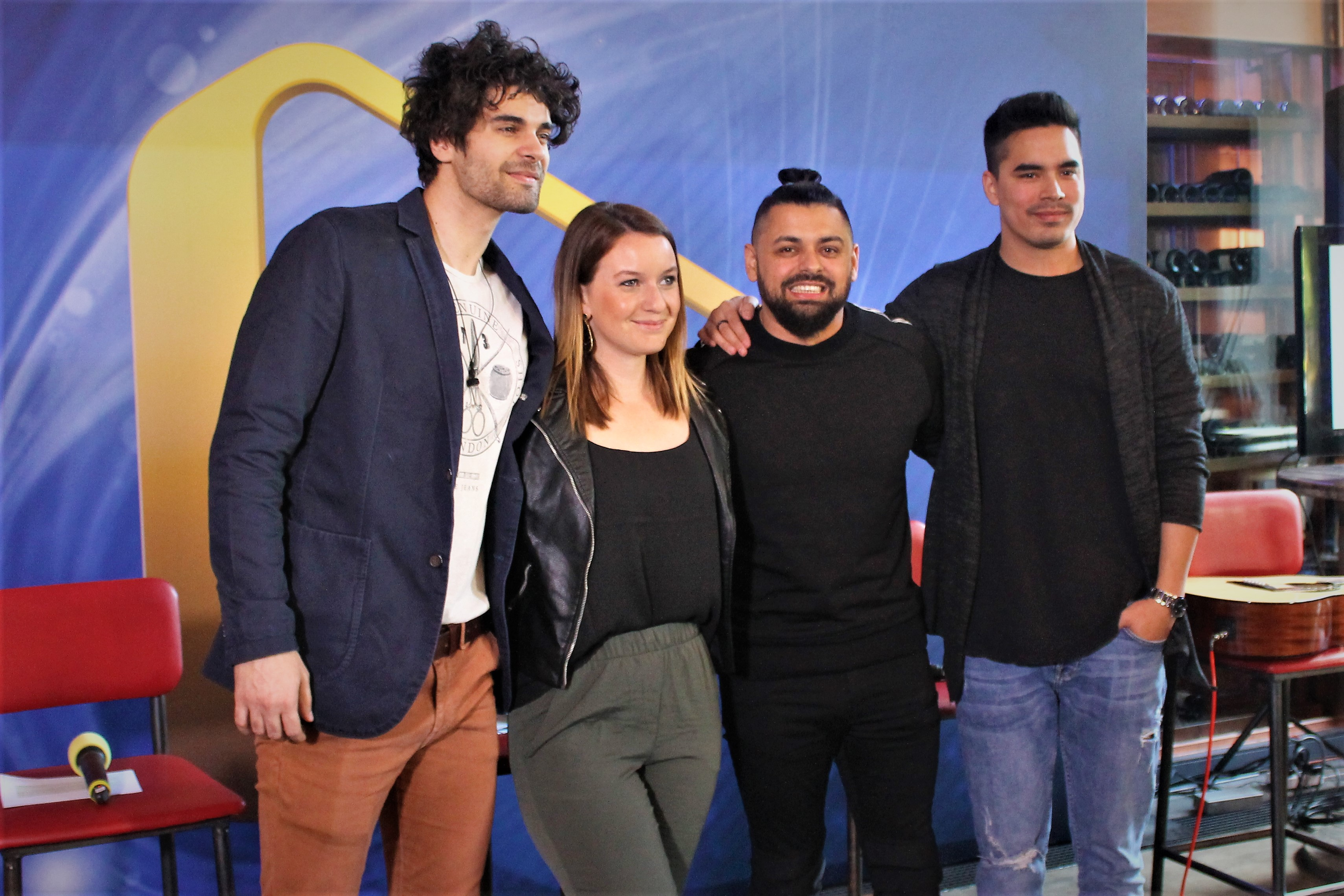
Fehérvári Gábor Alfréd és Rátonyi Krisztina, az Eurovíziós Dalfesztivál magyarországi kommentátorai; Pápai József, a 2019-es Eurovíziós Dalfesztivál magyarországi résztvevője és Feng Ya Ou Ferenc, Joci egyik vokalistája.

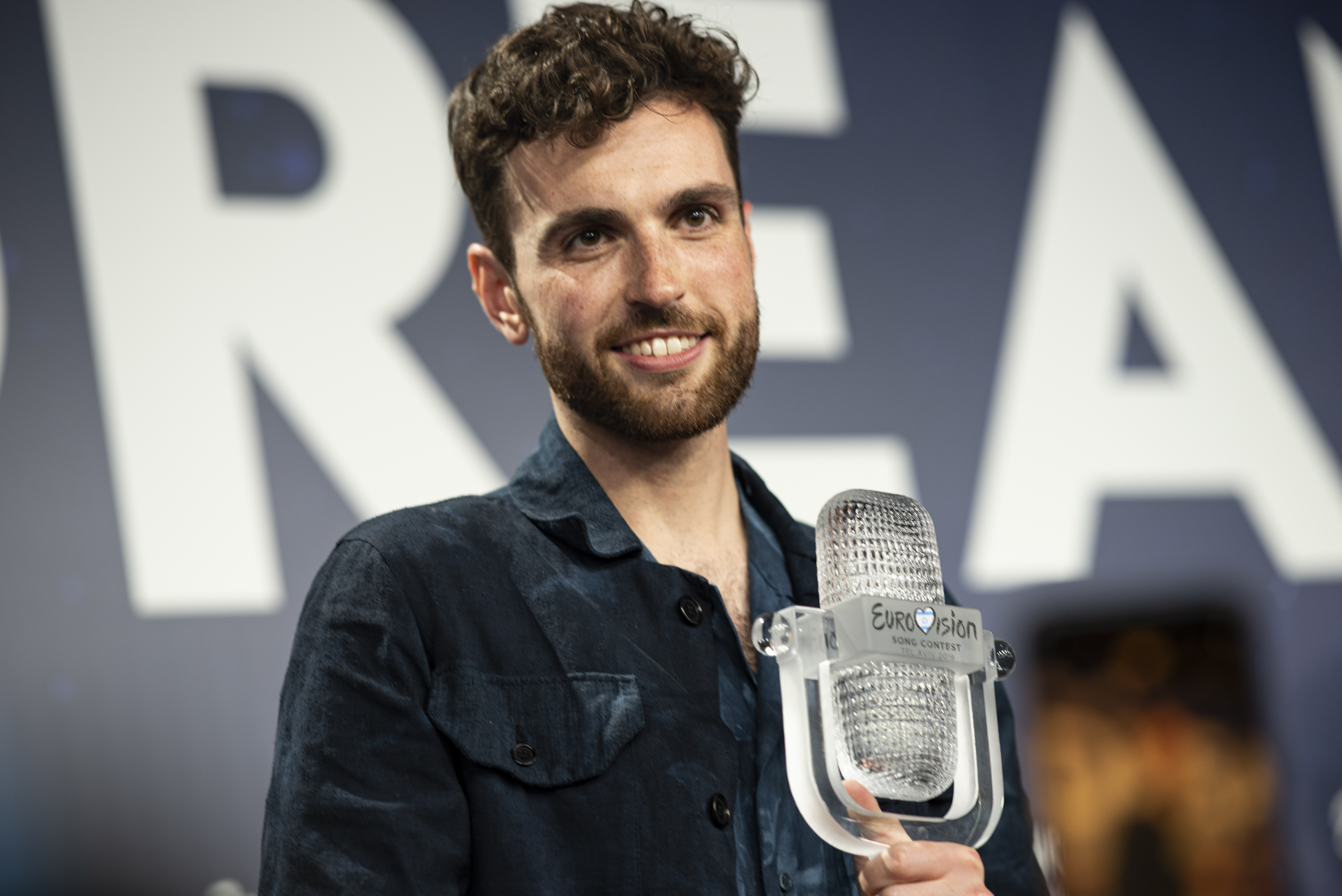
Duncan Laurence, a 2019-es Eurovíziós Dalfesztivál holland győztese a döntőt követő sajtótájékoztatón

A 2019-es Eurovíziós Dalfesztivál volt a hatvannegyedik Eurovíziós Dalfesztivál. Izraelben rendezték meg, mivel a 2018-as Eurovíziós Dalfesztivált az izraeli Netta Toy című dala nyerte. Ez a harmadik alkalom, hogy a dalfesztivált Izraelben rendezik meg, viszont az első, hogy azon belül Tel-Avivban.
Az Eurovíziós Dalfesztivál szabályai szerint minden résztvevő országnak az elődöntőkben kell megmérettetnie magát, kivéve a házigazda országot (Izrael) és az Öt Nagy országot (az Egyesült Királyság, Franciaország, Németország, Olaszország és Spanyolország), akik alanyi jogon a döntő résztvevői. Az Európai Műsorsugárzók Uniója (EBU) az eredetileg harminchat elődöntős országot (Ukrajnával együtt) hat kalapba osztotta földrajzi elhelyezkedésük és szavazási szokásaik alapján, a 2008-ban bevezetett módon. Január 28-án tartották a sorsolást tel-avivi Művészeti Múzeumban, ahol a kalapok egyik fele az első elődöntőbe, a másik a második elődöntőbe került. Ennek célja a szavazás igazságosabbá tétele. A sorsolás során azt is eldöntötték, hogy az egyes országok az adott elődöntő első vagy második felében fognak fellépni, valamint azt, hogy az automatikusan döntős Öt Nagy és a rendező ország melyik elődöntőben fog szavazni. Így a delegációk előre tudják, mikor kell megérkezniük a próbákra. Magyarország az első elődöntőnek az első felébe került, ami azt jelenti, hogy először 2019. május 14-én állt színpadra a magyar előadó. Magyarország mellett ebben az elődöntőben lépett még fel Ausztrália, Belgium, Ciprus, Csehország, Észtország, Fehéroroszország, Finnország, Görögország, Grúzia, Izland, Lengyelország, Montenegró, Portugália, San Marino, Szerbia és Szlovénia előadója is. Pápai Joci hetedikként lépett a színpadra, a cseh Lake Malawi után és a belarusz ZENA előtt.
Pápai Joci az Eurovíziós Dalfesztivál első elődöntőjében 97 ponttal a tizenkettedik helyet érte el, így nyolc év után először nem jutott Magyarország a verseny döntőjébe. A nemzetközi dalfesztivál győztese a Hollandiát képviselő Duncan Laurence lett, aki 498 pontot összegyűjtve nyerte meg a döntőt. Az Arcade című dal a szakmai zsűrinél a harmadik helyen, míg a közönségnél a második helyen végzett.
A dalfesztivál mindkét elődöntőjét és a döntőjét is élőben közvetítette Magyarországon a Duna nemzeti főadó. A két elődöntőt és a döntőt megelőzően Forró Bence műsorvezetésével a Hangolódjunk az Eurovízióra! című műsor jelentkezett élőben, ahol a nézők kulisszatitkokat, érdekességeket tudhattak meg a versenyről. A dalfesztivál magyarországi kommentátorai Rátonyi Kriszta és Fehérvári Gábor Alfréd lettek, míg a szakmai zsűri pontjait a döntőben Forró Bence ismertette.
Az Eurovíziós Dalfesztivál magyarországi szakmai zsűrijének tagjai lettek:
- Borcsik Attila Izil, DJ, a Petőfi Rádió zenei vezetője
- Iván Alexandra, énekesnő, dalszerző, szövegíró, a Ruby Harlem frontembere
- Lola, énekesnő, az M2 Petőfi műsorvezetője
- Patkó Béla Kiki, az Emelet énekese, a Petőfi Rádió műsorvezetője
- Szepesi Mátyás, a Konyha együttes énekese, A Dal 2019 legjobb dalszövege díj győztese.

Iván Alexandra helyett a zsűri ötödik tagja Magyarország indulója a 2011-es Eurovíziós Dalfesztiválon, Wolf Kati lett volna, aki nem vállalhatta el a felkérést, mivel a dalfesztivált megelőző időszakban egy görög eurovíziós szaklapnak már értékelte a verseny dalait.
A magyarországi szakmai zsűri a 12 pontot a cseh Lake Malawi együttes Friend of a Friend című dalának, a nézők pedig az izlandi Hatari együttes Hatrið mun sigra című dalának adták.

## A Dal 2019 különdíjai

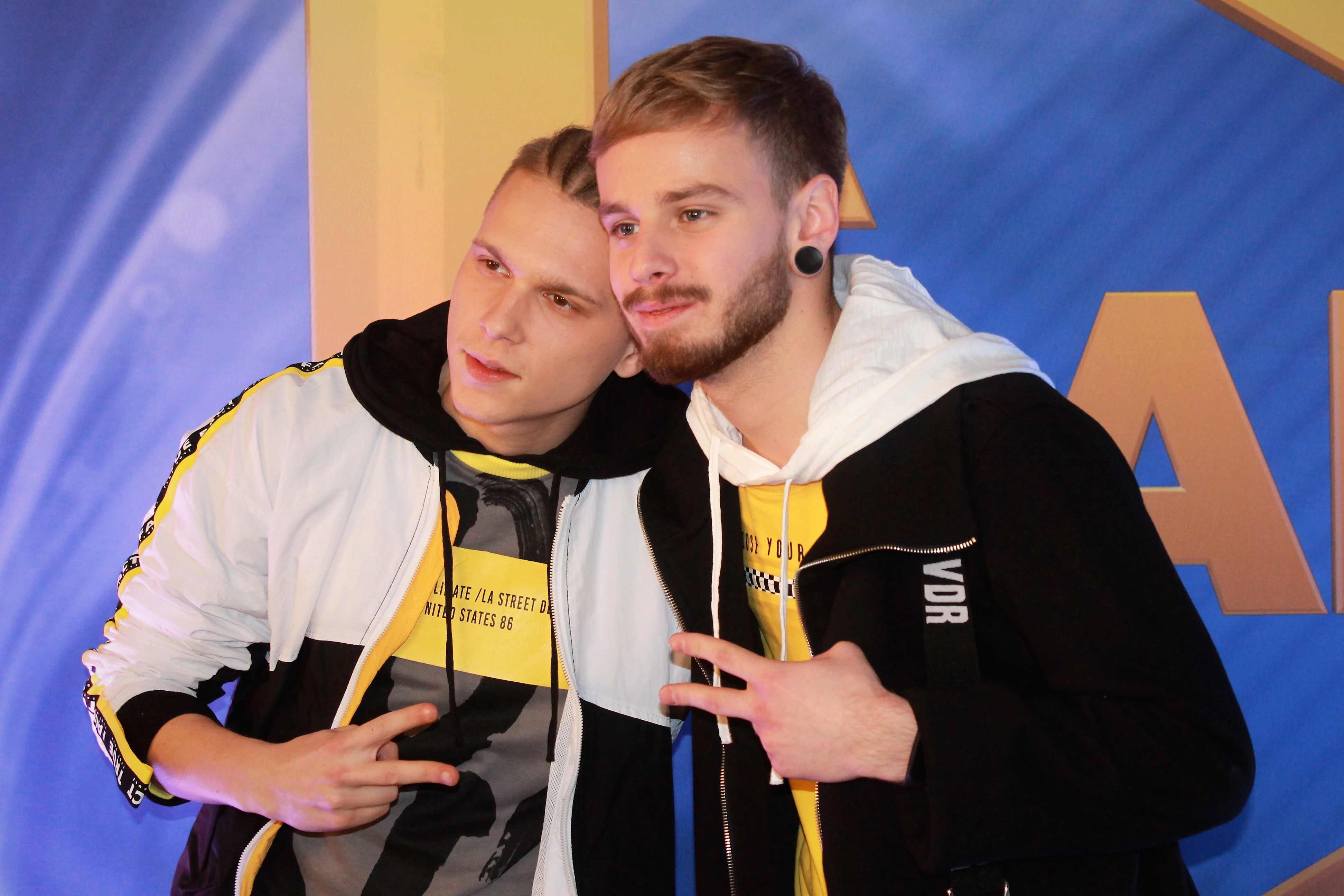
A USNK, az Akusztik dalverseny győztese

Negyedik éve ítéli oda a szakmai zsűri A Dal felfedezettje, illetve A legjobb dalszöveg díját.
- A Dal 2019 felfedezettje: Acoustic Planet
- A Dal 2019 legjobb dalszövege: Százszor visszajátszott, szerző: Szepesi Mátyás
- A legjobb akusztikus változat: Posztolj!, szerzők: Somogyvári Dániel és Márta Alex, előadó: a USNK

## Visszatérő előadók
Az egyes fordulók neveinek megváltozása miatt a 2013 és 2016 között életben lévő elődöntő–középdöntő–döntő rendszer elnevezése a táblázatban a 2017-ben bevezetett válogató–elődöntő–döntő formátumban olvasható.
| Előadó                                              | Előző év(ek) | Előző dal(ok)                                 | Előző legjobb eredmény(ek)   |
| --------------------------------------------------- | ------------ | --------------------------------------------- | ---------------------------- |
| Antal Tímea (Demko Gergővel közösen)                | 2015         | Woke Up This Way                              | Első elődöntő (5. hely)      |
| Berkes Olivér                                       | 2016         | Seven Seas (Tóth Andival)                     | Döntő (=6. hely)             |
| Berkes Olivér                                       | 2017         | #háttérzaj (Zävodival)                        | Döntő (2. hely)              |
| Kállay-Saunders András (a The Middletonz tagjaként) | 2012         | I Love You                                    | Első elődöntő (5. hely)      |
| Kállay-Saunders András (a The Middletonz tagjaként) | 2013         | My Baby                                       | Döntő (2. hely)              |
| Kállay-Saunders András (a The Middletonz tagjaként) | 2014         | Running                                       | Döntő (1. hely)              |
| Kállay-Saunders András (a The Middletonz tagjaként) | 2016         | Who We Are (a Kállay Saunders Band tagjaként) | Döntő (3. hely)              |
| Kállay-Saunders András (a The Middletonz tagjaként) | 2017         | Seventeen (a Kállay Saunders Band tagjaként)  | Döntő (=7. hely)             |
| Köteles Leander (a Leander Kills tagjaként)         | 2015         | Lőjetek fel (a Leander Rising tagjaként)      | Második válogató (7. hely)   |
| Kyra                                                | 2017         | Got to Be a Day (Fedor Kyraként)              | Harmadik válogató (10. hely) |
| Leander Kills                                       | 2017         | Élet                                          | Döntő (6. hely)              |
| Leander Kills                                       | 2018         | Nem szól harang                               | Döntő (5. hely)              |
| Oláh Gergő                                          | 2015         | A tükör előtt                                 | Második elődöntő (6. hely)   |
| Oláh Gergő                                          | 2016         | Győz a jó                                     | Döntő (2. hely)              |
| Oláh Gergő                                          | 2017         | Nyitva a ház (a Roma Soul tagjaként)          | Második elődöntő (=5. hely)  |
| Orsovai Renáta (DENIZ-zel közösen)                  | 2018         | Mese a királyról (a Nene zenekar tagjaként)   | Második válogató (7. hely)   |
| Pápai Joci                                          | 2017         | Origo                                         | Döntő (1. hely)              |
| Petruska                                            | 2016         | Trouble in My Mind                            | Döntő (4. hely)              |
| Szabó Ádám (A yesyes tagjaként)                     | 2013         | Hadd legyen más                               | Második válogató (9. hely)   |
| Szabó Ádám (A yesyes tagjaként)                     | 2015         | Give Me Your Love                             | Döntő (2. hely)              |
| Szabó Ádám (A yesyes tagjaként)                     | 2017         | Together                                      | Második elődöntő (=7. hely)  |
| Vavra Bence                                         | 2016         | Free to Fly (a ByTheWay tagjaként)            | Második elődöntő (9. hely)   |
| Vavra Bence                                         | 2018         | Satellites (Ceasefire X-ként)                 | Második elődöntő (5. hely)   |
| yesyes                                              | 2018         | I Let You Run Away                            | Döntő (2. hely)              |

Fedor Kyra számos alkalommal volt már jelen A Dalban korábban, mint háttérénekes, azonban kiemelendő mind közül, hogy a 2014-es Eurovíziós Dalfesztiválon Kállay-Saunders András produkciójában működött közre Cselovszky Rozinával közösen. Deniz A Dal 2016 második válogatójában volt vendégfellépő, az Ocho Machóval közösen a Tecciket adták elő. A Dal 2017 zsűrijének a tagja, Caramel 2012-ben vett részt a műsorban Vertigo – Vízió című dalával, ahol a döntőben bejutott a legjobb négy előadó közé, ezúttal viszont Nagy Bogi és Pápai Joci szerzőjeként vett részt a versenyben. ByeAlex 2013-ban nyerte meg a műsort, majd az Eurovíziós Dalfesztiválon képviselte Magyarországot Kedvesem (Zoohacker Remix) című dalával, mellyel a 10. helyet szerezte meg. Ezúttal a USNK Posztolj című dalának szerzőjeként vett részt a válogatóversenyben. Mező Misi, a műsor zsűritagja korábban 2016-ban a Második Műszak zenekarral együtt vendégprodukcióként adta elő az Emlékszem nyár volt című dalt, valamint a 2018-as döntőben is fellépett a Magna Cum Laudéval. Továbbá Vincze Lilla a 2018-as Eurovíziós Dalfesztiválon volt a nemzetközi zsűri egyik magyarországi tagja Bolyki Balázs, Karácsony James, Szabó Zé és Szandi mellett.

## Hivatalos album
A Dal 2019 – A legjobb 30 a 2019-es Eurovíziós Dalfesztivál magyarországi nemzeti döntős dalainak válogatáslemeze, melyet az MTVA jelentetett meg 2019. január 24-én. Az album tartalmazta mind a 30 műsorban részt vevő dalt, beleértve azokat is, akik nem jutottak tovább a válogatókból, illetve az elődöntőkből.

## Nézettség
Az egyes adások 19:30-kor kezdődtek, és 21:40-ig tartottak. Másnap hajnalban és délelőtt a Duna World tűzte műsorra az ismétléseket, mely csatorna párhuzamosan közvetítette élőben a teljes műsorfolyamot a nemzeti főadóval. Az egyes adásokat követően hat nappal később, péntek esténként 23:30-tól az M2 Petőfi is megismételte A Dalt. Az Eurovíziós Dalfesztivál kizárólag a Dunán volt látható.
A műsort a televíziós csatornákon túl az interneten is figyelemmel lehet követni élőben. A Dal 2019 hivatalos honlapja, adal.hu oldal minden adást közvetít.
Jelmagyarázat
     – A Dal 2019 legmagasabb nézettsége
     – A Dal 2019 legalacsonyabb nézettsége
| Adás                         | Sugárzás                         | Duna                 | Duna                 | Duna                 | Duna                | Duna                | Duna                | Forrás     |
| Adás                         | Sugárzás                         | Teljes lakosság (4+) | Teljes lakosság (4+) | Teljes lakosság (4+) | Célközönség (18–59) | Célközönség (18–59) | Célközönség (18–59) | Forrás     |
| Adás                         | Sugárzás                         | AMR                  | Arány (SHR%)         | Heti helyezés        | AMR                 | Arány (SHR%)        | Heti helyezés       | Forrás     |
| A Dal 2019                   | A Dal 2019                       | A Dal 2019           | A Dal 2019           | A Dal 2019           | A Dal 2019          | A Dal 2019          | A Dal 2019          | A Dal 2019 |
| ---------------------------- | -------------------------------- | -------------------- | -------------------- | -------------------- | ------------------- | ------------------- | ------------------- | ---------- |
| Első válogató                | 2019. január 19., szombat 19:30  | 270 786              | 5,9                  | 29.                  | 48 000              | 2,8                 |                     | [ 19 ]     |
| Második válogató             | 2019. január 26., szombat 19:30  | 312 710              | 7                    | 24.                  | 53 000              | 3,4                 |                     | [ 20 ]     |
| Harmadik válogató            | 2019. február 2., szombat 19:30  | 285 304              | 6,4                  | 26.                  | 55 000              | 3,5                 |                     | [ 21 ]     |
| Első elődöntő                | 2019. február 9., szombat 19:30  | 303 873              | 7                    | 21.                  | 53 000              | 3,5                 |                     | [ 22 ]     |
| Második elődöntő             | 2019. február 16., szombat 19:30 | 291 930              | 7,1                  | 22.                  | 57 000              | 3,9                 |                     | [ 23 ]     |
| Döntő                        | 2019. február 23., szombat 19:30 | 337 307              | 8                    | 19.                  | 55 000              | 3,7                 |                     | [ 24 ]     |
| Eurovíziós Dalfesztivál 2019 |                                  |                      |                      |                      |                     |                     |                     |            |
| Első elődöntő                | 2019. május 14., kedd 21:00      | 226 000              | 6,6                  |                      | 103 994             | 5,7                 | 29.                 | [ 25 ]     |
| Második elődöntő             | 2019. május 16., csütörtök 21:00 | 90 000               | 2,5                  |                      | 21 000              | 1,7                 |                     | [ 25 ]     |
| Döntő                        | 2019. május 18., szombat 21:00   | 145 000              | 5,8                  |                      | 42 000              | 4,1                 |                     | [ 25 ]     |

## Galéria

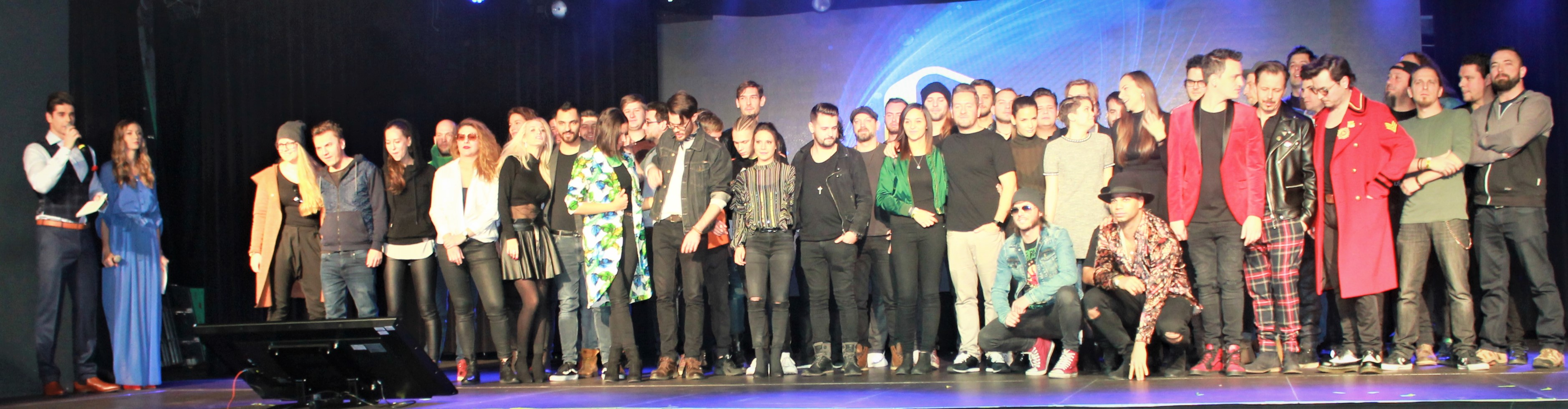
A Dal 2019 válogatóiba bejutott harminc előadó és zenekar, valamint a műsorvezetők

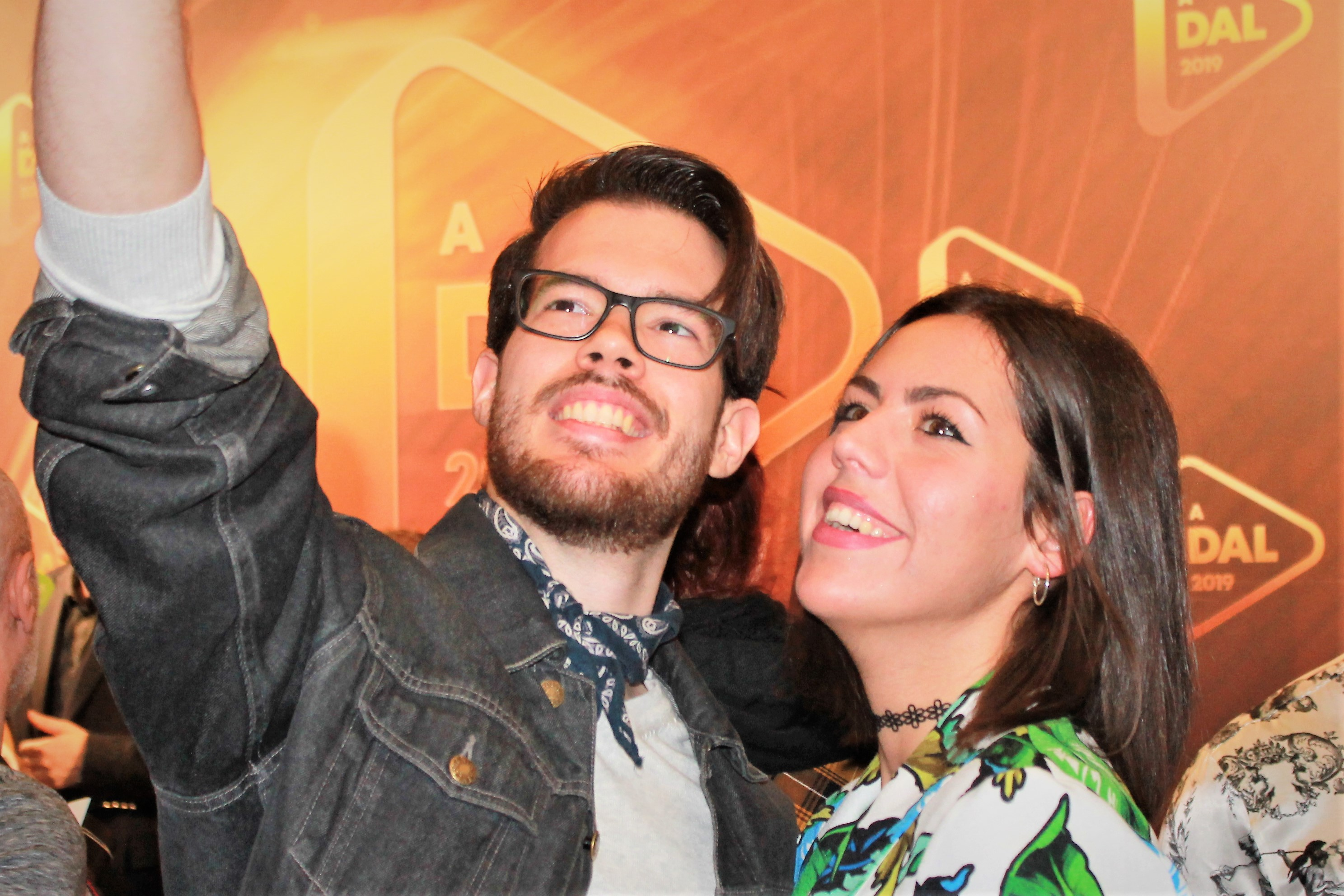
Acoustic Planet
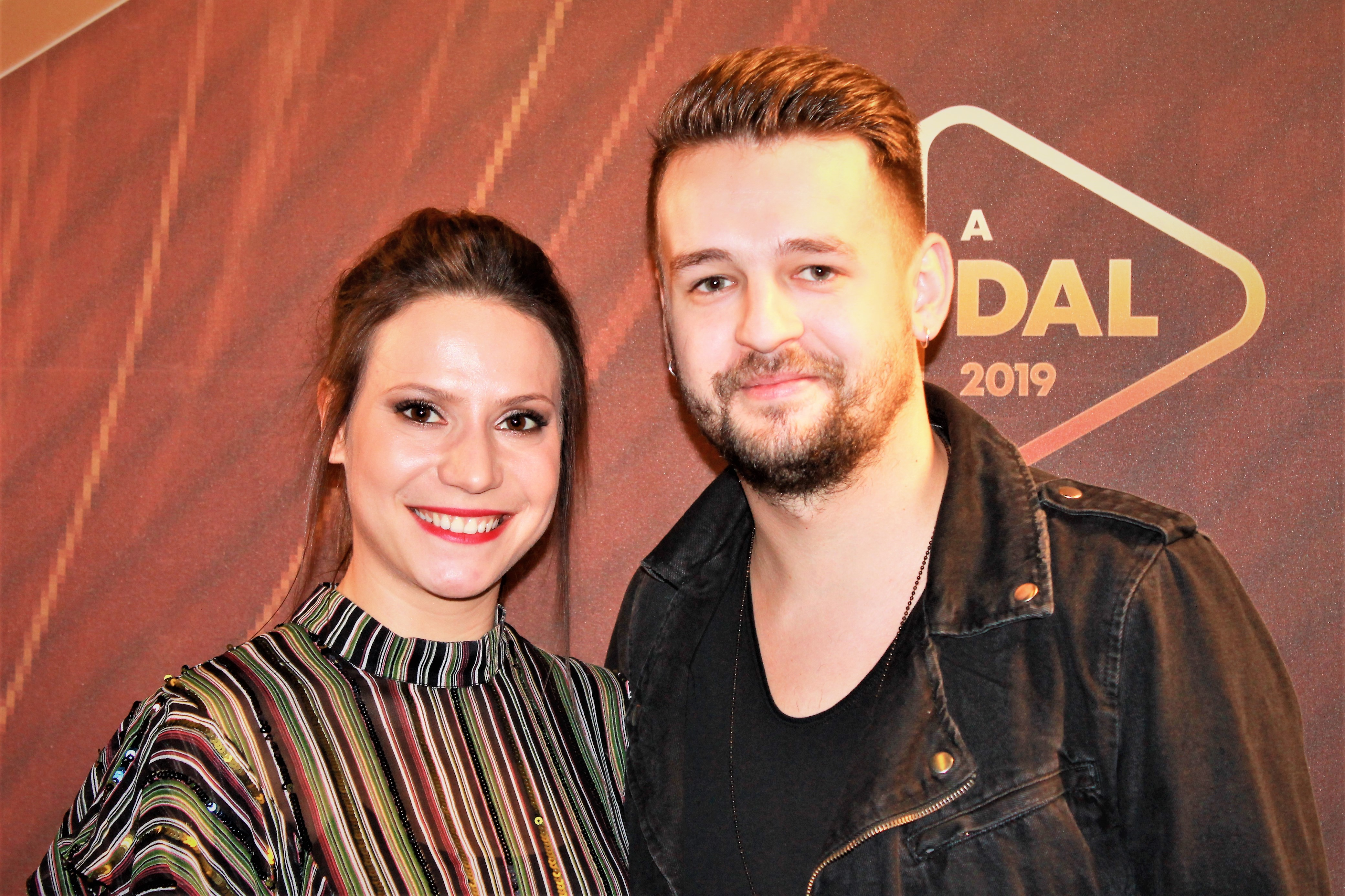
Antal Tímea feat. Demko Gergő
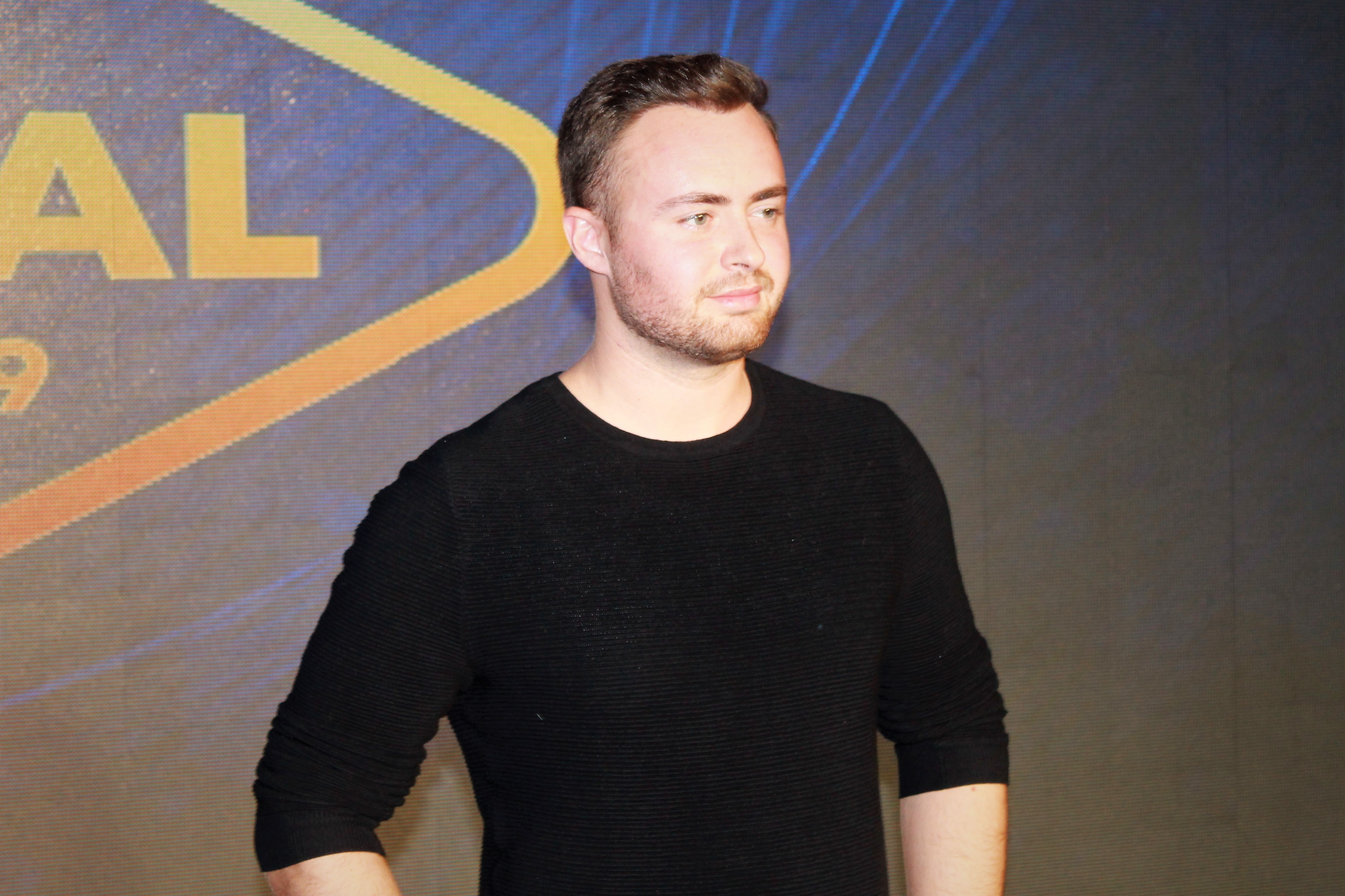
Berkes Olivér
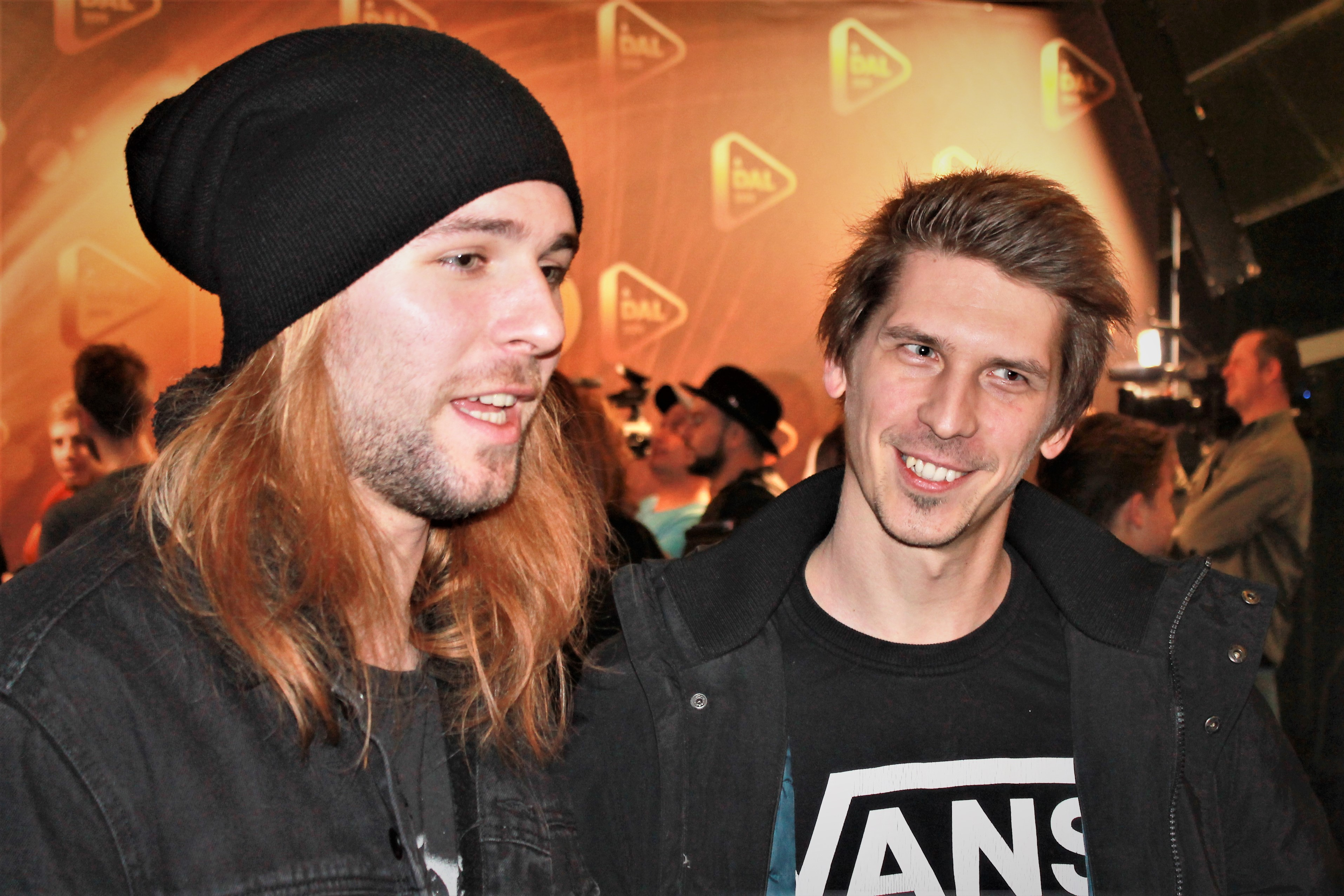
Fatal Error
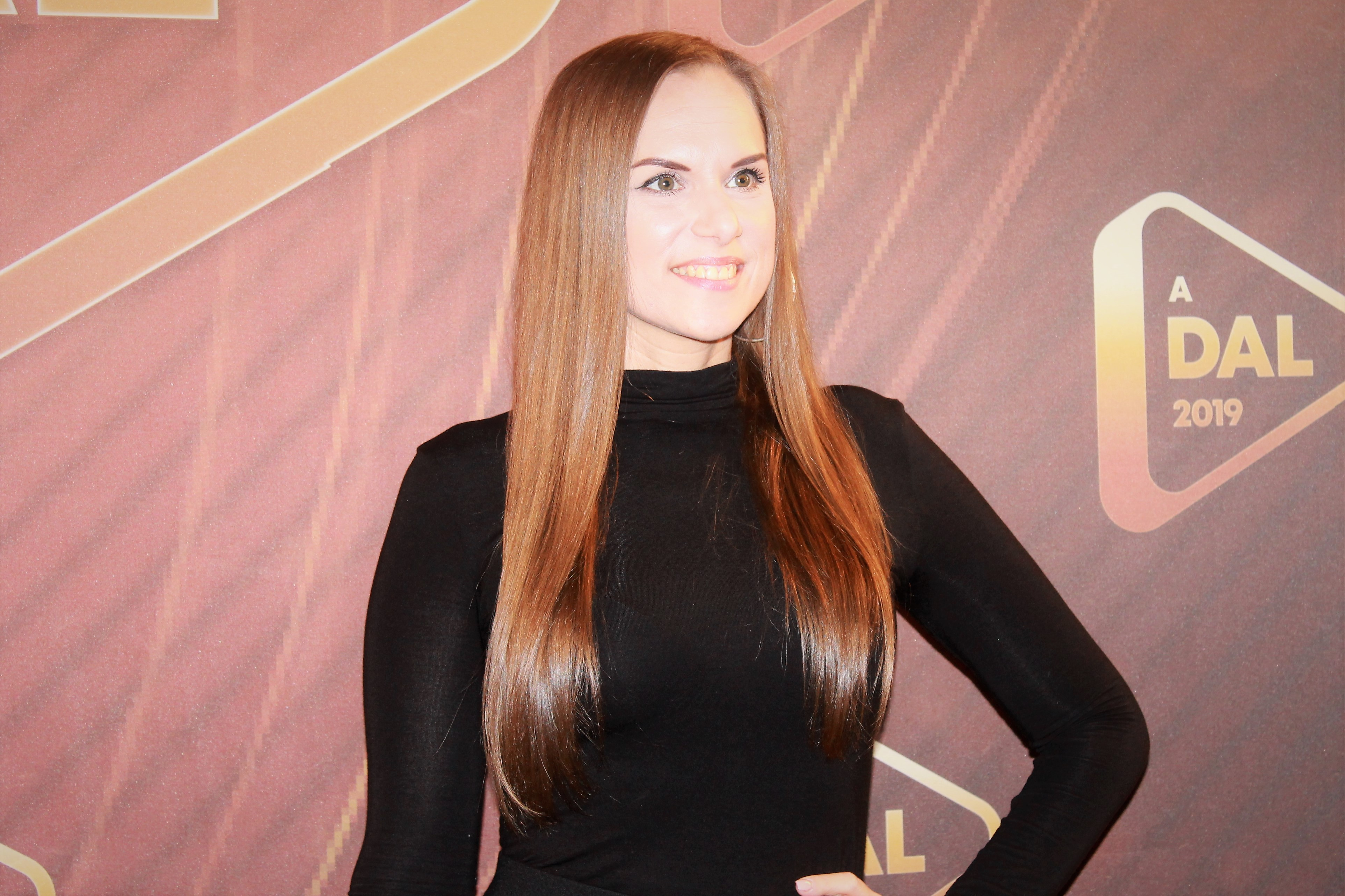
Hajdu Klára

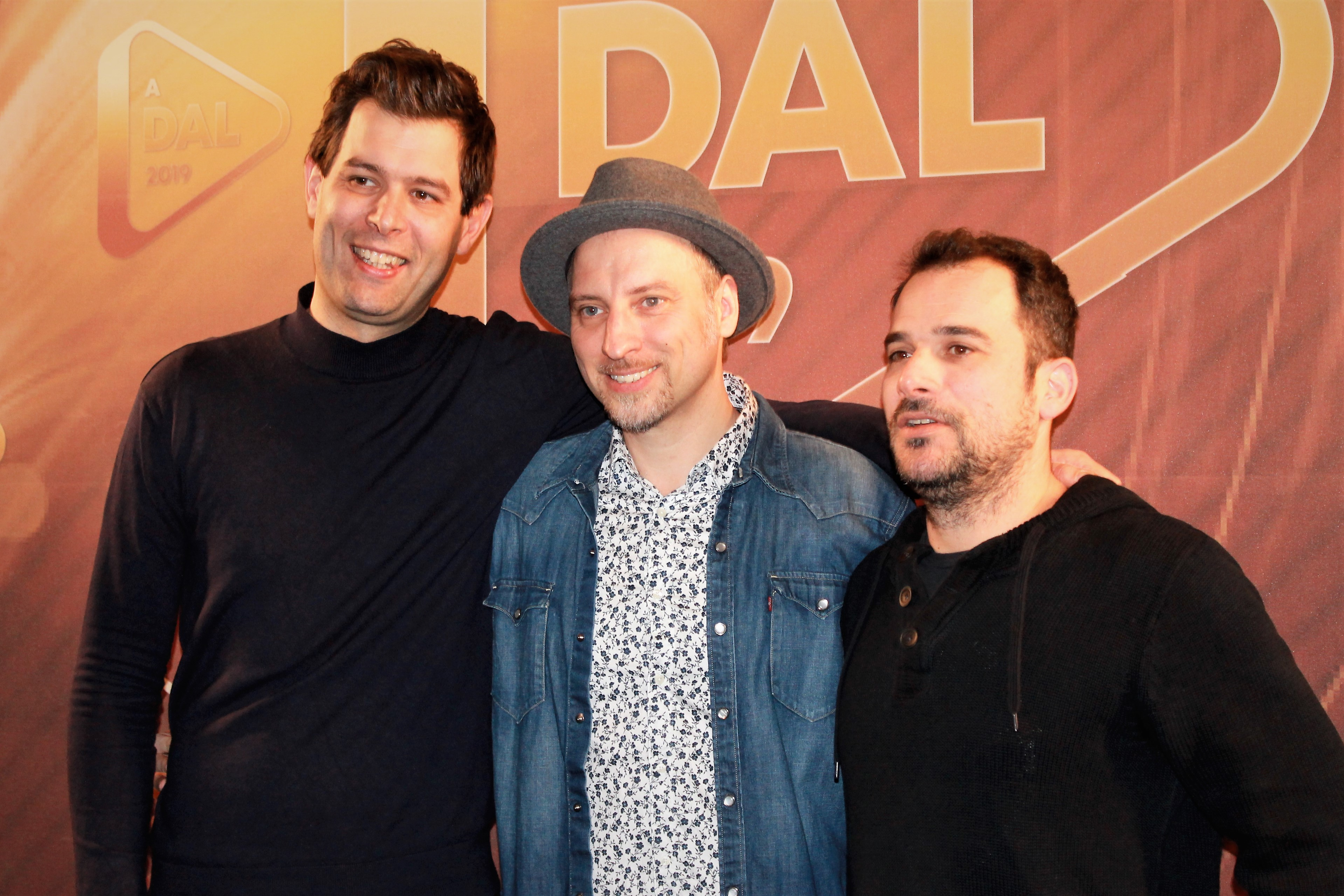
Konyha
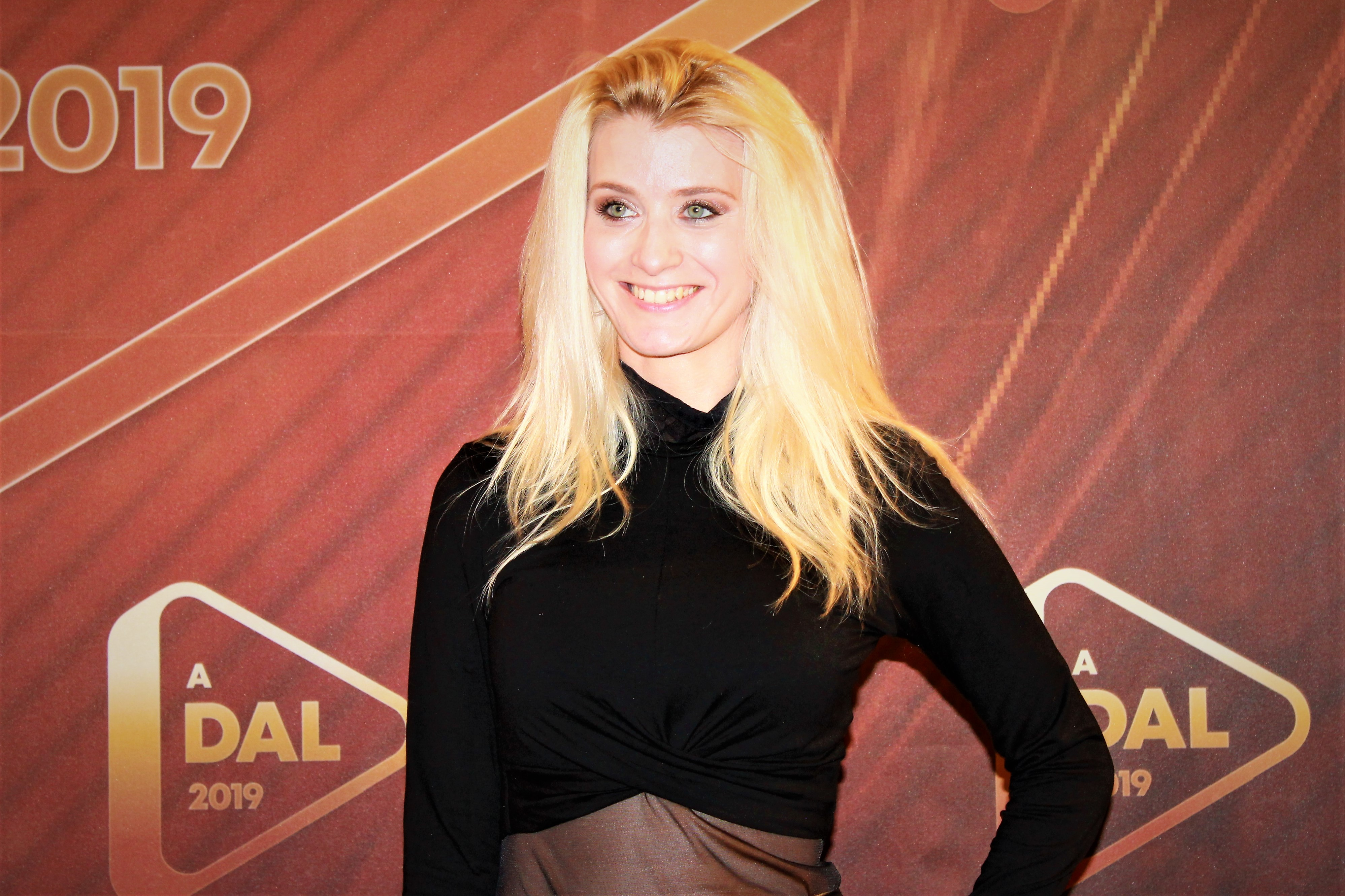
Kyra
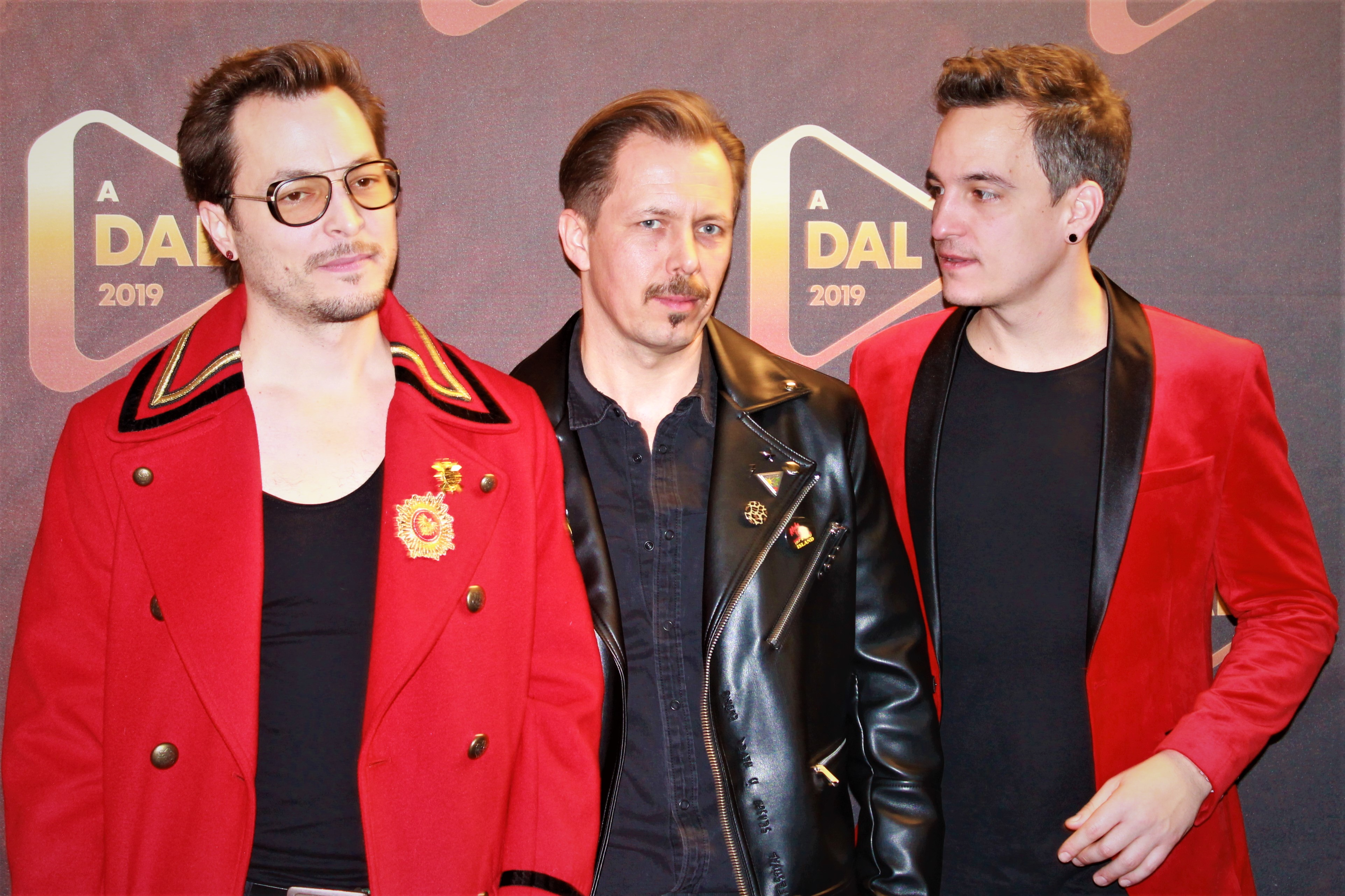
Mocsok 1 Kölykök
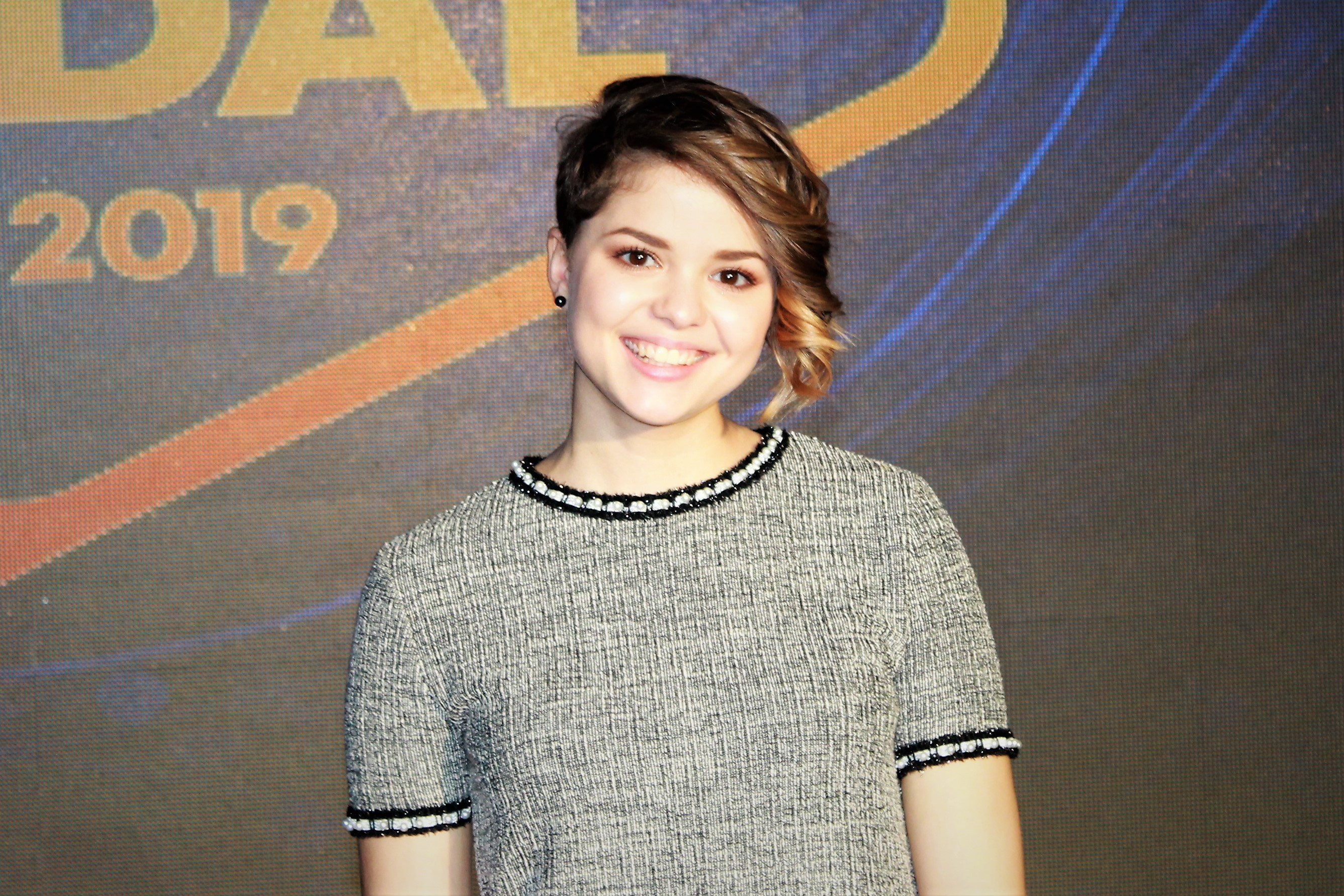
Nagy Bogi
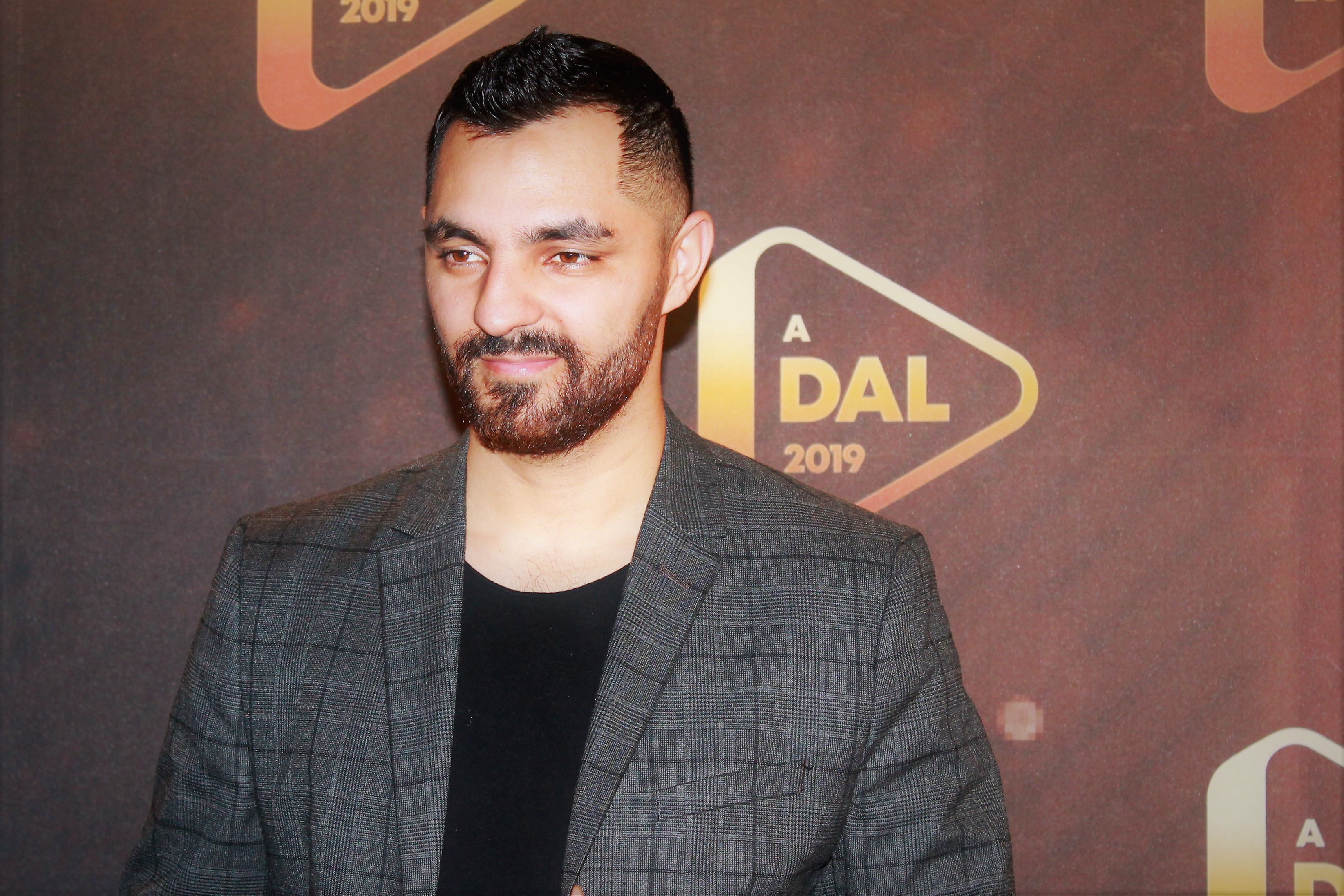
Oláh Gergő

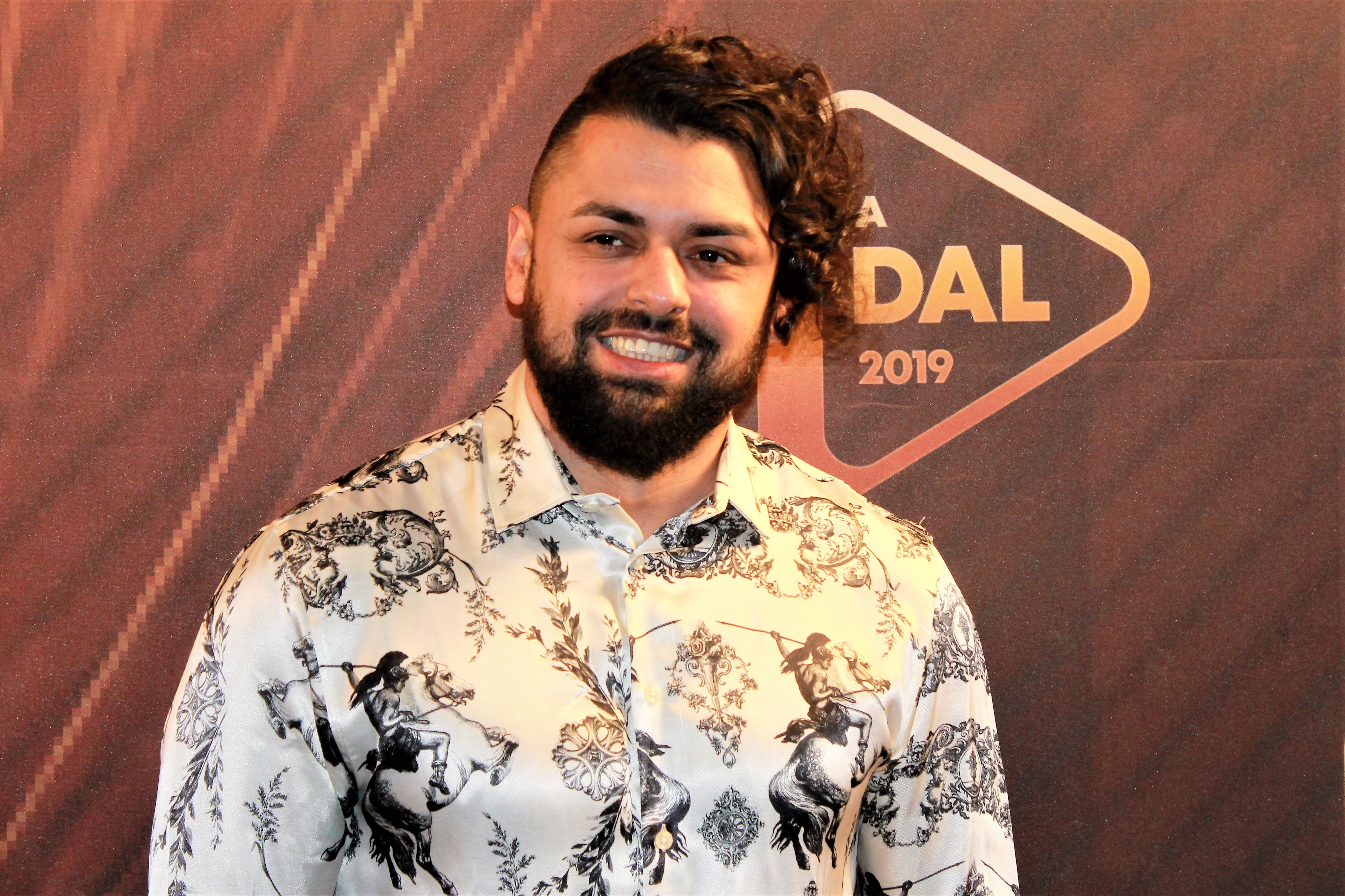
Pápai Joci
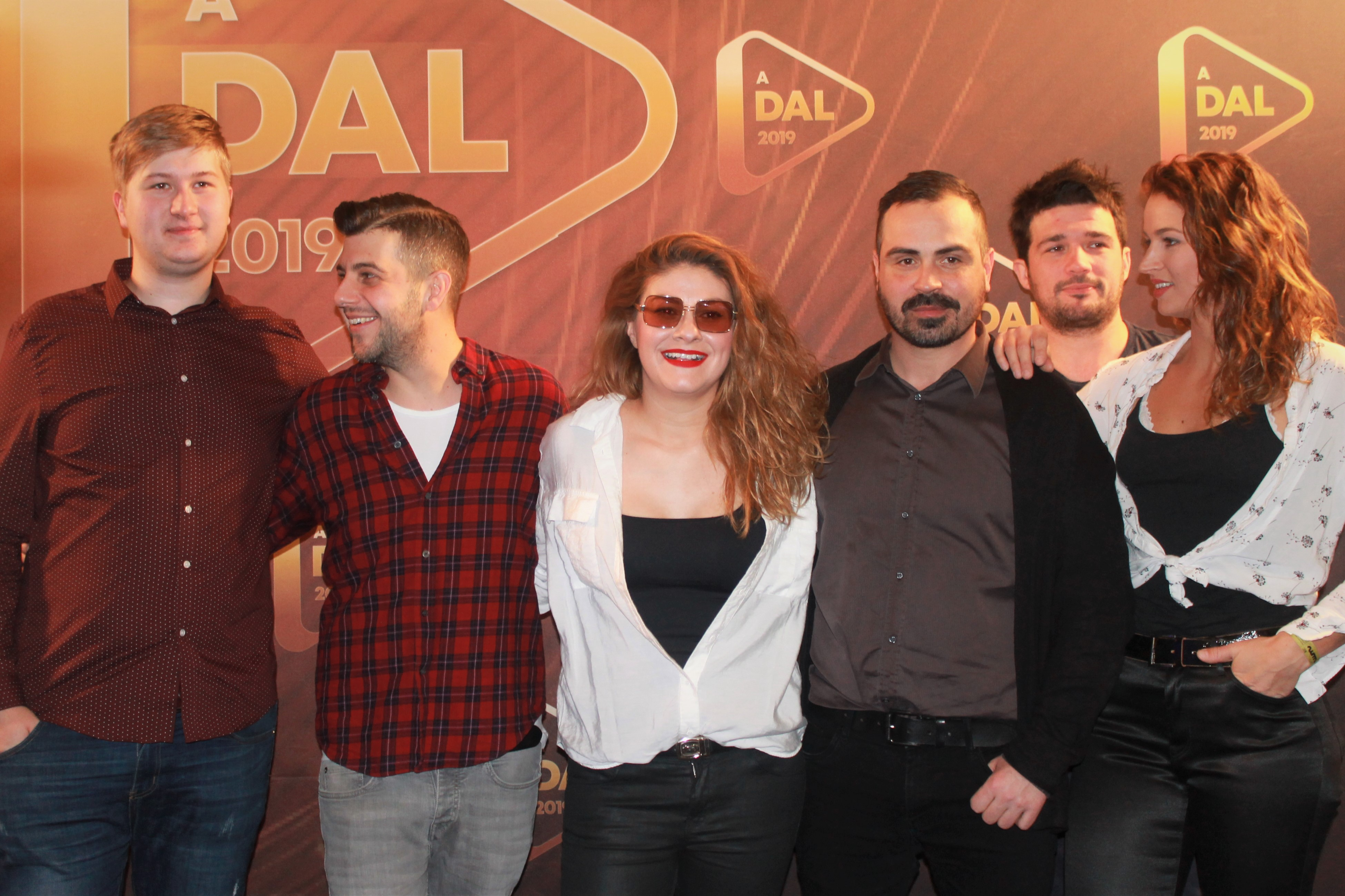
Ruby Harlem
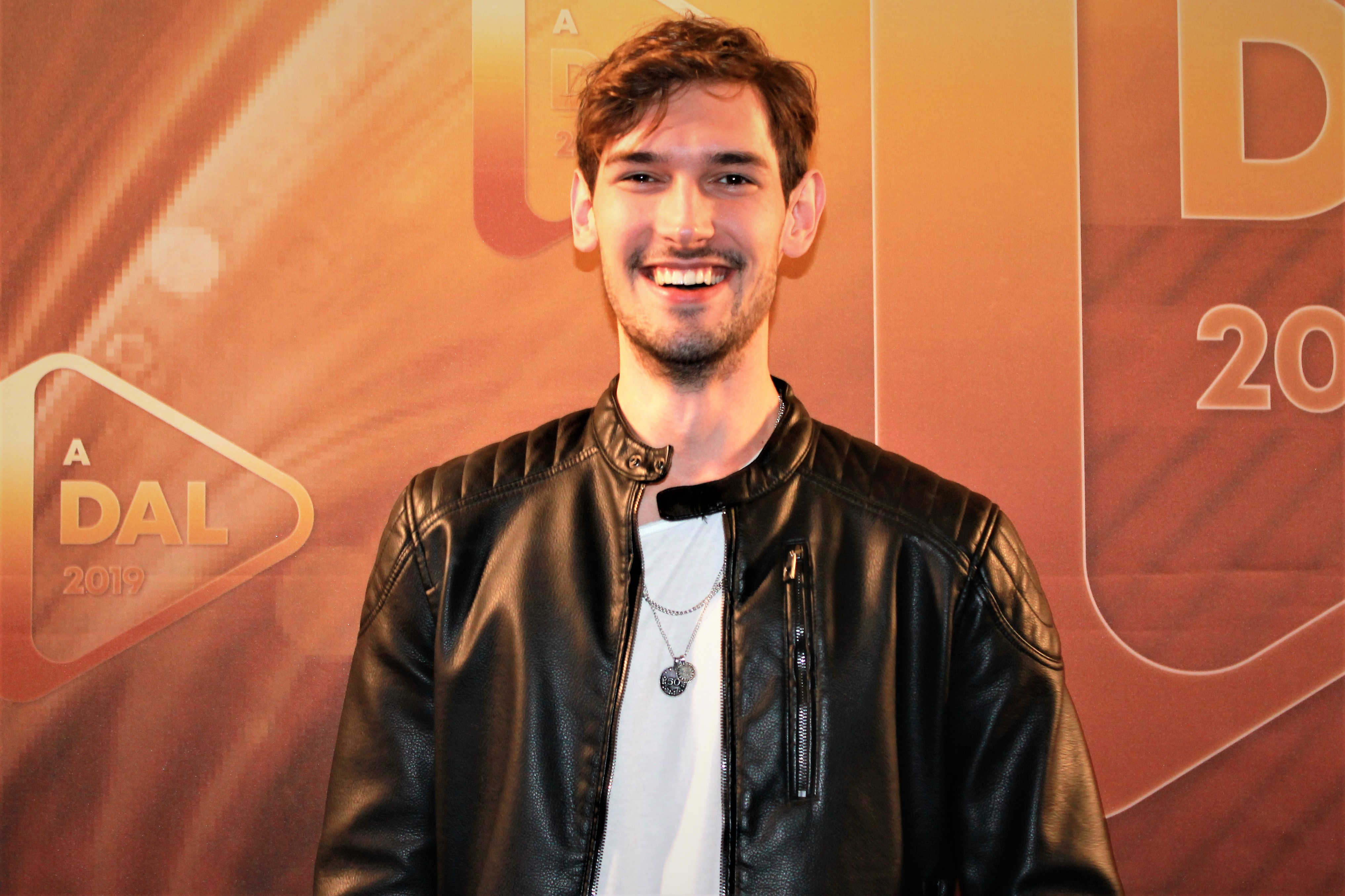
Szekér Gergő
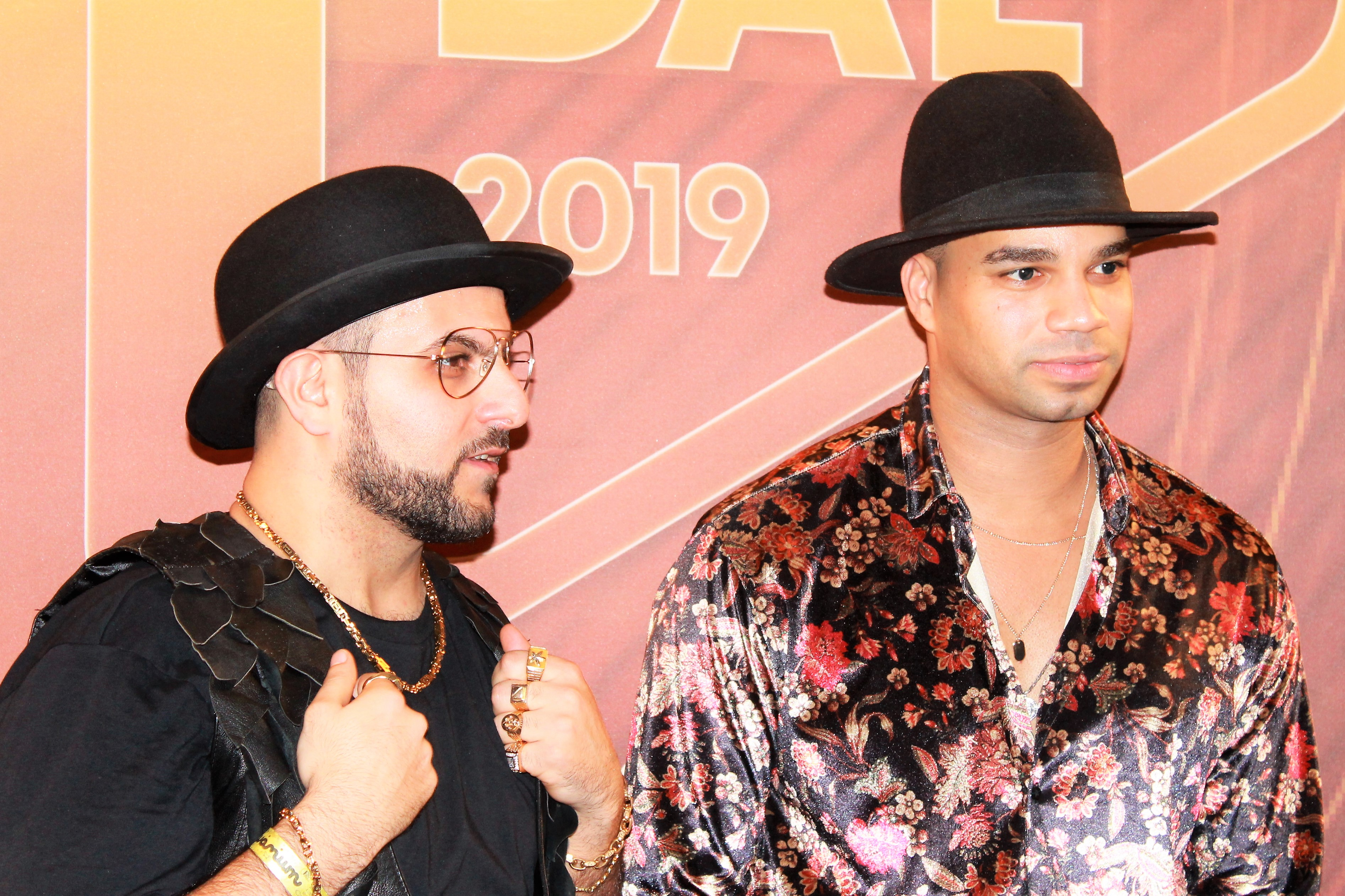
The Middletonz
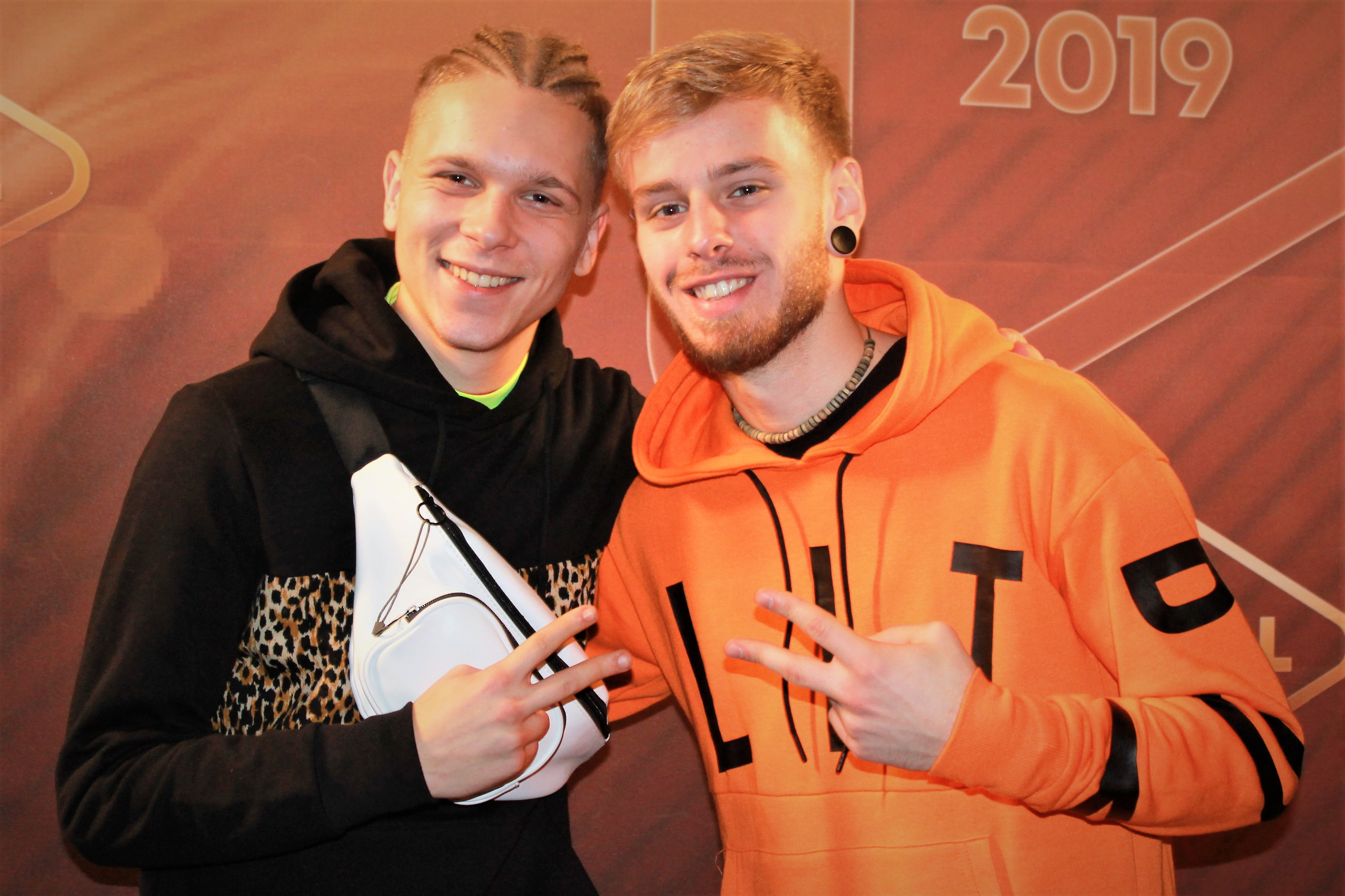
USNK

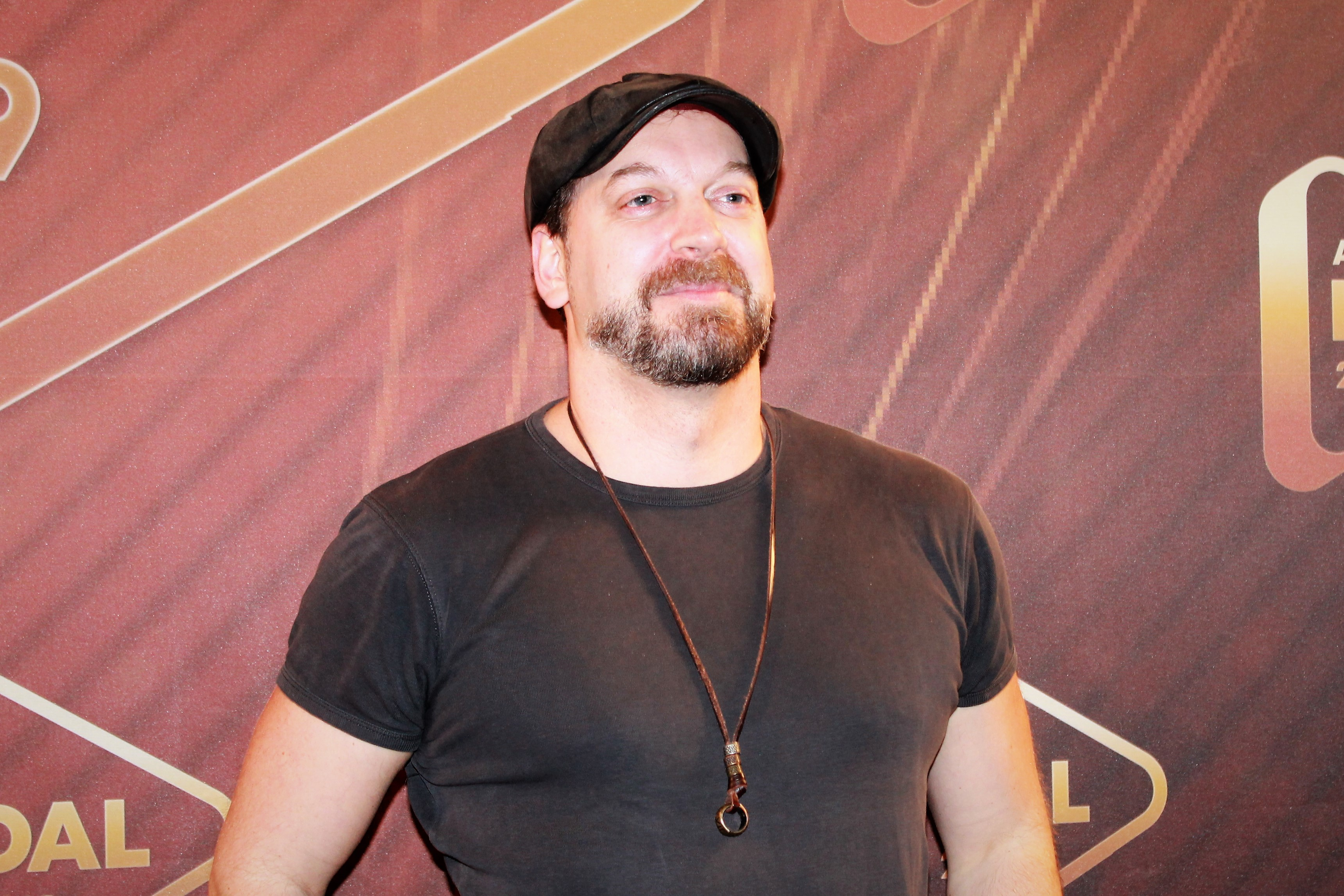
Váray László
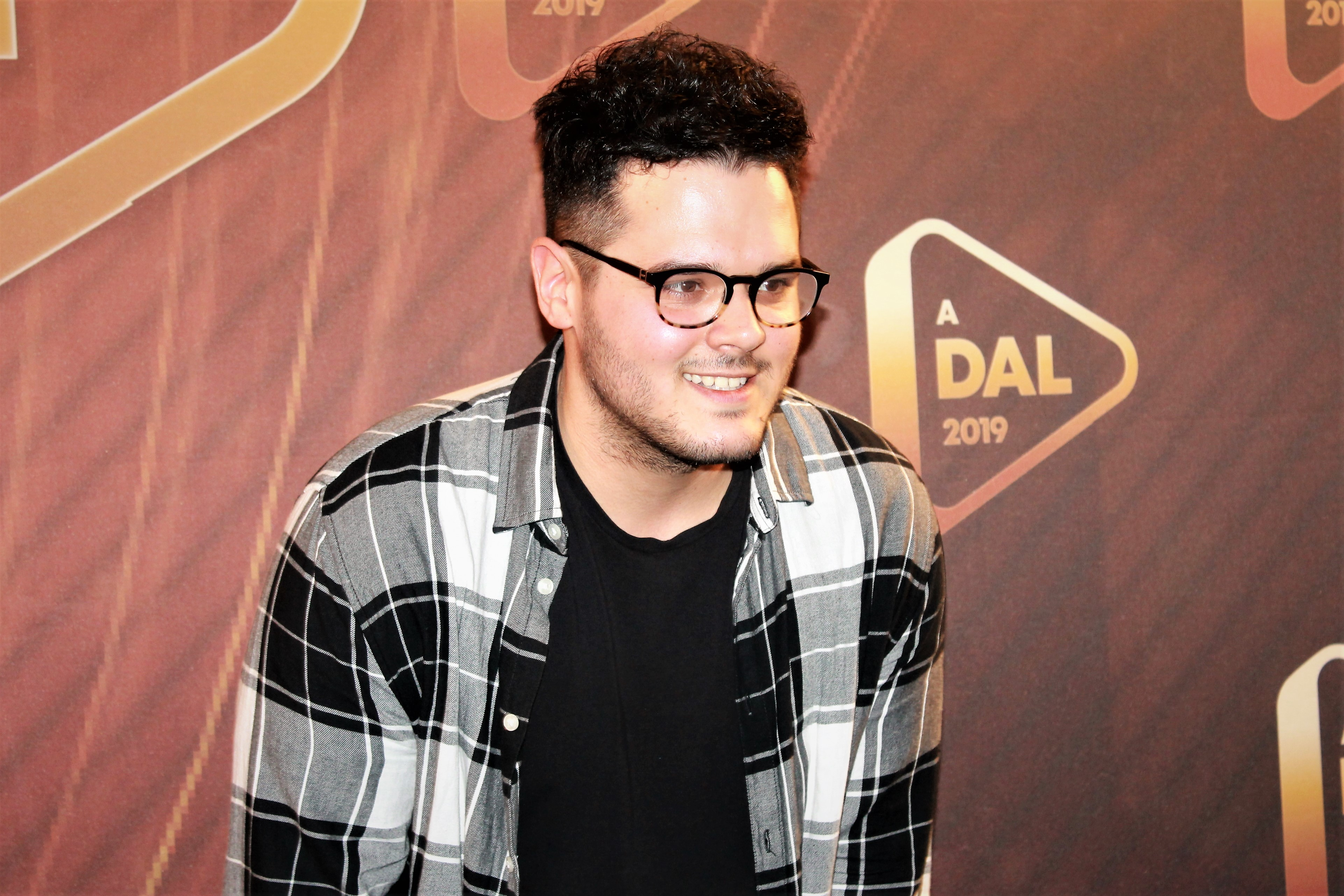
Vavra Bence
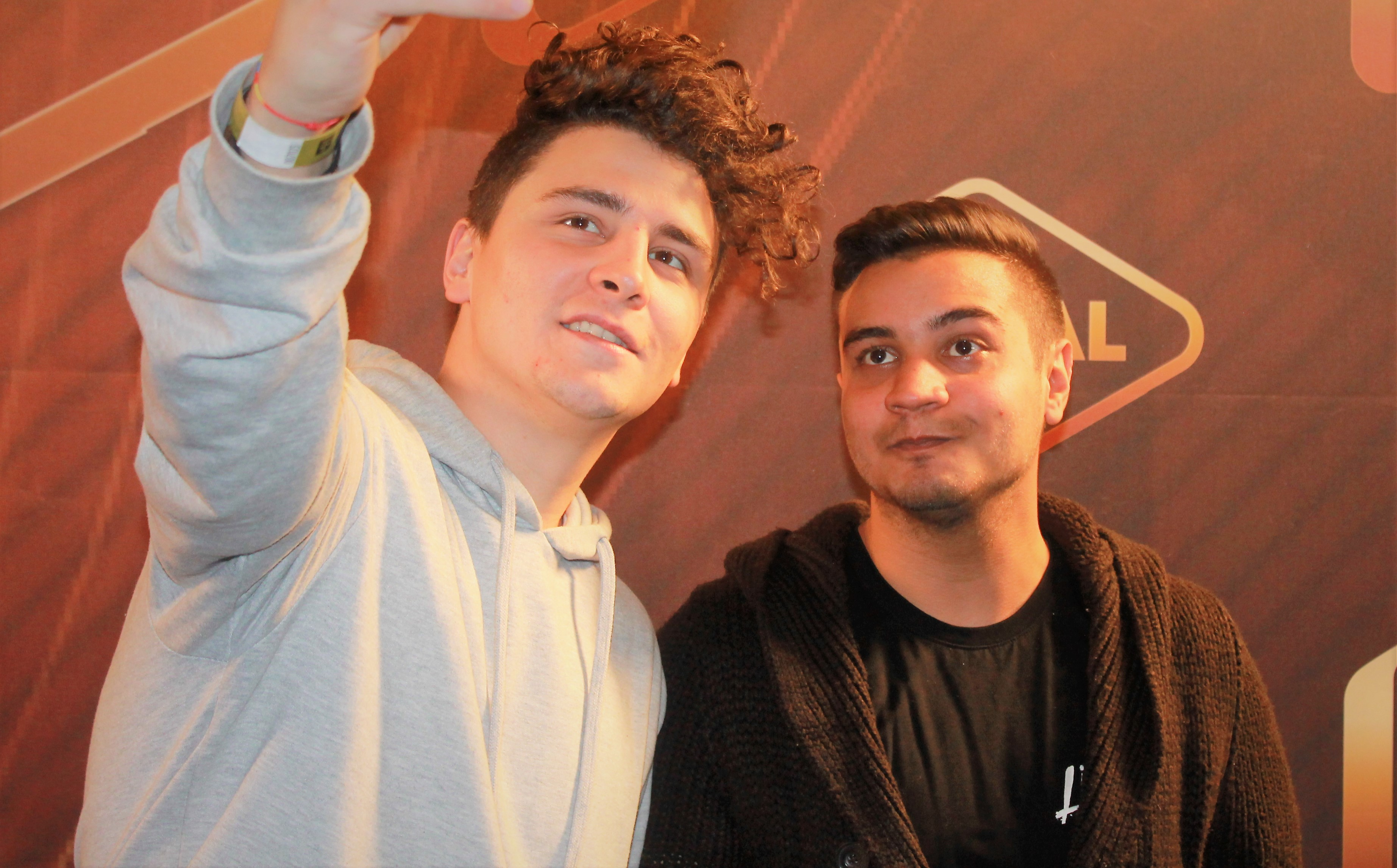
yesyes (Katona Tamás és Danka Dávid 'Walston')
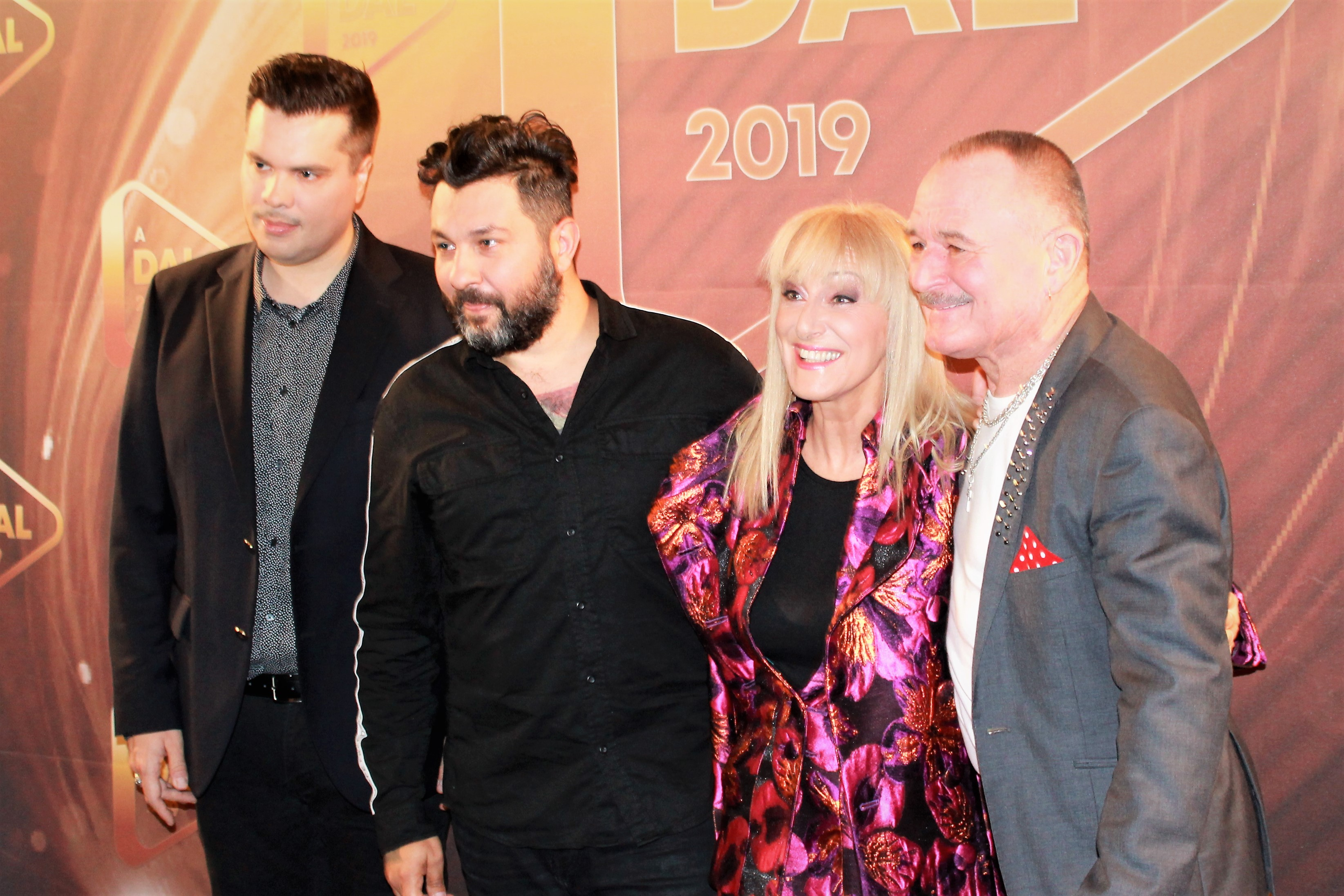
A műsor zsűrije az első sajtótájékoztatón